# Kosovokrieg
10-Tage-Krieg – Kroatienkrieg – Bosnienkrieg – Kosovokrieg
Der Kosovokrieg (auch als Kosovo-Konflikt bezeichnet, albanisch Lufta e Kosovës, serbisch Косовски сукоб Kosovski sukob) war ein bewaffneter Konflikt in den Jugoslawienkriegen um die Kontrolle des Kosovo vom 28. Februar 1998 bis zum 10. Juni 1999. Konfliktparteien waren die Befreiungsarmee des Kosovo (UÇK), die Armee Jugoslawiens und serbische Ordnungskräfte sowie ab 1999 die NATO-Streitkräfte unter Führung der Vereinigten Staaten (USA). Der Einsatz der NATO dauerte vom 24. März 1999 als Tag des ersten Luftangriffs bis zum 9. Juni 1999, dem Tag der Einigung bei den Militärverhandlungen.
Anlass für den Angriff der NATO im Rahmen der Operation Allied Force war die Nichtunterzeichnung des Vertrags von Rambouillet durch den serbischen Präsidenten Slobodan Milošević. Offizielles Hauptziel der NATO war, die Regierung Slobodan Miloševićs zum Rückzug der Armee aus dem Kosovo zu zwingen und so weitere serbische Menschenrechtsverletzungen, wie das zuvor verübte Massaker von Račak, zukünftig zu verhindern. Offizielles Ziel Jugoslawiens war der Schutz der serbischen Minderheit im Kosovo und die Abwehr der aus seiner Sicht erfolgten Einmischung in die inneren Angelegenheiten eines souveränen Staates. Das mehrheitlich von ethnisch albanischer Bevölkerung bewohnte Gebiet des Kosovo war eine Provinz Serbiens innerhalb der Bundesrepublik Jugoslawien, die zu dieser Zeit aus Serbien und Montenegro bestand.

## Überblick
Erste Konfliktphase
Der gewaltsame Konflikt um den Kosovo begann schon früher und lässt sich in zwei Phasen einteilen. Es handelte sich um eine bewaffnete innerstaatliche Auseinandersetzung zwischen der UÇK („Befreiungsarmee des Kosovo“), einer albanischen paramilitärischen Organisation, welche für die Unabhängigkeit des Kosovo kämpfte, der serbisch-jugoslawischen Armee und den serbischen Ordnungskräften der Bundesrepublik Jugoslawien.
Zweite Konfliktphase
Die zweite, zwischenstaatliche Phase des Konflikts begann am 28. Februar 1998 und endete am 10. Juni 1999. Ab dem 24. März 1999 griff die NATO in der Operation Allied Force die Bundesrepublik Jugoslawien aus der Luft an, und setzte dazu zeitweise über 1000 Flugzeuge ein. Fortgesetzt wurden auch die militärischen Auseinandersetzungen zwischen den jugoslawischen Streitkräften und den Rebellen der UÇK, die durch Albanien logistisch unterstützt wurden.
Kriegszerstörungen
Während des gesamten Konfliktes, vor allem aber 1999, waren Hunderttausende Einwohner des Kosovo auf der Flucht. Es wurden etwa 650 Ortschaften beschädigt oder zerstört, darunter historisch wertvolle Bausubstanz. In Serbien wurden durch die massiven Luftangriffe der NATO neben der gezielten Bombardierung von Regierungsgebäuden, Industrieanlagen, Objekten der Transport-, Telekommunikations- und Energie-Infrastruktur sowie aller militärischen Installationen als Kollateralschäden auch hunderte von anderen Gebäuden zerstört, darunter historisch wertvolle.
Todesopfer
Die Gesamtzahl der Todesopfer durch die Bombardierung Serbiens wird auf 3500 geschätzt; etwa 10.000 Menschen sollen verletzt worden sein.
Kriegskosten
Die Kosten des Krieges werden von einer Bundeswehr-Studie auf 45 Mrd. Deutsche Mark (DM) geschätzt: militärische Kosten der NATO: ca. 11 Mrd. DM, Kosten der humanitären Hilfe: ca. 2 Mrd. DM, Kriegszerstörungen in Jugoslawien: ca. 26 Mrd. DM; weitere volkswirtschaftliche Kosten: ca. 4 Mrd. DM, militärische Kosten Jugoslawiens: ca. 2 Mrd. DM. Die Folgekosten wurden auf 60 bis 600 Milliarden DM beziffert.
Flüchtlinge
Insgesamt kehrten nach Angaben des Hochkommissars der Vereinten Nationen für Flüchtlinge (UNHCR) nach dem Ende des Krieges fast 825.000 Flüchtlinge in den Kosovo zurück.
Kontroverse Positionen
Der Kosovokrieg wurde kontrovers diskutiert: Die NATO griff die Bundesrepublik Jugoslawien an, ohne dafür ein UN-Mandat zu haben und ohne dass ein Mitgliedsland angegriffen und so der Bündnisfall der NATO ausgelöst worden wäre. Nach Art. 2 Ziff. 4 der UN-Charta war der Kosovokrieg der NATO somit ein völkerrechtswidriger Angriff.
Von den Befürwortern wurde der Kosovokrieg als einer der ersten „humanitären Kriegseinsätze“ bezeichnet und als Maßnahme zum Schutz vor weiteren Menschenrechtsverletzungen der jugoslawischen Sicherheitskräfte gerechtfertigt. Gegner sahen in ihm eine Abkehr von Grundsätzen des Völkerrechts und eine Rückkehr zu einer unilateralen Machtpolitik; diese sei moralisch bemäntelt worden.
Die serbische Regierung beklagte sezessionistische Tendenzen bei großen Teilen der albanischen Bevölkerung des Kosovo und berief sich auf das Recht, auf dem Staatsgebiet Serbiens die seit 1997 mit Guerilla-Methoden agierende UÇK zu bekämpfen.

## Hintergründe

### Vorgeschichte
1877 wurde das Vilâyet Kosovo als Provinz (Verwaltungseinheit) des Osmanischen Reiches gegründet. Es umfasste ein größeres Territorium als das heutige Gebiet, unter anderem große Teile des heutigen Nordmazedoniens. 1878 wurden Serbien und Montenegro auf dem Berliner Kongress unabhängig, Kosovo und Albanien dagegen blieben im Osmanischen Reich. 1910 brach im Kosovo ein bewaffneter Aufstand von Albanern gegen die osmanische Herrschaft aus, der sich im Laufe der folgenden Jahre in das Gebiet des heutigen Albaniens ausdehnte. Während der beiden Balkankriege (1912/1913) annektierte Serbien den Kosovo, Albanien wurde unabhängig.
Nach einer kurzen Unterbrechung unter Hoheit der österreichisch-ungarischen Armee während des Ersten Weltkriegs blieb das Gebiet unter serbischer Kontrolle, zuerst als Teil des Königreichs Serbien, danach im Königreich Jugoslawien. Der deutsche Überfall auf Jugoslawien im April 1941 führte zum Zusammenbruch des jugoslawischen Staates. Kosovo und Teile Mazedoniens wurden mit dem bereits unter der Herrschaft des faschistischen Italien stehenden Albanien vereinigt.
1945 wurde Kosovo in der Föderativen Volksrepublik Jugoslawien (bzw. ab 1963 Sozialistische Föderative Republik Jugoslawien) zur Autonomen Provinz innerhalb der Republik Serbien. Eine vom jugoslawischen Staatschef Josip Broz Tito anvisierte und insbesondere mit Albanien verhandelte Idee einer Balkanföderation, für die Tito eine Vereinigung des Kosovo mit Albanien zugesagt hatte, scheiterte an Josef Stalin. Jugoslawien konnte sich als erstes sozialistisches Land und noch zu Lebzeiten Stalins dem Einfluss der sowjetischen Führung entziehen und erhielt wirtschaftliche Unterstützung aus dem Westen, die zum wirtschaftlichen Aufschwung des Landes beitrug.
Der die Parole „Brüderlichkeit und Einheit“ (bratstvo i jedinstvo) propagierende jugoslawische Staat konnte die Konflikte zwischen den Ethnien nie grundsätzlich lösen. Mit dem Ende des Wirtschaftsbooms Mitte der 1960er Jahre begannen alle Republiken zu klagen, gegenüber den anderen benachteiligt zu sein. In den 1960er Jahren galt Adem Demaçi als führende Persönlichkeit der albanischen Widerstandsbewegung. Bis 1966 war der albanische Bevölkerungsanteil weitgehend von der nationalen Gleichberechtigung ausgenommen. Durch eine schrittweise Dezentralisierung mittels Verfassungsänderungen von 1967 und 1974 versuchte die jugoslawische Führung unter Tito in der Folgezeit teilweise erfolgreich, die Spannungen zwischen den Volksgruppen im Land mit einem Ausgleich der Nationalitäten zu verringern, doch führte die Machtverschiebung von der Zentrale zu den Republiken und Provinzen auch zu einer Stärkung derer Eigeninteressen und zu einem schwächeren Willen zur Zusammenarbeit. 1967 wurde der Autonomiestatus der von „Kosovo und Metochien“ in „Kosovo“ umbenannten Provinz dem der sechs jugoslawischen Teilrepubliken nahezu gleichgestellt. Diese außergewöhnlich weitreichende Autonomie des Kosovo (wie auch der Vojvodina) wurde in der Verfassung von 1974 bestätigt und bedeutete weitgehende Selbstverwaltung. Die beiden Autonomen Provinzen waren von nun an neben ihrer Zugehörigkeit zu Serbien gleichberechtigte föderale Körperschaften. Dass sie nicht auch de jure zu Republiken erhoben wurden, sollte eine noch weitergehende Verselbständigung und im Fall Kosovo eine Annäherung an Albanien verhindern. Schon im April 1968 forderte der führende kosovo-albanische Kommunist Mehmet Hoxha mit Verweis auf Montenegro den Republik-Status für den Kosovo. Es kam 1968 in mehreren Städten zu Demonstrationen von Kosovo-Albanern, die den Republik-Status für den Kosovo forderten. Bei dem energischen Einsatz der Polizei zu ihrer gewaltsamen Beendigung starb ein Demonstrant. In der Tendenz kam es zu einer Umkehrung der Verhältnisse und zu einer Diskriminierung im Kosovo gegen die Serben, die allerdings nicht das Ausmaß der früheren Diskriminierung gegen die Albaner erreichte. In der slawischen Bevölkerung im Kosovo löste der Emanzipationsprozess der Albaner jedoch mehrheitlich Skepsis und Verunsicherung aus. Als es 1971 mit dem sogenannten „Kroatischen Frühling“ zur schwersten Krise mit nationalistischem Hintergrund zu Lebzeiten Titos kam, in dem Forderungen bis hin zum kroatischen „Nationalstaat“ erhoben wurden, wurde in Serbien Unzufriedenheit darüber laut, dass die Serben in Kroatien keine Autonomie genossen, obwohl sie dort einen höheren Bevölkerungsanteil als Albaner und Ungarn in Serbien bildeten. Schon 1976 forderte die serbische Führung, wenngleich nicht öffentlich und ohne nationalistische Positionen zu vertreten, eine Verfassungsänderung zur Kompetenzerweiterung der Serbischen Republik gegenüber den Provinzen, wurde dafür jedoch in den anderen Republiken und besonders in den Provinzen scharf kritisiert.

### Zuspitzung des Konfliktes nach Titos Tod
Die gesellschaftliche Entwicklung der 1980er und 1990er Jahre in Jugoslawien war von einer schweren Wirtschaftskrise, hoher Arbeitslosigkeit und Verschuldung geprägt, die ihren Ursprung teilweise bereits in der letzten Wachstumsphase Jugoslawiens in den 1970er Jahren hatten. Die eigenen Schwierigkeiten in der Wirtschaft wurden durch das Nachlassen der wirtschaftlichen Unterstützung durch den Westen noch verstärkt, nachdem Ende der 1980er Jahre mit der Auflösung des Warschauer Pakts das westliche Interesse an Jugoslawien nachließ. Das erhebliche Bevölkerungswachstum der albanischen Volksgruppe im Kosovo führte in Kombination mit dem der Realteilung vergleichbaren Erbrecht zu einer Zersplitterung der Ländereien und zu einer Hemmung der Produktivität im Landwirtschaftssektor. Auch in anderen Sektoren hob das hohe Bevölkerungswachstum des Kosovo wirtschaftliche Gewinne durch das Anwachsen des arbeitslosen und „unproduktiven“ Bevölkerungsteils auf. Die wirtschaftliche Kluft zu den übrigen Landesteilen wuchs zunehmend. Das durchschnittliche Einkommen war von 48 Prozent des Niveaus in Jugoslawien im Jahr 1954 auf einen Tiefststand von 33 Prozent im Jahr 1980 gesunken. Um die zwischen 1971 und 1981 von 18,6 auf 27,5 Prozent gestiegene Arbeitslosenquote zu verbergen, wurden Jugendliche zu einer akademischen Ausbildung angehalten, die aber nicht an die ökonomischen Verhältnisse angepasst war, so dass ein hoher Anteil der Akademiker geringe Chancen auf dem Arbeitsmarkt erhielt, was entscheidend zu den Unruhen im Frühjahr 1981 beigetragen hat. 1990 erreichte die Arbeitslosenquote 40 Prozent.
Die Massendemonstrationen im Kosovo und die harte Reaktion der jugoslawischen Staatsorgane lösten schließlich die Krise Jugoslawiens aus. Bis Ende der 1980er Jahre blieb dieser Konflikt der zentrale Konflikt Jugoslawiens, zu dem noch weitere hinzukamen, und der einen Prozess der Desintegration einleitete, die in den 1990er Jahren zum Zerfall Jugoslawiens führte. Die einzelnen Republiken und Provinzen Jugoslawiens wiesen eine Mitverantwortung für die Krise weitgehend von sich und konkurrierten zunehmend um die sich verknappenden Finanzmittel.
Dass gerade dem Kosovo als serbische Provinz eine zentrale Rolle für die Entfachung sozialer und nationaler Konfliktherde zukam, kann als in engem Zusammenhang mit der gesamtjugoslawischen Situation stehend gesehen werden. Tito hatte mit dem Rotationsprinzip der acht Vertreter aus den Republiken und Provinzen ein ausgeklügeltes System der Machtbalance in der multiethnischen Föderation entwickelt. So trat er den serbischen und kroatischen Machtansprüchen in Bosnien-Herzegowina mit der Nationsbildung der bosnischen Muslime entgegen. Um die Serben zu schwächen, hatte er die beiden serbischen Provinzen Kosovo und Vojvodina gestärkt. Bald nach seinem Tod begannen jedoch die auseinandertreibenden Kräfte die zusammenhaltenden zu überwiegen.
Ob oder inwieweit eine voreilige europäische – insbesondere deutsche – Anerkennungspolitik von 1992 gegenüber Slowenien und Kroatien dann zu einer Verschärfung der ethnonationalistischen Politik und zum Übergreifen des Krieges auf Bosnien und Herzegowina geführt hat, ist Gegenstand heftiger Kontroversen.

#### Nationalistische Polarisierung im Kosovo bis 1992
Nach dem Tod Titos im Mai 1980, der als jugoslawischer Staatschef die Position der Albaner in Jugoslawien gestärkt und die der Serben eingegrenzt hatte, ging die politische Führung Jugoslawiens auf ein im Rotationsprinzip regierendes Präsidium über, das aus den acht Vertretern der Republiken und Autonomen Provinzen bestand.

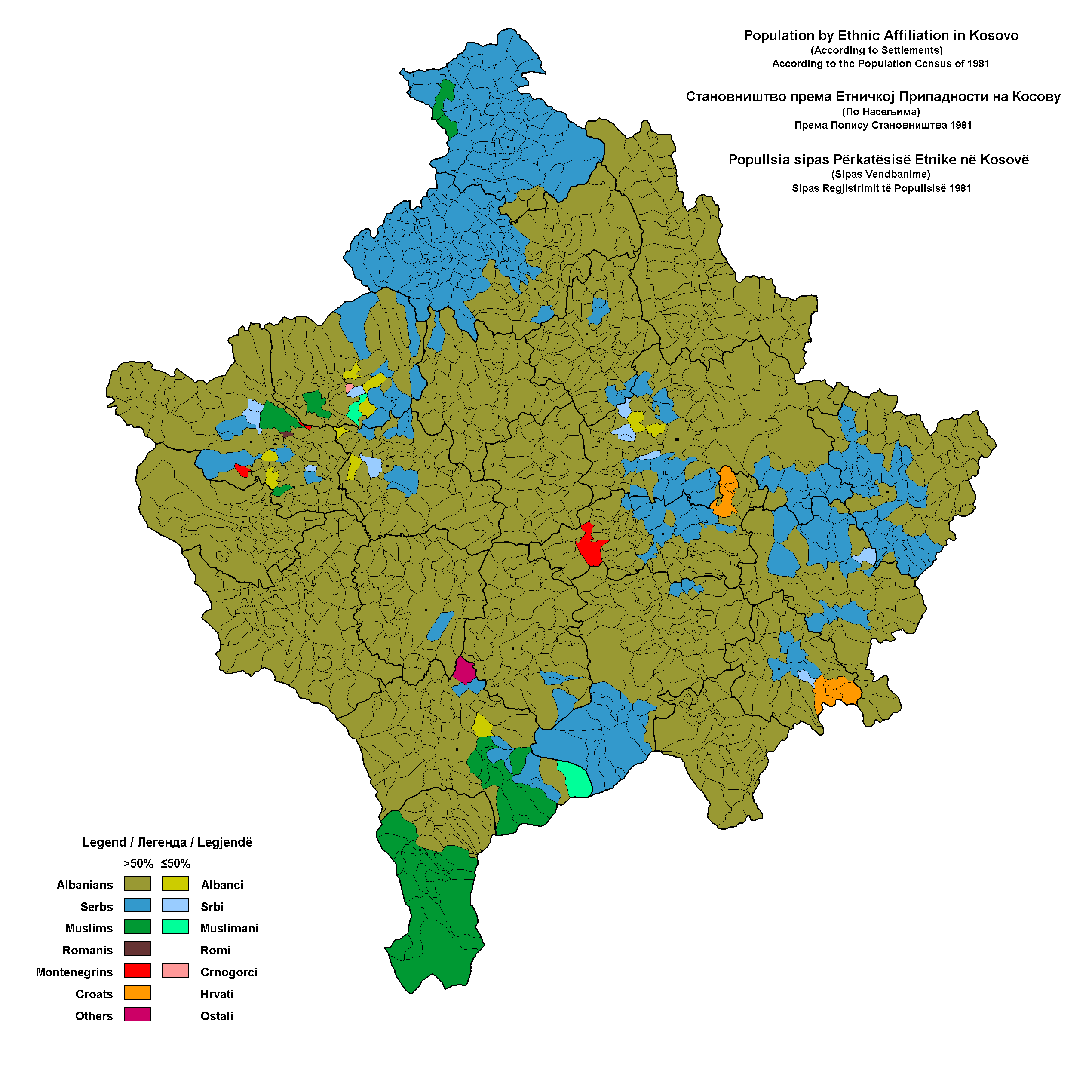
1981: Ethnographische Ausgangsposition im Kosovo zum Zeitpunkt zunehmender nationalistischer Polarisierung

1981 forderten ethnische Albaner im Kosovo während verschiedener Proteste den Status einer Republik für die Provinz innerhalb Jugoslawiens. Nach einem ersten Studentenprotest in Priština gegen die Qualität des Mensaessens, bei dem Unmut gegen die allgemeine wirtschaftliche Lage insbesondere der Studenten geäußert wurde, und der von der Polizei zügig aufgelöst werden konnte, kam es wenige Wochen später, auch in weiteren Städten, zu schweren und zunehmend nationalistischen Unruhen von Albanern, die von den jugoslawischen Sicherheitskräften gewaltsam niedergeschlagen wurden, wobei es zu zahlreichen Toten und Verhaftungen kam. Die jugoslawische Regierung verhängte für einige Monate den Ausnahmezustand über den Kosovo. Die Mehrheit der Demonstranten scheint den Republikstatus des Kosovo gefordert zu haben, wobei kleinen, aber an der Universität Priština einflussreichen und „Enveristen“ genannten Gruppen eine wichtige Rolle bei der nachhaltigen Organisation der Proteste zugesprochen wird. Sie bezeichneten sich als Anhänger von Enver Hoxha, dem KP-Chef von Albanien. Um ihr Ziel eines Staates ohne Serben zu erreichen, schien ihnen bis 1989 bewaffneter Kampf noch sinnlos, zumal der Kosovo nicht serbisch regiert wurde. In den 1990er Jahren beteiligten sich dann aber einige von ihnen am Aufbau der UÇK. Die jugoslawische Führung ortete die Drahtzieher der Ereignisse in Albanien und sah die Demonstrationen als Folge einer von Tirana aus gesteuerten „konterrevolutionären“ Agitation, nahm jedoch öffentlich keine tiefere Analyse der Motivation des Aufbegehrens der Studenten und jungen Akademiker vor, die unter den Verhältnissen an der Universität Priština und schlechten Berufsaussichten litten. 1982 waren die Demonstrationen erneut von Ausschreitungen begleitet.
Die Unruhen und ihre Unterdrückung trugen wesentlich zu einer Polarisierung der Volksgruppen der Albaner und Serben im Kosovo bei und führten zu einer landesweiten Verstärkung der Nationalismen in Jugoslawien. Das jugoslawische Staatspräsidium kritisierte die aufkommenden nationalistischen Stimmen und verurteilte heftig chauvinistische Anschauungen albanischer und serbischer Schriftsteller, sprach jedoch nur zögerlich die für beide Volksgruppen schlechte wirtschaftliche Situation, die hohe Arbeitslosigkeit und das gespannte gesellschaftliche Klima als Konfliktfelder an. Dagegen sah die politische Führung auch eine verfehlte Bildungspolitik, die Verwendung von Lehrbüchern und die Beschäftigung von Pädagogen aus Albanien als verantwortlich für die Lage an und kritisierte die Ineffizienz des Polizeiapparates, der nicht fähig gewesen sei, die Aufstände schon im frühen Stadium zu beenden. Angehörige der serbischen Minderheit zogen in der Folge verstärkt in das serbische Kernland. Der Konflikt schwelte jedoch weiter.
1983 kam es anlässlich des Begräbnisses von Aleksandar Ranković zur ersten nationalistischen Massenkundgebung der Serben im Kosovo nach Titos Tod. Ranković, ehemaliger Chef des Staatssicherheitsdienstes UDB-a, hatte von 1946 bis 1953 als jugoslawischer Innenminister serbische Interessen im Kosovo mit Gewalt durchgesetzt und die Umsetzung der albanischen Autonomierechte verhindert, war jedoch 1966 von Tito abgesetzt worden. In der Wahrnehmung weiter Teile der slawischen Bevölkerung im Kosovo fiel die Verschlechterung des nachbarschaftlichen und interethnischen Verhältnisses im Kosovo mit seiner Absetzung von 1966 zusammen. 1983 protestierten nun Tausende Serben gegen den in der jugoslawischen Verfassung von 1974 gewährten hohen Grad an Autonomie der Albaner, der sie als Volksgruppe der Bedrohung aussetze, von den Albanern aus dem Kosovo gedrängt zu werden.
1986 zog nach einer von 2000 Serben unterzeichneten Petition gegen den „albanischen Nationalismus und Separatismus“ eine Gruppe von rund hundert Serben aus dem Kosovo nach Belgrad und beschwerte sich bei der Führung Serbiens und Jugoslawiens über andauernde Diskriminierung und die schwierige Lebenssituation der Serben im Kosovo. Nach dem Muster dieses „Marsches nach Belgrad“ wurden in der darauffolgenden Zeit viele Märsche organisiert und von den Medien in den Fokus der Berichterstattung gestellt.
Aus Unzufriedenheit mit der Situation in Jugoslawien verfassten serbische Wissenschaftler zwischen 1982 und 1986 das SANU-Memorandum, in welchem sie eine stärkere Berücksichtigung serbischer Interessen forderten. Dabei wurde den Kosovo-Albanern ausdrücklich Schuld an der festgestellten Misere Serbiens zugewiesen, indem ein „Völkermord an den Serben im Kosovo“ beklagt wurde. Slobodan Milošević, seit 1986 Parteivorsitzender des Bundes der Kommunisten Serbiens und ab 1989 Präsident der Teilrepublik Serbien, nutzte die nationalen Vorbehalte zum eigenen Machtausbau und zur systematischen Stärkung Serbiens innerhalb Jugoslawiens.
Organisierte Massendemonstrationen („Meetings“) seit Mitte 1988 in der Vojvodina, in Serbien und in Montenegro, so am 19. November 1988 mit 350.000 bis 1,3 Millionen Teilnehmern in Belgrad, erzeugten einen zunehmend nationalistisch geprägten öffentlichen Druck, der in den Jahren 1988 und 1989 zu einem wesentlichen Merkmal der Politik wurde. In diesem Rahmen wurden im Oktober 1988 neben kosovo-serbischen auch die kosovo-albanischen Parteifunktionäre Fadil Hoxha, Azem Vllasi und Kaqusha Jashari aus ihren Ämtern entfernt und durch Milošević loyal geltende Politiker ersetzt, um die angestrebte Verfassungsänderung zur Herabstufung der Autonomie durchsetzen zu können. Gegen die Absetzungen der Politiker organisierten Kosovo-Albaner Streiks und Demonstrationen, auf denen die Beibehaltung der Verfassung von 1974 gefordert wurde.
Dem stand jedoch mit dem „Meeting of the meetings“ am 26. Februar 1989 in Belgrad eine gewaltige und medienpräsente Massendemonstration gegenüber, auf der ein rigoroses Vorgehen im Kosovo gefordert wurde. Massenproteste der Bevölkerung führten am 5. Oktober 1988 zum Sturz der politischen Führung in der serbischen Autonomen Provinz Vojvodina sowie am 11. Januar 1989 in der besonders unter Misswirtschaft leidenden jugoslawischen Republik Montenegro. Milošević nahestehende Politiker übernahmen dort die Führung.
Im Februar 1989 stimmte das serbische Parlament Zusatzbestimmungen für die serbische Verfassung zu, welche die Autonomie des Kosovo schrittweise einschränkten. Dagegen kam es zu heftigen Protesten, unter anderem zu einem Hungerstreik von Bergarbeitern in Trepča gefolgt von einem Generalstreik und Solidaritätskundgebungen mit den streikenden Bergarbeitern. Als Folge der Proteste wurde am 1. März 1989 der Ausnahmezustand über die Provinz Kosovo verhängt und es wurden Truppen entsendet. In diesem Umfeld stimmte das Parlament der Provinz Kosovo am 23. März der faktischen Auflösung der Autonomie der Provinz zu, worauf bürgerkriegsartige Unruhen folgten, die blutig niedergeschlagen wurden, wobei laut Amnesty International 140 Menschen getötet worden sein sollen. Nach Schließung der Universität Priština und der Schließung albanischer Vereine emigrierten Tausende von Kosovo-Albanern wegen ihrer gesellschaftlichen Diskriminierung.
Im Sommer 1989 besserte sich die wirtschaftliche Lage in Bezug auf die Industrieproduktion, die Exporte und die Schuldentilgung deutlich. Doch konnte die die Bevölkerung unmittelbar betreffende Inflation nicht gedämpft werden, woraufhin es zu Streiks kam. Im September 1989 verankerte das wirtschaftlich bessergestellte Slowenien in seiner neuen Verfassung das Recht, den jugoslawischen Staatsverband zu verlassen. Als Gründe wurde in der Presse diskutiert, dass sich Slowenien einerseits vor wie im Kosovo vorgenommenen Verfassungsänderungen schützen wolle und andererseits kein Interesse daran habe, die serbische Politik im Kosovo mitzufinanzieren, ohne an dieser Mitsprache zu haben. In der Folge eskalierten die Spannungen zwischen Slowenien und Serbien ab Dezember 1989 zu einem Wirtschaftskrieg.
Im Juli 1990 ließ Slobodan Milošević Parlament und Regierung des Kosovo im Rahmen der sogenannten antibürokratischen Revolution auflösen.
Im März 1991 kam es zu organisierten kosovo-albanischen Massendemonstrationen in Priština, die erneut brutal niedergeschlagen wurden, wobei laut dem Historiker und Vorsitzenden der Anglo-Albanian Association, Noel Malcom, „Tausende […] festgenommen, möglicherweise Hunderte getötet“ worden sein sollen. Im September 1991 wurde nach einem von albanischer Seite abgehaltenen geheimen Referendum die „Republik Kosova“ proklamiert, die nur von Albanien anerkannt wurde. 1992 wählten die Kosovo-Albaner den Schriftsteller und Pazifisten Ibrahim Rugova, der seine Volksgruppe zum passiven Widerstand aufrief, zum Präsidenten ihrer Republik. Das ebenfalls gewählte Parlament konnte nicht zusammentreten; sodass die von Rugova ernannte Regierung ihre Amtsgeschäfte aus dem Exil wahrnehmen musste.

#### Entwicklung und Folgen der Jugoslawienkriege
Parallel zu der lange noch relativ stabil erscheinenden Lage im Kosovo fanden während des Zerfalls Jugoslawiens der kurze Slowenienkrieg sowie die mehrjährigen Kriege in Kroatien und in Bosnien-Herzegowina statt, die von umfangreichen „ethnischen Säuberungen“ und Kriegsverbrechen wie dem Massaker von Srebrenica begleitet wurden.
Die EG, die KSZE/OSZE und die UNO hatten den Umgang mit den beteiligten Konfliktparteien und mit den kriegerischen Auseinandersetzungen letztlich nicht gelöst und sich nicht als friedensstiftende Instanzen etabliert.
Zu einer Wende kam es, als die USA in das Konfliktgeschehen des Bosnienkrieges eingriffen und mit ihr die NATO, die nach dem Ende des Kalten Krieges in eine Orientierungs- und Legitimationskrise geraten war und sich gerade ein neues sicherheitspolitisches Aufgabenfeld zu geben versuchte. Im Unterschied zu der EG legten sich die USA bei der Schuldzuweisung deutlich auf die serbische Seite fest. Die hohe Stringenz bei ihrer Androhung und Ausführung von militärischer Gewalt gegen die bosnischen Serben verschafften den USA ein verstärktes Ansehen als Interventionsmacht mit Durchsetzungsvermögen.
Beispiele für diese Strategie, eine politische Lösung des Konfliktes durch massives militärisches Eingreifen herbeizuführen, sind die nach dem Massaker von Srebrenica 1995 erfolgten und mit der UN abgestimmten Luftangriffe der NATO (Operation Deliberate Force) gegen bosnisch-serbische Truppen, die zum Vertrag von Dayton führten.
Die Komponenten Gewaltandrohung, rasches und entschlossenes Handeln, unzweideutige Festlegung auf einen Schuldigen des Konfliktes und amerikanische Dominanz wurden zu einem Paradigma der westlichen Krisenintervention in der Jugoslawienkrise. Mit dem Beginn der Eskalation im Kosovokonflikt im Jahr 1997 griff der Westen schnell auf dieses Interventionsparadigma zur vermeintlichen Lösung der Krise zurück. Die Bedingungen des Konflikts im Kosovo unterschieden sich jedoch in vielen Bereichen gravierend von denen in Bosnien und Herzegowina. Besonders schwer wog, dass die NATO im Kosovo ohne Mandat des UN-Sicherheitsrates als selbsternannte und eigenmächtige Interventionsmacht handelte. Da eine völkerrechtliche Legitimation fehlte, wurde eine neue Doktrin der „humanitären Intervention“ geschaffen. Demnach begründete die NATO ihren Krieg unter Bruch des Völkerrechts mit dem Verweis auf eine moralische Verpflichtung, eine drohende „humanitäre Katastrophe“ abzuwenden.

#### Entwicklung im Kosovo ab 1996
Die meisten Kosovoalbaner boykottierten die Wahlen zum serbischen Parlament im September und Oktober 1997; es kam zu schweren Zusammenstößen mit der serbischen Polizei im Kosovo. Bei den Präsidenten- und Parlamentswahlen der „Republik Kosova“ 1998 wurde Rugova als Präsident zwar bestätigt. Ihr friedlicher Widerstand im Kosovo erschien für die betroffenen Kosovaren im Gegensatz zum Kampf der Bosnier und der Kroaten gegen das militärisch überlegene Jugoslawien, bzw. gegen von diesem unterstützte regionalserbische Kriegsparteien, in den der Westen nach langem Zögern schließlich doch eingegriffen hatte, hingegen zunehmend erfolglos. Bosniaken und Kroaten waren im Dayton-Vertrag Gebiete und staatliche Unabhängigkeit auch von Jugoslawien zugesprochen worden, während sich im Kosovo wenig änderte.
In den Jahren 1996 und 1997 nahmen bewaffnete Angriffe auf Einrichtungen der Staatsautorität in der serbischen Provinz Kosovo, die militanten Albanern zugerechnet wurden, deutlich zu. 1996 übernahm die von der Schweiz aus geleitete UÇK die Verantwortung für Anschläge, die zu dieser Zeit von der Mehrheit der Albaner für Provokationen der serbischen Verwaltung gehalten wurden. Die Untergrundorganisation UÇK unterhielt dabei schon früh Verbindungen zu „westlichen“ Regierungen und betätigte sich auch im Rahmen sogenannter „Menschenrechtsorganisationen“. So war der führende UÇK-Vertreter Shaban Shala, der 1996 zusammen mit einem weiteren hohen UÇK-Vertreter, Azem Syla, zu einem Treffen mit britischen, US-amerikanischen und Schweizer Geheimdienstleuten nach Albanien reiste, zudem ein führendes Mitglied des „Council for the Defence of Human Rights and Freedom“. Im Kosovo stützte sich die UÇK offenbar auf eine lose Verbindung lokaler Einheiten, vorwiegend in der Drenica-Region und in der Region Đakovica.
Im Frühjahr 1996 begann die UÇK zum bewaffneten Kampf überzugehen und unternahm Operationen im Kosovo gegen staatliche Einrichtungen und die Zivilbevölkerung. Mit Attentaten wie auf ein serbisches Flüchtlingsheim im Februar 1996 und auf serbische Cafes verbreitete sie nach dem Muster terroristischer Organisationen durch Gewalttaten unter der Zivilbevölkerung Schrecken, um politische Ziele zu erreichen. Seit 1997 ging die UÇK zudem gegen mutmaßliche und tatsächliche Kollaborateure in der Bevölkerung vor. Im Februar 1996, als annähernd 16.000 aus Kroatien vertriebene Serben im Kosovo angesiedelt oder – meistens gegen ihren Willen – in Flüchtlingslagern untergebracht waren, verübte auch die LKÇK Bombenattentate auf serbische Flüchtlingslager. Am 28. November 1997, dem albanischen Nationalfeiertag, trat die UÇK auf dem Begräbnis eines unter ungeklärten Umständen gestorbenen albanischen Lehrers zum ersten Mal in der Öffentlichkeit auf.
Im deutschen Verfassungsschutzbericht 1998 wurde die UÇK als in „ihrer Heimat terroristisch operierend“ eingestuft. Hans-Peter Kriemann, Offizier und Historiker am Zentrum für Militärgeschichte und Sozialwissenschaften der Bundeswehr, charakterisiert die UÇK als militärische Organisation, die sich mit „illegalen Methoden“ finanzierte und „Geld aus dem Drogenhandel“ bezog. Bei ihr seien die „Grenzen zwischen Widerstandsorganisation und organisierter Kriminalität fließend“ gewesen.

## Innerstaatliche bewaffnete Auseinandersetzung
Weder von der jugoslawischen Führung noch von anderen Regierungen wurde die gewaltsame Endphase des Kosovo-Konflikts ab Ende 1997 als ein Bürgerkrieg aufgefasst oder bezeichnet. Die UÇK wurde zunächst sowohl von der jugoslawischen Regierung als auch von westlicher Seite als terroristische Organisation angesehen, später aber insbesondere auf Betreiben der USA als gleichberechtigter Verhandlungspartner behandelt und gefördert.
Die innerstaatliche bewaffnete Auseinandersetzung in der serbischen Autonomen Provinz Kosovo kann jedoch auch als ein Bürgerkrieg betrachtet werden, dessen Entwicklung etwa im November 1997 begonnen hat und der durch die Intervention anderer Staaten mit den ersten Luftangriffen der NATO am 24. März 1999 in einen zwischenstaatlichen und hauptsächlich auf dem Territorium Jugoslawiens ausgeführten Krieg übergegangen ist, wenn ein solcher von Seiten der NATO auch offiziell nicht erklärt wurde. Nach dieser Sichtweise hat sich die Führung der UÇK von Beginn an konsequent in ihrer taktischen Ausrichtung an die Prinzipien eines Bürgerkrieges gehalten.

### Konfliktverlauf zwischen der UÇK und dem jugoslawischen Staat 1998
Human Rights Watch und die Gesellschaft für bedrohte Völker dokumentieren folgenden Ablauf:
Ab Januar 1998 intensivierten sich die Auseinandersetzungen. Vorausgegangen waren Überfälle der UÇK auf serbische Polizeistationen und Einrichtungen des Staates, bei denen vier serbische Sicherheitskräfte ums Leben kamen.
Am 28. Februar und 1. März 1998 drangen militärisch ausgerüstete serbische Polizeikräfte in die Dörfer Likošane und Čirez im Gebiet um Drenica vor, das als Hochburg der UÇK galt und vor dem Einsatz praktisch unter Kontrolle der Rebellen stand. Die angreifenden serbischen Kräfte waren mit Armeehubschraubern und gepanzerten Fahrzeugen bewaffnet und nahmen die Ortschaften unter Dauerbeschuss, bevor sie ihre Kräfte im Häuserkampf einsetzten. Während heftiger Feuergefechte wurden 25 Kosovoalbaner und vier serbische Polizeikräfte getötet.
Nachdem die UÇK unter ihrem lokalen Anführer Adem Jashari wiederholt serbische Polizeistellen angegriffen hatte, gingen vom 5. bis 7. März serbische Polizeikräfte in die Gegenoffensive und griffen Jashari auf seinem Wohnsitz in Donji Prekaz an. Unter Gegenwehr wurden vermutlich 58 Mitglieder der Großfamilie getötet. Adem Jashari kam dabei ebenfalls ums Leben. Zwei serbische Polizeiangehörige wurden am 5. März getötet. Zur selben Zeit wurden weitere Dörfer der Region Polac, Ternavc, Morine, Vojnik und Mikushnice mit schweren Waffen, darunter Kanonen und Granatwerfer, beschossen. Mindestens sechs Kosovoalbaner starben unter ungeklärten Umständen im nahegelegenen Dorf Lausa.
Unterdessen beschlossen die Vereinten Nationen am 31. März 1998 in der Resolution 1160 des UN-Sicherheitsrates ein Embargo gegen Jugoslawien, um die jugoslawische Staatsführung zum Einlenken oder zumindest zu Gesprächen zu zwingen. Darüber hinaus verlangte der Weltsicherheitsrat in genannter Resolution unter anderem von Jugoslawien, dass „die Einheiten der Sonderpolizei abgezogen“ werden müssen und das „Vorgehen gegenüber der Zivilbevölkerung“ einzustellen ist. Die Europäische Union verhängte entsprechend Sanktionen.
Am 25. Mai sollen durch serbische Polizeikräfte mindestens neun Albaner in Lybeniq, einem Dorf nahe Pejë, hingerichtet worden sein. Am 31. Mai griff eine auf ca. 300 Mann geschätzte Einsatztruppe der Sondereinsatzkräfte der serbischen Polizei das Dorf Novi Poklek in Drenica an. Zehn Männer (ethnische Albaner) wurden verschleppt. Der Tod eines Mannes wurde bestätigt; die anderen werden bis heute vermisst. Berichten zufolge zündete die Polizei über 20 Häuser an und ließ sie niederbrennen.
Am 16. Juni 1998 führte ein Treffen des russischen Präsidenten Jelzins mit dem serbischen Präsidenten Milošević in Moskau nicht zum Abzug der serbischen Sicherheitspolizei im Kosovo, doch Milosevic sagte eine Zurückhaltung der Gewalt gegen die kosovo-albanische Zivilbevölkerung ebenso zu wie die Möglichkeit für die sog. Balkan-Kontaktgruppe, bestehend aus USA, Russland, Großbritannien, Frankreich, Deutschland und Italien, diplomatische Beobachter in den Kosovo reisen zu lassen. Die Gewalt ging in den nächsten Wochen zurück. Tatsächlich konnten Anfang Juli 200 Beobachter der Kosovo Diplomatic Obersever Mission (KDOM) in das Krisengebiet reisen. Am 25. Juni 1998 fiel aber bei einem Treffen der Kontaktgruppe, an dem keine russischen Vertreter teilgenommen hatten, gegen den vorher bekannten Willen Russlands die Entscheidung, die UÇK in den politischen Prozess einzubinden, weil der kosovarische Präsident Rugova keinen Einfluss auf deren Handeln hatte. „Die UÇK-Führer“, so der Militärhistoriker Kriemann in seiner Dissertation zum Kosovo-Krieg, wurden nun zum „Center of Gravity“. Dem russischen Wunsch, die Finanzkanäle der UÇK in Deutschland zu schließen, wurde nicht entsprochen.
Im Juli 1998 begann die erste Großoffensive der UÇK, ein Angriff auf die Stadt Orahovac. Am 19. Juli wurden mindestens 42 Menschen während der Kämpfe getötet, 40 weitere werden noch vermisst. Aufgetauchte Gerüchte über Exekutionen und Massengräber wurden nicht bestätigt. Die UÇK rief zum allgemeinen Kampf gegen die „serbische Herrschaft“ auf. Mitte Juli verschärften sich die Kämpfe um Mitrovica und Prizren. Am 14. Juli wurde im Süden in der Region Opoje an der Grenze zu Mazedonien ein serbischer Truppenaufmarsch beobachtet. Ende Juli starteten die serbischen Truppen schließlich eine Großoffensive im Zentralkosovo.
Am 24. August 1998 erklärte der Weltsicherheitsrat seine Sorge über die „heftigen Kämpfe im Kosovo, die verheerende Auswirkungen auf die Zivilbevölkerung haben“, und forderte eine sofortige Waffenruhe. Er gab der Besorgnis Ausdruck, dass „sich die Situation im Kosovo in Anbetracht der wachsenden Zahl der Vertriebenen und des herannahenden Winters zu einer noch größeren humanitären Katastrophe entwickeln könnte.“
Berichten zufolge wurden am 27. August von Angehörigen der UÇK 22 Zivilisten im Dorf Klecka hingerichtet. Für den 9. September wurde berichtet, dass die Leichen von 34 Menschen, sowohl Serben als auch Albaner, in einem See nahe dem Dorf Glodjane gefunden wurden. Mit hoher Wahrscheinlichkeit wurden sie von UÇK-Kräften getötet.
Unterdessen verurteilte der Weltsicherheitsrat in der Resolution 1199 am 23. September 1998 scharf den „exzessiven Gebrauch von Gewalt“ durch serbisches Militär und Polizeikräfte und bezeichnete ihn als „Bedrohung des Friedens“. Darüber hinaus forderte der UN-Sicherheitsrat „die Führung der Kosovo-Albaner auf, alle terroristischen Handlungen zu verurteilen“, und betonte, „daß alle Teile der kosovo-albanischen Volksgruppe ihre Ziele ausschließlich mit friedlichen Mitteln verfolgen müssen.“ Eine weitere Forderung war, „humanitären Organisationen“ sowie „anderen Abgesandten den Zugang zum Kosovo“ zu gestatten. Er verzichtete aber darauf, Gewalt gegen Jugoslawien zur Unterbindung von Menschenrechtsverletzungen anzuordnen.
Unter internationaler Vermittlung stimmte im Oktober die serbische Staatsführung einem faktischen Waffenstillstand zu, welcher zur Kosovo Verification Mission führte.

### Einrichtung der Kosovo Verification Mission
Parallel zu den militärischen Auseinandersetzungen entwickelten sich die diplomatischen Bemühungen zur Lösung des Konfliktes, auch um die Resolutionen des Sicherheitsrates umzusetzen. Die NATO drohte Luftangriffe an und ermächtigte ihren Generalsekretär Javier Solana zu Militäraktionen gegen Jugoslawien (Activation Order am 12. Oktober 1998). Zugleich forderte die Balkan-Kontaktgruppe, bestehend aus USA, Russland, Großbritannien, Frankreich, Deutschland und Italien, ultimativ direkte Verhandlungen zwischen der serbischen Staatsführung und Vertretern der Kosovoalbaner.
Unter diesem Druck stimmte am 13. Oktober die serbische Staatsführung einem faktischen Waffenstillstand zu und signalisierte, der UN-Resolution 1199 Folge zu leisten, die einen Rückzug der schweren Waffen und eines großen Teils der paramilitärischen Polizeikräfte vorsah. Weiterhin sollten die Flüchtlinge heimkehren können und der Prozess von einer 2000 Mann starken internationalen Beobachterkommission der OSZE überwacht werden. Die Vereinbarung wurde zwischen dem serbischen Präsidenten Slobodan Milošević und dem US-amerikanischen Sondergesandten Richard Holbrooke getroffen (Holbrooke-Milošević-Vereinbarung).
Die Einrichtung und Entsendung der internationalen Beobachterkommission wird als Kosovo Verification Mission (KVM) bezeichnet und wurde am 25. Oktober 1998 vom Ständigen Rat der OSZE beschlossen. Einzelheiten der Mission wurden vorher im Abkommen zwischen der OSZE und Jugoslawien vom 16. Oktober 1998 geregelt. Die KVM sollte maximal 2000 unbewaffnete Beobachter umfassen.
Die Ziele waren folgende:
- Überwachung aller Konfliktparteien im Kosovo zur Einhaltung der UN-Resolution 1199.
- Verbesserung der Kommunikation zwischen allen Konfliktparteien und humanitären Organisationen
- Überwachung der Bewegungsfreiheit humanitärer Organisationen
- Vorbereitung und Überwachung freier Wahlen
- Erarbeitung von Berichten an die OSZE und den Weltsicherheitsrat, wie in der Resolution 1199 vorgesehen

Der Deutsche Bundestag stimmte am 16. Oktober 1998, drei Wochen nach der Bundestagswahl, in einer Sondersitzung mit großer Mehrheit diesem Vorgehen der NATO gegen Jugoslawien und einer Beteiligung der Bundeswehr an möglichen Luftschlägen zu. Von den 584 anwesenden Abgeordneten stimmten 503 für den Kosovo-Einsatz. Die PDS lehnte als einzige Fraktion den Antrag geschlossen ab.
Aus den Erfahrungen der Geiselnahme französischer Blauhelmsoldaten durch bosnische Serben im Bosnienkrieg im Jahr 1995 lag ein Hauptaugenmerk der Entsendestaaten auf der Sicherheit der Beobachter. Daher ordnete der NATO-Rat Planungen für eine Eingreiftruppe an, die in einem Notfall die KVM-Abgesandten schnell aus dem Kosovo evakuieren sollte. Am 13. November wurde der Operationsplan beschlossen; die Eingreiftruppe wurde Extraction Force (EXFOR) genannt. Der Deutsche Bundestag stimmte am 19. November der deutschen Beteiligung an der EXFOR zu. Dafür war eine verstärkte Kompanie der Bundeswehr vorgesehen, die in Tetovo (Mazedonien) stationiert war. Am 12. Dezember 1998 meldete die gesamte Truppe Einsatzbereitschaft.
Die Holbrooke-Milošević-Vereinbarung enthielt eine weitere Komponente, in der sich Jugoslawien bereit erklärte, unbewaffnete Luftfahrzeuge, bemannt oder unbemannt, in seinem Luftraum zuzulassen. In diesem Rahmen stimmte der Deutsche Bundestag im November 1998 der Entsendung einer Drohnenbatterie mit der Aufklärungsdrohne CL-289 zu (ebenfalls in Tetovo stationiert).
Die Holbrooke-Milošević-Vereinbarung führte zu einer Verminderung des Gewaltpegels, und die meisten Binnenflüchtlinge kehrten in der Folge wieder heim; die UÇK besetzte während der Kampfpause viele Stellungen, die von den im Zuge der Vereinbarung verlegten serbischen Truppen geräumt worden waren. Nach Darstellung von General Klaus Naumann spielte die UÇK in dieser Phase eine unglückliche und provokante Rolle.
Nach dem Nichtzustandekommen des Vertrags von Rambouillet wurde die Kosovo Verification Mission am 20. März 1999 nach Mazedonien evakuiert. Teile der Mission verblieben in Mazedonien und Albanien und wurden zur Flüchtlingsarbeit und zur Ermittlung von Menschenrechtsverstößen eingesetzt. Mit Beschluss vom 8. Juni 1999 wurde die Mission aufgelöst und durch die „OSZE Task Force“ ersetzt.

### Verhandlungsstand Dezember 1998

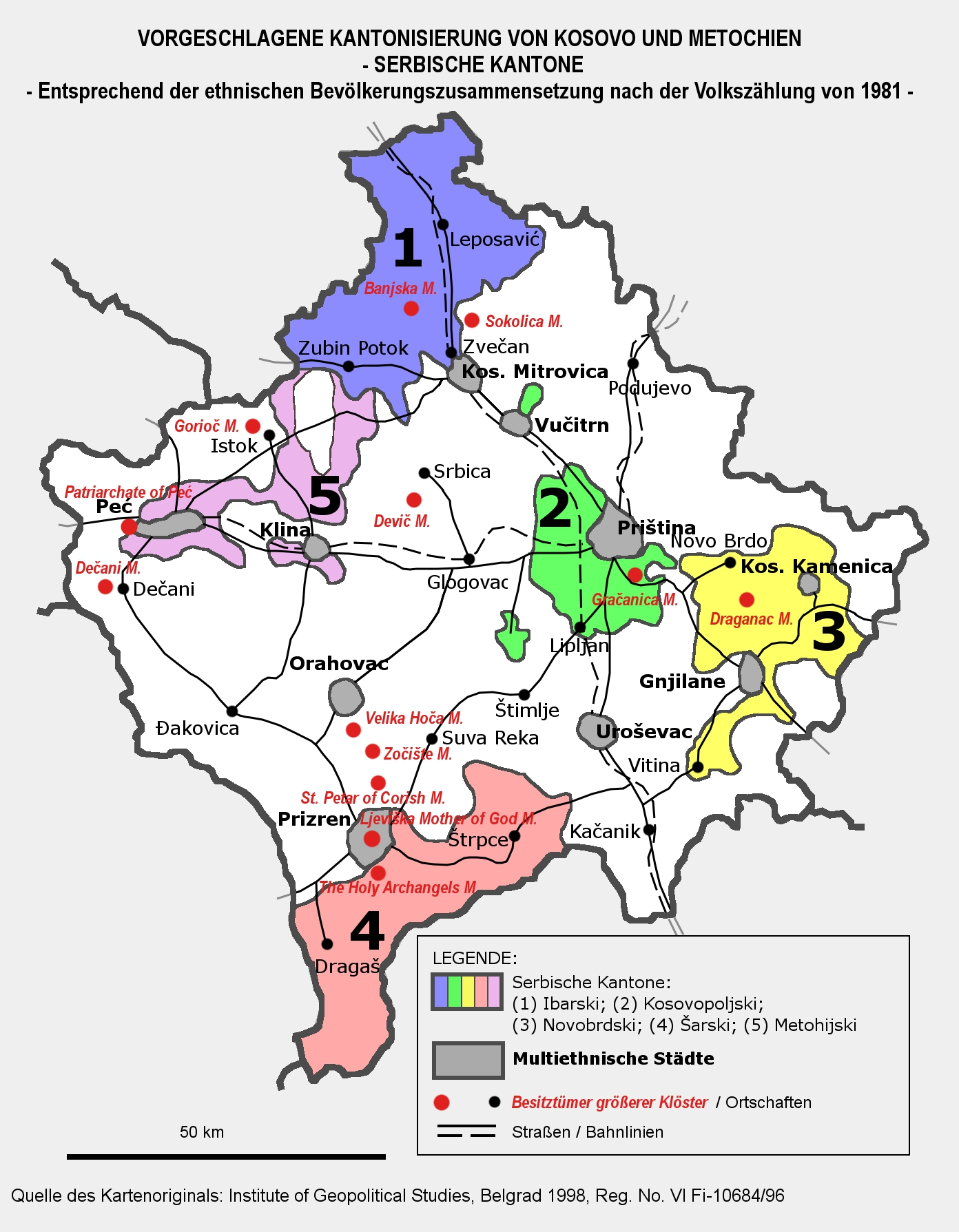
Serbischer Vorschlag zur Kantonisierung des Kosovo von Dezember 1998

Die Verhandlungsführung der kosovo-albanischen Seite blieb im Dezember uneinheitlich und unkoordiniert und wurde seitens der internationalen Verhandler als Problem für die Mitte Dezember 1998 festgefahrenen Verhandlungen angesehen. Nachdem die US-amerikanischen Bemühungen, entscheidende Personen der UÇK für die Aufnahme von Verhandlungen zu identifizieren, als gescheitert betrachtet wurden, wählte Wolfgang Petritsch den UÇK-Kommandeur Hashim Thaçi als Ansprechpartner aus, um die UÇK in die Verhandlungen einzubinden.
In dieser Phase löste ein Vorstoß von Zoran Đinđić, dem Vorsitzenden der Demokratischen Partei Serbiens (DS), zur Kantonisierung des Kosovo Diskussionen aus, der am 16. Dezember 1998 dem EU-Sondergesandten Petritsch vorgestellt wurde. Grundlage war ein von Dušan Bataković konzipierter und mit Kosta Čavoški und Milomir Stepić für das Belgrader Institut für Geopolitische Studien ausgearbeiteter Lösungsansatz einer nachhaltigen Gliederung der Provinz anstelle einer Teilung. Sämtliche serbisch besiedelten Gebiete sollten auf Basis der mit der Volkszählung von 1981 ermittelten ethnischen Zusammensetzung und Verteilung der Bevölkerung im Kosovo in fünf Kantonen zusammengefasst werden, ergänzt durch einige kleinere Exklaven. Für die größeren Städte war eine Verwaltung als multiethnische Einheiten vorgesehen.
Die albanische Seite wies den Vorschlag zur Kantonisierung ab, lehnte den im Plan ausdrücklich vorgesehenen Verbleib der Provinz innerhalb Serbiens ab und sah darin die Gefahr einer Teilung des Kosovo. Auch die Internationale Gemeinschaft bezeichnete den Plan als in dieser Form nicht zu verwirklichen.

### Konfliktverlauf 1999
Im Januar 1999 flammten die Kämpfe im Kosovo erneut auf. Am 8. Januar verübte die UÇK in Dulje bei Shtime einen Überfall, bei dem drei serbische Polizisten getötet und
einer verwundet wurde. Am 10. Januar überfiel die UÇK eine Polizeistreife in Slivovo, wobei ein Polizist getötet wurde. Das Massaker von Račak am 15. Januar 1999 erlangte besondere mediale Aufmerksamkeit aufgrund der tragischen Tötung von über 40 Albanern unter bis heute ungeklärten Umständen. Zusätzlich zu den Berichten über dieses Ereignis finden sich in einem wissenschaftlichen Abschlussbericht finnischer Gerichtsmediziner laut der „Berliner Zeitung“ keine Beweise für das angebliche serbische Massaker an albanischen Zivilisten in dem Kosovo-Dorf Račak. William Walker, der damalige Leiter der Kosovo-Beobachtergruppe der Organisation für Sicherheit und Zusammenarbeit in Europa (OSZE), machte jedoch serbische Sicherheitskräfte für das Massaker an 45 Albanern verantwortlich. Dies führte zu internationalen Diskussionen und politischen Spannungen im Kontext des Kosovo-Konflikts. 29. Januar kam es zu einem Vorfall in Rogovo, bei dem ein Polizist und in der Folge 24 Männer albanischer Ethnie, und Mitglieder der UÇK, getötet wurden.
Flüchtlinge berichteten, dass am 25. März 1999 in Bela Crkva von serbischen Sicherheitskräften mehr als 60 Kosovoalbaner getötet wurden, inklusive 20 Angehörige des Popaj-Clans und 25 Mitglieder des Zhuniqi-Clans. Berichten zufolge sollen einen Tag später 40 Albaner in Velika Krusa getötet worden sein. Zwischen 1. und 4. April hätten Sicherheitskräfte zudem mindestens 47 Menschen während einer gewaltsamen Vertreibungsaktion in Djakovica getötet.

### Vertrag von Rambouillet
Die seit dem 6. Februar 1999 im Schloss Rambouillet unter Vermittlung einer von NATO-Mitgliedstaaten dominierten, internationalen Kontaktgruppe laufenden Vertragsgespräche, die über die Unterzeichnung des in engen Grenzen vorgegebenen Vertragsentwurfs durch die jugoslawische Führung und durch die Führung der Kosovo-Albaner geführt wurden, wurden am 19. März 1999 unterbrochen. Während die Delegation der Kosovo-Albaner das ihr vorgelegte, unbefriedigend erscheinende, Papier am 18. März 1999 letztendlich unter Druck unterzeichnete – wonach der Kosovo innerhalb von Serbien eine umfassende Autonomie erhalten, aber unter serbischer Hoheit bleiben sollte, die UÇK entwaffnet und NATO-Truppen im Kosovo stationiert werden sollten –, verweigerte die jugoslawische Delegation die Unterschrift, nachdem in die letzte Entwurfsfassung sehr kurzfristig, inhaltlich nicht veränderbar und ohne entsprechendes UN-Mandat die „Einladung“ eingebracht worden war, NATO-Truppen in einer Stärke von 30.000 Mann sowohl im Kosovo als auch in der gesamten BR Jugoslawien zu implementieren. Dabei sollte die vollständige zivilrechtliche und strafrechtliche Immunität von NATO und NATO-Personal sowie die kostenlose und uneingeschränkte Nutzung der gesamten jugoslawischen Infrastruktur durch die NATO zugestanden werden.

### Lageberichte vor Beginn der Angriffe
Am 22. März 1999 wurden die OSZE-Beobachter wegen erwarteter NATO-Angriffe aus dem Kosovo abgezogen.

### Teilweise Vertragsannahme und schließliche Ablehnung durch Jugoslawien
Am 23. März wurde von jugoslawischer Seite nach Unterredung mit dem Sondergesandten Richard Holbrooke ein Teil des Rambouillet-Papiers akzeptiert, der Anhang B wurde aber weiterhin abgelehnt, der die Stationierung einer NATO-Friedenstruppe im Kosovo vorsah, sowie die Versorgung dieser Truppe über jugoslawisches Hoheitsgebiet, dies unkontrolliert und ohne Mitwirkungsrecht der jugoslawischen Regierung, inklusive Nachschublieferungen auf jugoslawischem Staatsgebiet. Der entsprechende Anhang B sprach folgerichtig von „manövrieren“ (to maneuver). Sowohl die NATO als auch die albanische Delegation bestanden auf einer Präsenz von NATO-Truppen im Kosovo, mit der Begründung, den Zusicherungen der jugoslawischen Regierung nicht zu trauen.
Laut Henry Kissinger war die Ablehnung der Serben gegenüber der im Vertragsentwurf sogenannten „Einladung“ von 30.000 Mann NATO-Truppen auf jugoslawisches Territorium vorhersehbar und eine verhängnisvolle Forderung. Seiner Meinung hätte diese Ablehnung nicht als Legitimation für die folgende Bombardierung Jugoslawiens durch die NATO verwendet werden dürfen, da noch weitere Optionen offen gestanden hätten – das sei keine Verhandlung gewesen, sondern ein Ultimatum.

### Hufeisenplan
Der Hufeisenplan wurde im Frühjahr 1999 unter anderem durch die damaligen deutschen Minister Joschka Fischer und Rudolf Scharping zur Begründung des Kosovokriegs gegen das damalige Rest-Jugoslawien angeführt. In einem Interview mit dem Spiegel berief sich Rudolf Scharping auf den angeblichen Operationsplan Hufeisen, der beweise, dass eine „ethnische Säuberung“ des Kosovo im Falle des Nichteingreifens der NATO „mit derselben Brutalität unter weniger internationaler Aufmerksamkeit, vielleicht etwas langsamer, aber dafür um so gründlicher“ bevorgestanden hätte. Scharping behauptete, dass die Ausführung des angeblichen Operationsplans Hufeisen schon vor den Luftschlägen der NATO begonnen und im März 1999 bereits zu über einer halben Million Vertriebener geführt habe.

## NATO-Militärintervention in der Bundesrepublik Jugoslawien

### Kriegsgeschehen

#### Vorgeschichte
Die Option, im Kosovo militärisch einzugreifen, verfolgte die NATO schon seit 1998. Vor dem Hintergrund von bis dahin bereits über 250 Getöteten in den Kämpfen seit Februar des Jahres, ordnete die NATO im Juni 1998 an, dass militärische Luftübungen über Albanien und Mazedonien abgehalten werden sollten. Damit sollten laut offiziellen Aussagen aus den USA und Großbritannien die Fähigkeiten der NATO und der jugoslawischen Führung schwerwiegende Konsequenzen aufgezeigt werden, sollte das militärische Vorgehen gegen die ethnischen Albaner im Kosovo nicht enden.
Die Planungen für die Luftangriffe waren im September 1998 unter den NATO-Mitgliedern abgeschlossen.
Am 13. Oktober 1998 autorisierte der Nordatlantikrat NATO-Generalsekretär Javier Solana, den Aktivierungsbefehl für Luftschläge zu geben. Sie waren für ein Scheitern der Gespräche zwischen Milošević und Holbrooke vorgesehen. Gleichzeitig wurden für den Fall von Luftschlägen auf Serbien B-52-Bomber der US Air Force nach Großbritannien verlegt.

#### Beginn derOperation Allied Forceam 24. März 1999

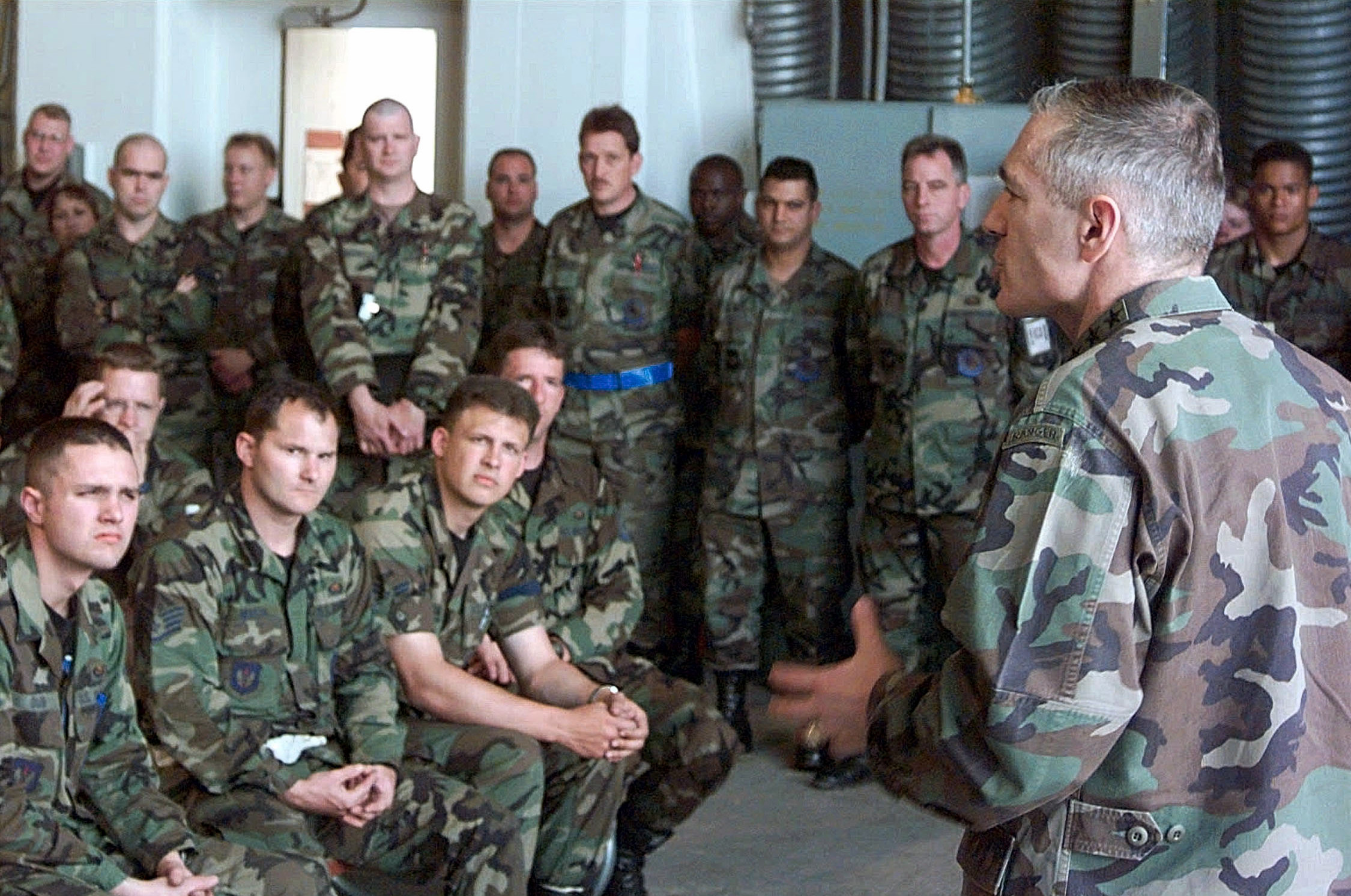
Wesley Clark, Oberbefehlshaber der NATO im Kosovokrieg, auf einer Besprechung am 9. Mai 1999 in der Luftwaffenbasis Aviano

Im Verlauf des März 1999 verdichteten sich neuerlich Informationen zu einem bevorstehenden Luftschlag der NATO. Die Luft- und Seestreitkräfte der NATO hatten ihre Positionen eingenommen, der von der Theodore Roosevelt angeführte amerikanische Flottenträgerverband wurde aus dem Persischen Golf in die Adria beordert und die Beobachter der OSZE an der KVM-Mission am 20. März aus dem Kosovo abgezogen. Ein Angriff auf die Bundesrepublik Jugoslawien war damit jetzt imminent. Russland, das bis zuletzt an einer friedlichen Beilegung gearbeitet hatte und wichtigster Verbündeter Serbiens war, wurde über die bevorstehenden Luftschläge noch am 24. März informiert. Der amerikanische Präsident Bill Clinton benachrichtigte Boris Jelzin dabei in einem Brief und einem längeren Telefongespräch über den Beginn und die Ziele des Krieges. Der am 24. März auf dem Weg nach Washington befindliche Ministerpräsident Russlands, Jewgeni Primakow, kehrte umgehend nach Moskau zurück, als US-Vizepräsident Al Gore ihm telefonisch mitteilte, dass Luftschläge auf Jugoslawien auch während Primakows Besuchs stattfinden könnten.
Am Abend des 24. März 1999 gaben NATO-Generalsekretär Javier Solana und NATO-Oberbefehlshaber US-General Wesley Clark Luftangriffe gegen die Bundesrepublik Jugoslawien bekannt. Die NATO-Luftstreitkräfte begannen ab ca. 20 Uhr mit Angriffen auf Ziele der serbischen Luftverteidigung in Pančevo, Belgrad, Priština, Novi Sad und Podgorica. An diesem Angriff waren von U-Booten in der Adria sowie von B-52-Bombern abgefeuerte Marschflugkörper und von verschiedenen Basen gestartete Kampfflugzeuge beteiligt.
Auch die Bundeswehr beteiligte sich vom ersten Tag an an den Luftschlägen. Für sie stellte der Kosovokrieg den ersten Kampfeinsatz seit der Gründung 1955 dar. Die deutsche Luftwaffe beteiligte sich mit 14 Aufklärungs- und Elektronischen Kampfaufklärungsflugzeugen vom Typ Tornado ECR (10 Stück) und Tornado Recce (4 Stück) des Einsatzgeschwaders 1 von den italienischen Luftwaffenstützpunkten Piacenza und Aviano. Die ECR-Tornados flogen 428 SEAD-Einsätze. Unter anderem wurden über 200 Raketen des Typs AGM-88 HARM gegen feindliche Radarstellungen eingesetzt. Die Luftwaffe hatte dabei keine eigenen Verluste hinzunehmen. Vermutlich durch Beschuss feindlicher Flak gingen allerdings einige zu Aufklärungszwecken eingesetzte Drohnen des Typs CL 289 verloren. In der Adria wurde die Fregatte Rheinland-Pfalz stationiert und später durch den Zerstörer Lütjens abgelöst.
Russland kritisierte die NATO-Luftangriffe sofort scharf und drohte bei einer Eskalation des Konfliktes mit militärischen Gegenmaßnahmen. Eine schon laufende militärische Unterstützung Russlands an Serbien durch mehrere Transportflugzeuge mit schwerem Kriegsgerät wurde durch die entzogenen Überflugrechte über Rumänien und Bulgarien sowie einen Eingriff der Behörden in Aserbaidschan vereitelt.
Der Generalsekretär der Vereinten Nationen Kofi Annan erklärte am 24. März, dass der Weltsicherheitsrat „die erste Verantwortung“ für die Aufrechterhaltung von Frieden und Sicherheit habe. „Dies ist ausdrücklich anerkannt im Nordatlantischen Vertrag (NATO-Vertrag)“. Ohne die NATO-Luftangriffe auf Ziele im Kosovo und im übrigen Jugoslawien zu kritisieren, äußerte Annan sein „tiefes Bedauern“, dass trotz aller Bemühungen die jugoslawische Regierung auf der Ablehnung einer politischen Lösung bestanden habe. „Es ist in der Tat tragisch, dass die Diplomatie versagt hat. Aber es gibt Zeiten, in denen die Anwendung von Gewalt für die Bemühungen um den Frieden legitim sein könnte.“

#### Mobilisierung der Jugoslawischen Armee (VJ)
Aufgrund der Angriffe wurde die Armee Jugoslawiens (Vojska Jugoslavije) am 24. März teilmobilisiert und der Ausnahmezustand noch am Abend ausgerufen. Insbesondere wurde die Luftverteidigung (RV – Ratno Vazduhoplovstvo und PVO – Protiv Vazdužna Odbrana) auf eine Gegenwehr eingerichtet und die einzige relevante Jagdstaffel, das 127. LAE (Jagdfliegerstaffel) mit ihren zehn modernen Abfangjägern vom Typ MiG-29 „Fulcrum“ der praktisch obsoleten Luftwaffe in Einsatz gerufen und zu je einem Tandem auf die Militärflugplätze in Batajnica (Belgrad), Golubinci, Lađevci (Kraljevo), Niš, Ponikve und die Flugzeugkaverne in Slatina-Priština verteilt. Alle Einheiten der Jugoslawischen Armee und die militärische Ausrüstung wurden in sichere Militärobjekte verlegt oder auf das Territorium des Landes verteilt. Nachdem Tito während des Kalten Krieges überall im ehemaligen Jugoslawien befestigte Militärobjekte hatte errichten lassen, verfügte die Jugoslawische Armee über zahlreiche bombensichere unterirdische Kavernen, Bunker und Depots. Die meisten der militärischen Basen, die im Verlauf der Luftschläge der NATO zerstört wurden, waren demnach schon lange von der VJ evakuiert, was das strategische Potential eines alleinigen Luftkrieges nachhaltig in Zweifel zog. Dennoch blieb dieser im Kosovokrieg die dominierende militärische Doktrin des westlichen Militärbündnisses, auch wenn insbesondere Tony Blair Ende April die Option zu einer Bodenoffensive gegen die VJ nicht mehr ausschloss.
Um gegen die NATO und die verbündeten UÇK-Rebellen in dieser Situation eine strategische Verstärkung der Position im Kosovo zu erreichen und einen möglichen Bodenangriff abzuwehren, beschloss der Generalstab und der Kommandant der 3. Armee Nebojša Pavković am späten Abend des 28. März 1999, eine der stärksten Einheiten der 1. Armee, die 252. motorisierte Brigade, unter völliger Geheimhaltung aus Kraljevo in den Kosovo zu verlegen und die dortigen Einheiten des Priština Korpus unter Vladimir Lazarević zu unterstützen. Die Kolonne des Großkonvois von 60 km Länge bestand aus schwerer Artillerie, Panzern und Truppentransportern. Die Brigade konnte von der Luftaufklärung der NATO unbemerkt über die Eisenbahnlinie (die Eisenbahnbrücken wurden erst Anfang April bombardiert) innerhalb von vier Tagen nach Kosovska Mitrovica und Lipljan verlegt werden. Die Tarnung des Konvois, der tagsüber in den zahlreichen Tunneln der Eisenbahnlinie versteckt lag, sowie schlechtes Wetter verhinderten seine Entdeckung. Damit gelang es der VJ, eine für sie strategisch günstige Ausgangslage am Boden einzunehmen und die NATO in einen nicht geplanten und unvorhergesehenen längeren Konflikt zu ziehen.

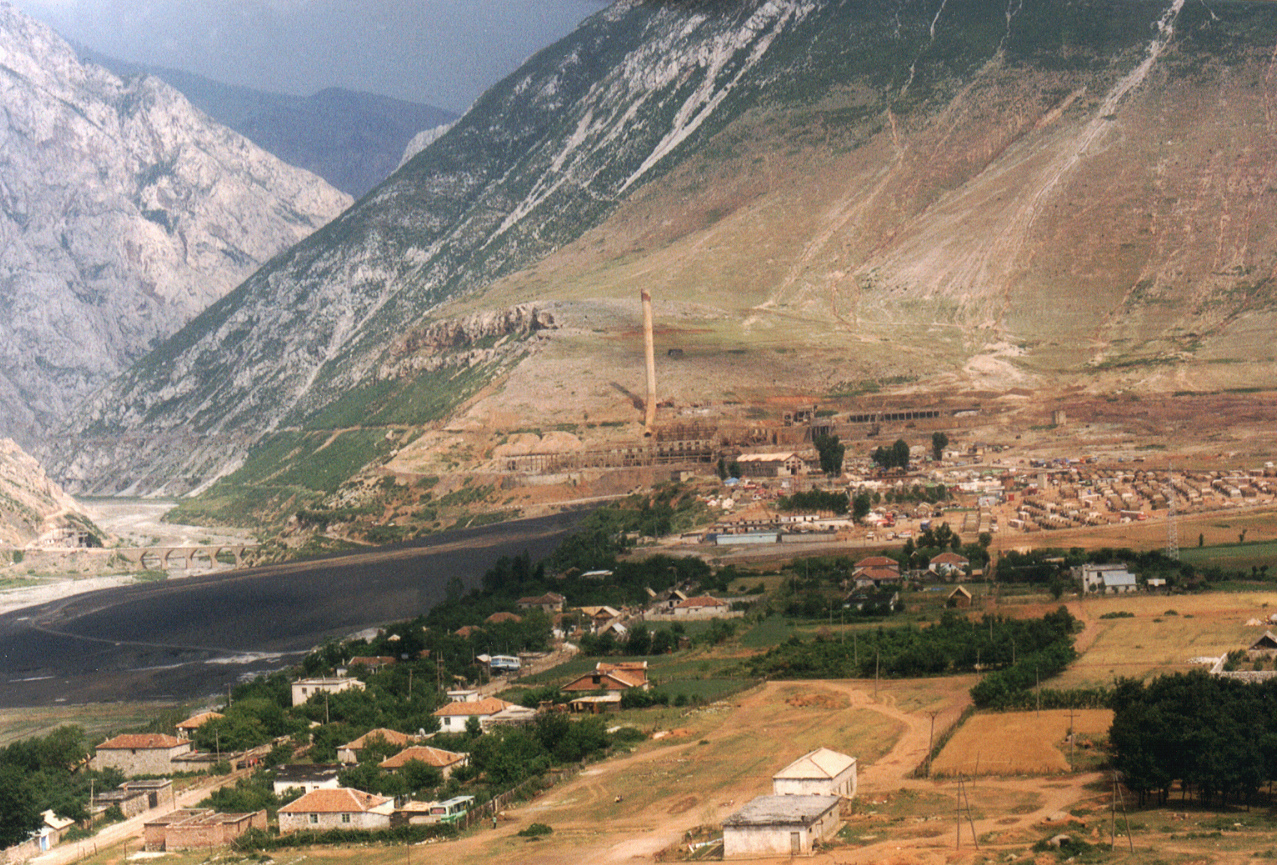
Flüchtlingslager in Albanien im Juni 1999 östlich von Kukës.

Nach dem Beginn des Bombardements wurden mehrere hunderttausend Menschen (460.000 allein nach Albanien), meist Kosovo-Albaner, von jugoslawischen Militär- und Polizeieinheiten aus dem Kosovo vertrieben oder flüchteten vor den Kriegseinwirkungen. Sie suchten zumeist in den Nachbarländern Albanien und Mazedonien Zuflucht. Die vom damaligen deutschen Verteidigungsminister Rudolf Scharping vorgebrachte Begründung für die Bombardierung, es existiere ein serbischer Plan, der darauf abziele, die Albaner zu vertreiben (von deutscher Seite Hufeisenplan, von serbischer Seite laut westlicher Angabe „Potkova“ genannt), wurde nie öffentlich belegt und rief anhaltende Kontroversen über Aussagen zum Krieg innerhalb der NATO hervor. Auch für den Zwischenfall in Račak, der vom OSZE-Missionsleiter William G. Walkers als „Massaker“ der Serben an unbewaffneten Kosovo-albanischen Zivilisten, somit als Beleg für eine „ethnische Säuberungs“-Absicht gemäß dem angeblichen Hufeisenplan dargestellt und für den Angriff der NATO als Begründung herangezogen worden war, sind starke Zweifel an der Objektivität der Vorwürfe gegen die Serben laut geworden, insbesondere durch die Aussagen von Helena Ranta, der Leiterin eines mit der forensischen Untersuchung betrauten Teams. Bis heute wird die Vertreibung der Albaner während des Krieges kontrovers diskutiert, doch sind die Auswirkungen der durch die NATO-Bombardierung hervorgerufenen Flüchtlingsströme nicht zu leugnen.
Am 31. März gerieten im Grenzgebiet zwischen dem Kosovo und Mazedonien drei US-Soldaten (Cpt. Peter Lamp, Airman Miles, AFC MC Grom) in die Gewalt der jugoslawischen Armee. Sie wurden wenige Tage später wieder freigelassen. Am 7. April schloss Jugoslawien seine Grenzen zu Albanien und Mazedonien und trieb die soeben vertriebenen Kosovaren zurück ins Landesinnere.

#### Bodengefechte an den Grenzposten Morina und Košare

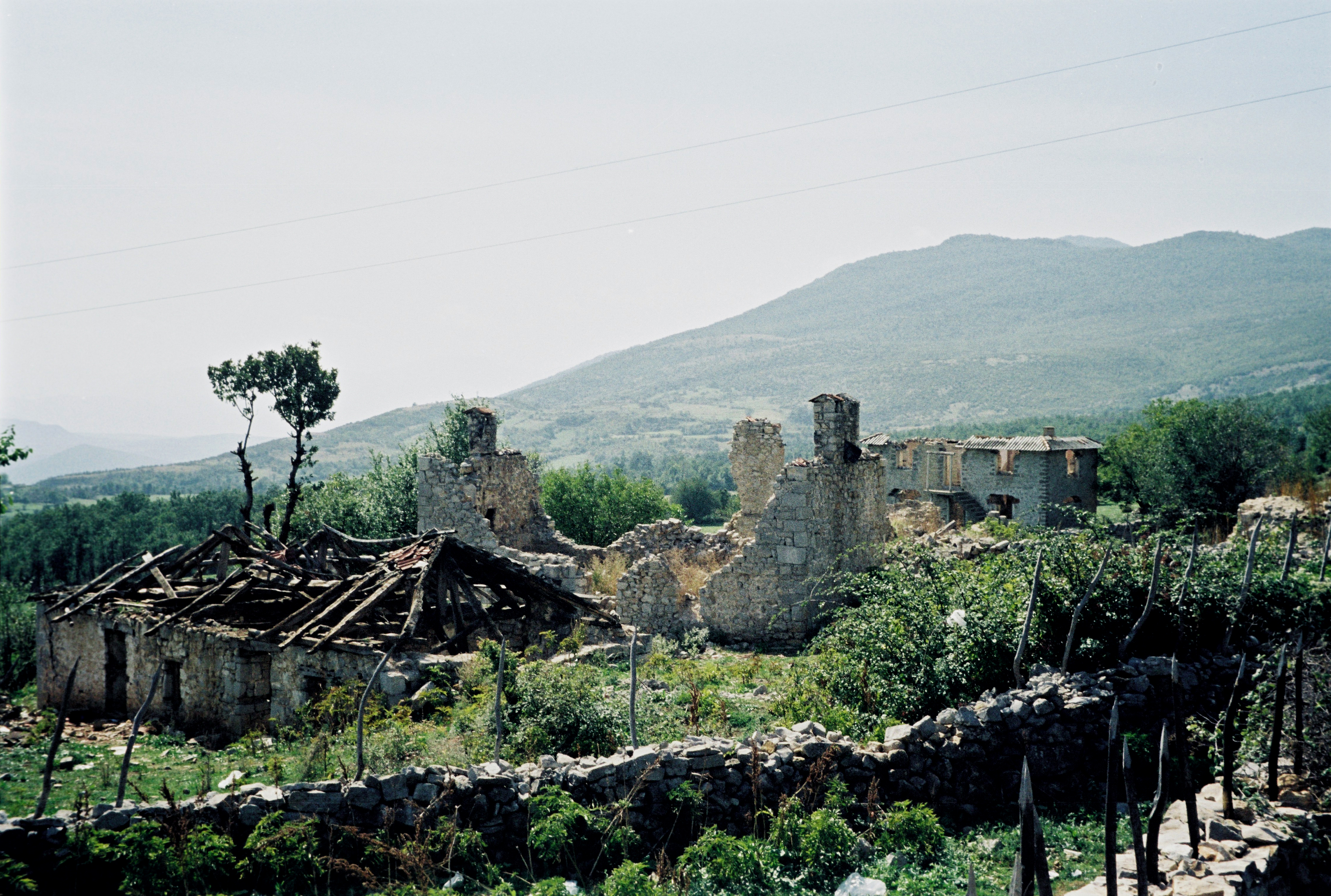
Ruinen im Tal des Weißen Drin bei Morina (2001)

Die UÇK war durch die VJ aus ihren Stellungen in die Nachbarländer vertrieben worden und plante ab dem 9. April aus Albanien kommend in den Kosovo einzudringen. Kämpfe zwischen der UÇK und der VJ fanden insbesondere an den in unübersichtlichem Bergland gelegenen Grenzposten Morina und Košare im Gebirgsgebiet der Prokletije statt. Die zwischen April und insbesondere im Mai geführten Kämpfe bildeten die schwersten Bodenkämpfe im Kosovo.
Die Planung der UÇK-Košare-Offensive war eng mit NATO-Stäben abgesprochen und hatte sowohl die logistische als auch taktische Unterstützung der in Albanien stationierten amerikanischen Einheiten sowie der Luftwaffe der NATO zum Ziel. Durch die Eröffnung, dass ein versehentlicher NATO-Angriff auf vermeintlich noch von der VJ gehaltene Positionen bei Košare hohe Verluste der UÇK verursachte, wurde die Koordinierung der Offensive durch die NATO weitläufig bekannt.
Die VJ hatte bei den Gefechten ihre schwersten Verluste des Krieges zu beklagen, erlaubte der UÇK aber durch eine fortlaufende Verstärkung, mehrere Gegenoffensiven und schwerste Abwehrgefechte nicht, tiefer über die Grenzlinie in den Kosovo einzudringen. Da die Bergregion nicht mit schwerem Gerät erreichbar war, wurden die Kämpfe überwiegend von der Infanterie geführt. Ein Versuch der VJ, mit Panzern in den dichten Bergwäldern zu operieren, sollte vor allem demoralisierende Wirkung haben, blieb aber militärisch weitgehend wirkungslos.
Insgesamt wehrte die VJ ein weiteres Vordringen als über die eigentlichen Grenzposten hinaus erfolgreich ab und kontrollierte damit bis zum 10. Juni auch das komplette Territorium des Kosovo.

#### Strategischer Luftkrieg der NATO
Der Luftkrieg der NATO war ursprünglich nur für wenige Tage vorgesehen und die Ziele für die Angriffe waren nach einem bestimmten Schema organisiert. Es gab erste, zweite und dritte Kategorien je nach Zieltyp und geplantem Eskalationsverlauf der Luftschläge. Dabei entsprachen die Typen eins und zwei den militärischen Zielen, die dritte Kategorie den Zielen der zivilen Infrastruktur. Anfangs zielten die Luftangriffe der NATO nur auf Ziele der ersten und zweiten Kategorie. Da Milošević aber früh zu verstehen gab, dass er sich der Gewalt der Luftstreitmacht nicht ohne weiteres beugen würde und seine Armee vorzeitig in Deckung beordert wurde, entschied die NATO relativ bald, eine Eskalation herbeizuführen und auch Ziele der zivilen Infrastruktur anzugreifen.
Innerhalb der NATO-Befehlskette gab es von Anfang an große Differenzen, die nicht nur unter den einzelnen NATO-Mitgliedern beträchtlich waren, sondern auch innerhalb der militärischen Strukturen und auch auf persönlicher Ebene zu schweren Zerwürfnissen führten. So war die Kommunikation zwischen dem Verteidigungsminister der Vereinigten Staaten William Cohen und dem Oberkommandierenden der Operation, Wesley Clark, durch ein schlechtes persönliches Verhältnis geprägt, und Clark hatte innerhalb seiner eigenen Befehlskette in seinem Luftwaffenchef Michael Short sowie dem britischen Kommandanten Sir Mike Jackson erhebliche Widersacher in Bezug auf Strategie und Taktik, was sogar zu Befehlsverweigerungen führte und in den kritischsten Situationen des Krieges nur durch wiederholte Intervention auf höchster politischer Ebene zu lösen war.

#### Integrierte Luftverteidigung der VJ

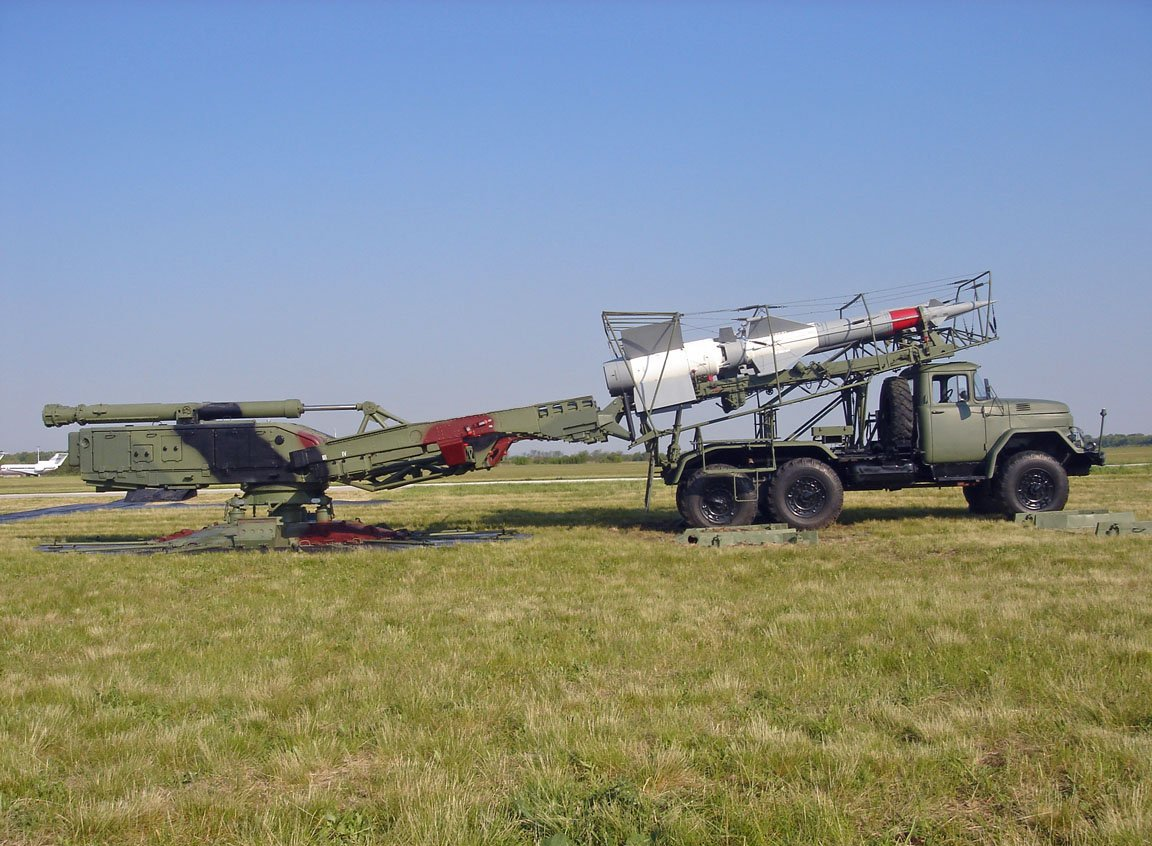
Flugabwehrrakete S-125 Newa der serbischen Armee

Die integrierte Luftverteidigung (PVO) der Vojska Jugoslavije bestand aus der 250. Raketenbrigade sowie dem Jagdgeschwader der Jugoslawischen Luftwaffe. Der VJ standen nur militärtechnisch veraltete Geräte zur Verfügung, diese aber in großer Zahl. Darunter waren 24 S-75-, 16 S-125- und 60–80 2K12-Kub-Einheiten. Die operativ bedeutendsten Raketendivisionen bestanden aus sechs mobilen Divisionen mit mobilen 2K12-Kub sowie den als Ring um Belgrad (Batajnica, Jakovo, Mala Vrbica (Mladenovac), Zuce und Pančevo) angeordneten fünf Divisionen mit halbstationären S-125-Batterien.
Die Luftverteidigung der VJ operierte nach den Lehren, die man aus den taktischen Fehlern bei der schlagartigen Eliminierung der Luftverteidigung der irakischen Armee im ersten Golfkrieg gezogen hatte. Diese waren mit ähnlichen Waffensystemen ausgestattet gewesen. Um die Radaranlagen und Raketenbatterien nicht wie bei Desert Storm durch AGM-88 HARM-Raketen schon in den ersten Tagen zu verlieren, wurden alle Luftverteidigungsbatterien aus den bekannten Garnisonen evakuiert und über das Land verteilt. Zudem schaltete die VJ die Radaranlagen nur unregelmäßig und nur für kurze Zeit ein. Hierdurch war es allerdings für den VJ schwierig, einen Überblick über die Luftlage zu bekommen. Der begrenzte Einsatz der Radaranlagen führte zu einem ständigen Wettlauf bei der Aktivierung der eigenen Waffensysteme zwischen der PVO und den SEAD-Missionen der NATO.
Die Aufgabe, die verteilten Raketenbatterien und die selektiv agierende Luftverteidigung der VJ auszuschalten, kam, wie Admiral Leighton W. Smith betonte, dem Versuch gleich, „Kartoffeln einzeln nacheinander auszugraben“. Dass dies nicht gelang, bestätigte auch Daniel J. Murphy (1922–2001), ein ehemaliger Vizeadmiral der 6. Flotte: „Wir haben nie ihre integrierte Luftverteidigung (IADS) neutralisiert. Wir waren am 78. Tag nicht sicherer als am ersten.“
Andererseits konnten die Verteidiger infolge dieser Taktik nur zwei NATO-Flugzeuge abschießen.
Am ersten Tag der Luftschläge blieb die Luftverteidigung der VJ praktisch inaktiv, am zweiten Tag wurden zehn Kub-Raketen abgefeuert. In den späteren Phasen wurden von den über das ganze Territorium verteilten 2K12 Kub-Systemen immer wieder Raketen auf NATO-Flugzeuge gestartet. Dies führte dazu, dass die NATO-Flugzeuge ihre Flugrouten so wählten, dass diese außerhalb des Wirkungsbereiches der 2K12 Kub-Systeme lagen. Zur Verteidigung einzelner Ziele wurde vorrangig Sperrfeuer mit Flugabwehrkanonen eingesetzt.
Während der 78 Tage des Luftkrieges wurden 75 % der halbmobilen S-125 und S-75 Flugabwehrraketensysteme der Vojska Jugoslavije (VJ) zerstört. Weiter wurden 40 von 52 Führungs- und Kommunikationseinrichtungen der Vojska Jugoslavije entweder zerstört oder schwer beschädigt. Somit hatte die Luftverteidigung der VJ als vernetzte Luftverteidigung aufgehört zu existieren und die einzelnen Luftverteidigungs-Batterien verfügten über keine Frühwarnung mehr und mussten autonom agieren. Von den mobilen 25 Kub-Batterien wurden bis zum Ende der Kampfhandlungen nur drei ausgeschaltet. Das Vorhandensein von Boden-Luft-Raketen der VJ behinderte die Operationen der NATO, auch wenn die veralteten Raketensysteme aus den 1970er-Jahren keine ernsthafte Bedrohung für die modernen Kampfflugzeuge darstellten.
Insgesamt wurden bis zum 2. Juni 1999 266 2K12 Kub sowie 175 S-125 von der PVO der VJ abgefeuert. Letztlich wurde fast ein Drittel aller Missionen der NATO zur Unterdrückung der Luftverteidigung aufgebracht. Von insgesamt 38.000 Angriffsflügen galten 12.200 der PVO.
Belgrad wurde hauptsächlich von mit S-125 Newa-M ausgerüsteten Divisionen verteidigt. Diese Flugabwehrraketen hatten eine Reichweite von rund 15 km und eine maximale Bekämpfungshöhe von rund 18 km. Aufgrund der während der gesamten Operation teilweise intakt gebliebenen Luftverteidigung um Belgrad war die NATO gezwungen, die SEAD-Missionen ständig aufrechtzuerhalten und Abstandswaffen einzusetzen, welche außerhalb des Wirkungsbereiches der S-125-Newa-Batterien gestartet wurden.
Als am 27. März über dem Dorf Buđanovci 50 km nordwestlich von Belgrad – zum ersten Mal überhaupt – ein Tarnkappenbomber vom Typ F-117 „Nighthawk“ von der dritten Division der 250. Raketenbrigade in Jakovo mit einer sowjetischen Boden-Luft Rakete S-125 Newa abgeschossen wurde, gelang der Luftverteidigung der VJ damit ein weitreichender taktischer Erfolg, der das operative Vorgehen der NATO-Luftwaffe nachhaltig änderte und die Sicherheitsregeln für die Angriffe dauerhaft verschärfte. Tarnkappenbomber konnten von nun an nur noch mit Begleitschutz fliegen, und die SEAD-Einsätze zum Zerstören gegnerischer Raketen- und Radarstellungen machten fortan einen großen Teil der gesamten Luftoperation aus, was die Flugzeuge daran hinderte, ihre eigentlichen Ziele zu bekämpfen. Der Pilot der abgeschossenen F-117A wurde noch in der Abschussnacht von Spezialeinheiten der US Air Force gerettet. Das Flugzeugwrack steht heute im Flugmuseum der Stadt Belgrad. Die F-117A wurde nach Analysen der Luftgefechte in Jugoslawien letztlich eingemottet, was nicht zuletzt darauf zurückzuführen ist, dass sie keine GPS-gesteuerten Waffensysteme einsetzen kann.
Der höchstrangige Offizier der VJ, der im Krieg starb, war Ljubiša Veličković, ehemaliger Kommandant der Luftstreitkräfte der VJ. Er starb bei einem Angriff auf eine Stellung der PVO am 30. Mai 1999. Gerüchte, dies sei im Zusammenhang mit der mutmaßlichen Aufstellung einer modernen Batterie der russischen S-300P (SA-10 Grumble) passiert, wurden offiziell nie bestätigt.

#### Diplomatische Bemühungen
Am 27. März endeten die Vermittlungsbemühungen des ukrainischen Außenministers Borys Tarasjuk und seines Amtskollegen, Verteidigungsminister Olexandr Kusmuk in Belgrad.
Am 22. April führte der russische Sondergesandte Wiktor Stepanowitsch Tschernomyrdin ergebnislose Gespräche mit Slobodan Milošević.
Am 6. Mai legten die Außenminister der G-8-Staaten einen Friedensplan vor.
Am 14. Mai begann der finnische Präsident Martti Ahtisaari im Auftrag der Europäischen Union mit Verhandlungen.

#### Luftschläge auf zivile Infrastruktureinrichtungen

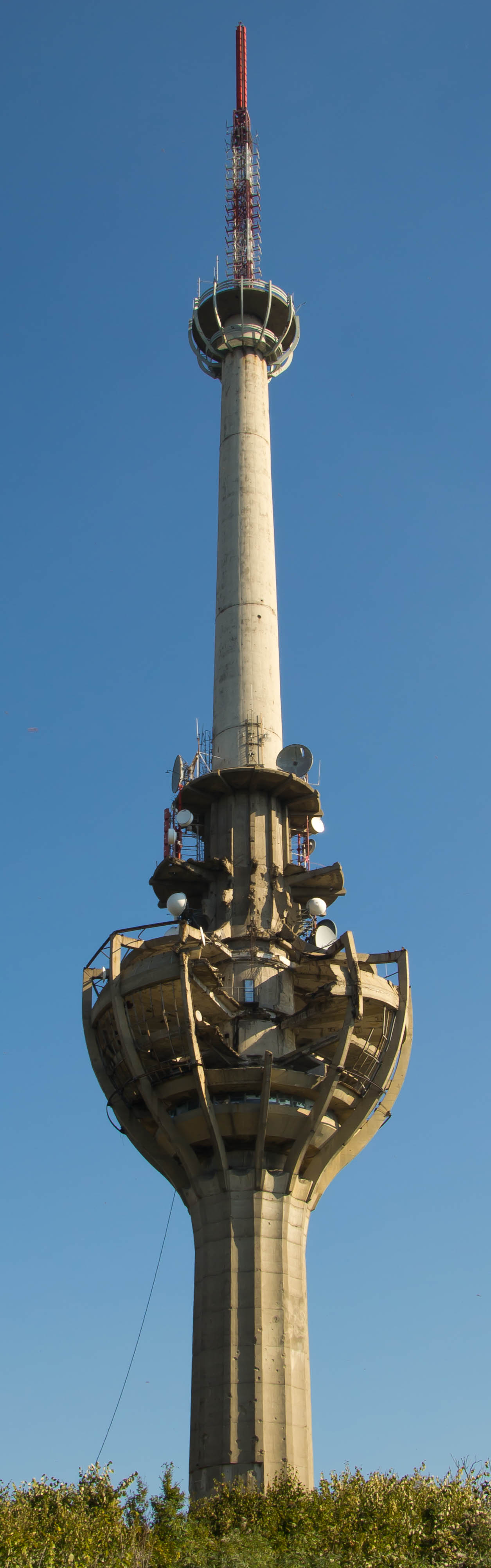
Zerstörter Sendemast bei Novi Sad

Während zu Anfang der NATO-Luft-Kampagne die Luftverteidigung sowie die Kommando-, Kontroll- und Kommunikationszentren der VJ vorrangig Ziel der Luftschläge waren, änderte die NATO auch durch den politischen Druck innerhalb des gespannten Bündnisses, ein schnelles Ende herbeizuführen, die Taktik und griff auch Ziele innerhalb der Zentren der Großstädte an, obwohl es den Flugzeugen nicht gelungen war, die serbischen Kommando- und Kontrollzentren auszuschalten, und die Luftverteidigung bis Ende des Krieges aktiv blieb. Dies zwang die Bomber der NATO zum paradoxen Vorgehen, nicht unter 5000 Meter zu operieren und damit einen Großteil der Präzision der eingesetzten Waffensysteme einzubüßen. Ein besonderes Problem stellte zudem das notorisch schlechte Wetter im Frühjahr dar, was den Erfolg vieler Missionen verhinderte. Die VJ setzte zur Täuschung der NATO zudem Attrappen von Artilleriegeschützen und Panzern ein und hatte aus Holz „Potemkinsche Brücken“ errichtet, um die echten Übergänge zu verschleiern.
Die NATO bombardierte in der ersten Kriegsnacht mehrere serbische Chemie- und Petrochemiewerke im Chemie-Großkombinat Pancevo, einem Vorort von Belgrad. Große Mengen an giftigen und krebserregenden Stoffen traten dabei in Wasser und Luft aus. Die Schwaden aus den brennenden Fabriken hüllten Pancevo in eine Giftwolke. Sie bestand aus einer ätzenden und giftigen Mischung von Chlorwasserstoff, Vinylchlorid, Schwefeldioxid und Phosgen, das vor allem für seinen Einsatz als Lungenkampfstoff im Ersten Weltkrieg bekannt ist (siehe auch Grünkreuz). Ärzte sollen schwangeren Frauen zur Abtreibung und für zwei Jahre zur Vermeidung von Schwangerschaften geraten haben, weil sie Fehlbildungen bei Kindern befürchteten. Während der Bombennächte waren die Giftkonzentrationen teilweise derart hoch, dass Ursula Stephan (damalige Vorsitzende der Störfallkommission der Bundesregierung) von „chemischer Kriegführung mit konventionellen Waffen“ sprach.
Der erste große Angriff auf ein bedeutendes innerstädtisches Objekt galt in der Nacht vom 22. zum 23. April dem Gebäude des Serbischen Rundfunks (RTS) in der Aberdareva-Straße in Belgrad. 16 Zivilisten wurden dabei getötet und der Sendebetrieb des Fernsehens für wenige Stunden unterbrochen. Der nächste große Angriff in Belgrad erfolgte in der Nacht vom 29. zum 30. April auf die Gebäude des Generalstabs der Streitkräfte Jugoslawiens und das bereits beschädigte Gebäude der Bundespolizei. Bei diesem Angriff wurde auch der Belgrader Fernsehturm zerstört, da er der „gegnerischen Unterdrückungsmaschinerie diente“. Bei dem Angriff starben laut amnesty international 19 Menschen; der Angriff war auch innerhalb der NATO rechtlich umstritten.
Im Mai und Juni eskalierten die Angriffe der NATO, die nun nicht mehr durch schlechtes Wetter behindert wurden. Die NATO zielte mittlerweile auch vorrangig auf die Stromversorgung in Serbien. In der Nacht vom 2. zum 3. Mai setzten US-Kampfflugzeuge erstmals auch Graphitbomben vom Typ BLU-144/B gegen die Kondensatoren von Umspannwerken in Serbien ein, die im Hochspannungsnetz einen Kurzschluss hervorriefen. Weitere Einsätze erfolgten gegen die Wärmekraftwerke Nikola Tesla in Obrenovac sowie in Kostolac. Der Angriff in Kostolac verursachte den Zusammenbruch des elektroenergetischen Systems Serbiens. Ohne Strom blieben Belgrad, die ganze Vojvodina, alle Städte der Morava-Region, Niš, Kragujevac, Smederevo, Valjevo und andere Städte sowie Teile der Republika Srpska. Wegen Havarien hatten viele Städte auch kein Wasser.

Beschädigtes Verteidigungsministerium in Belgrad

In der Nacht vom 7. zum 8. Mai wurden die Gebäude des Generalstabs der Streitkräfte Jugoslawiens und das Bundesinnenministerium erneut bombardiert. Dabei trafen vier GPS-gesteuerte Bomben eines B2-Bombers die Botschaft Chinas in Neu-Belgrad. Vier Botschaftsangehörige wurden getötet und vier schwer verletzt, was zu einer schweren Krise im Verhältnis der USA und China führte. Das Hotel „Jugoslavija“ wurde beschädigt, ein Gast starb. Beim abermaligen Angriff mit Graphitbomben auf das Wärmekraftwerk in Obrenovac und mehrere Umschaltstationen wurde das Stromversorgungssystem beschädigt und die ganze Stadt blieb ohne Strom.

#### Schlacht am Paštrik

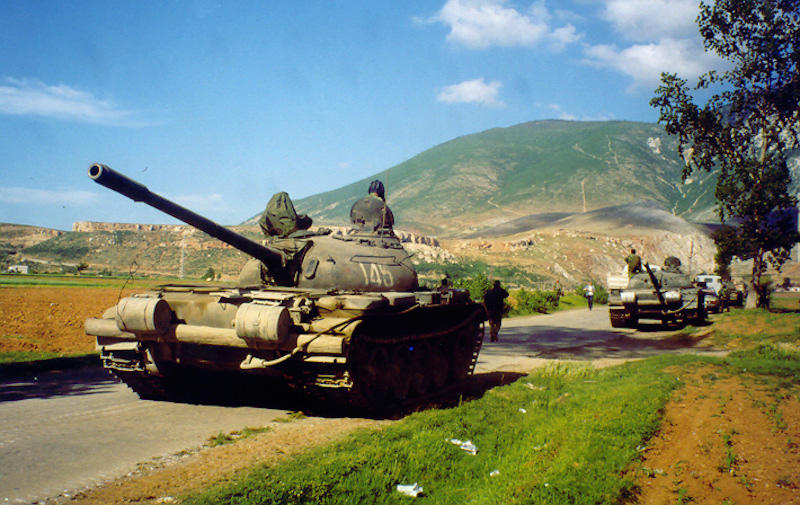
Die Albanische Armee mobilisierte im Mai 1999 eigene Panzer, die als Ablenkungsmanöver einen Scheinangriff gegen das Drimtal führten

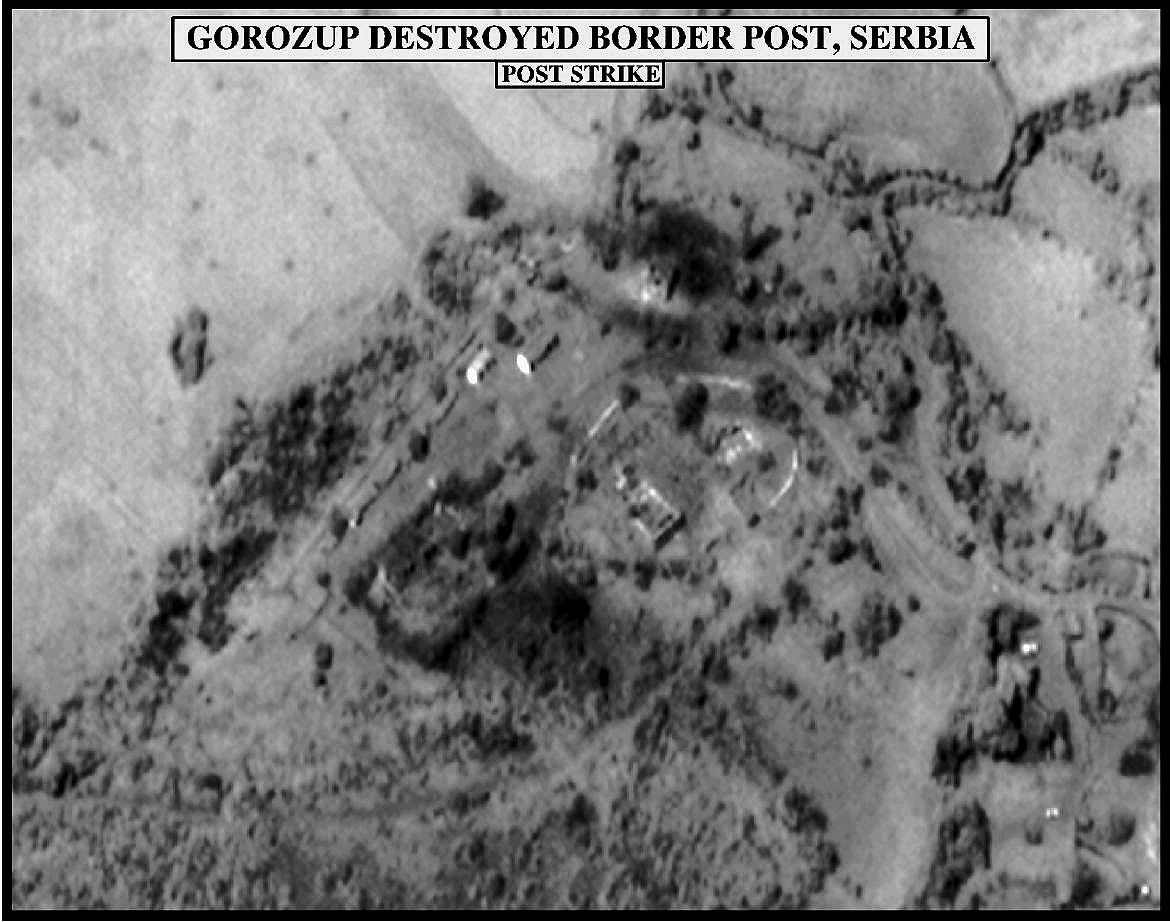
Die NATO hatte in Vorbereitung der Operation den vorgeschobenen Grenzposten der VJ in Gorožup schon Anfang Mai mit A-10 sowie AC-130 Bodenkampfflugzeugen dem Erdboden gleichgemacht.

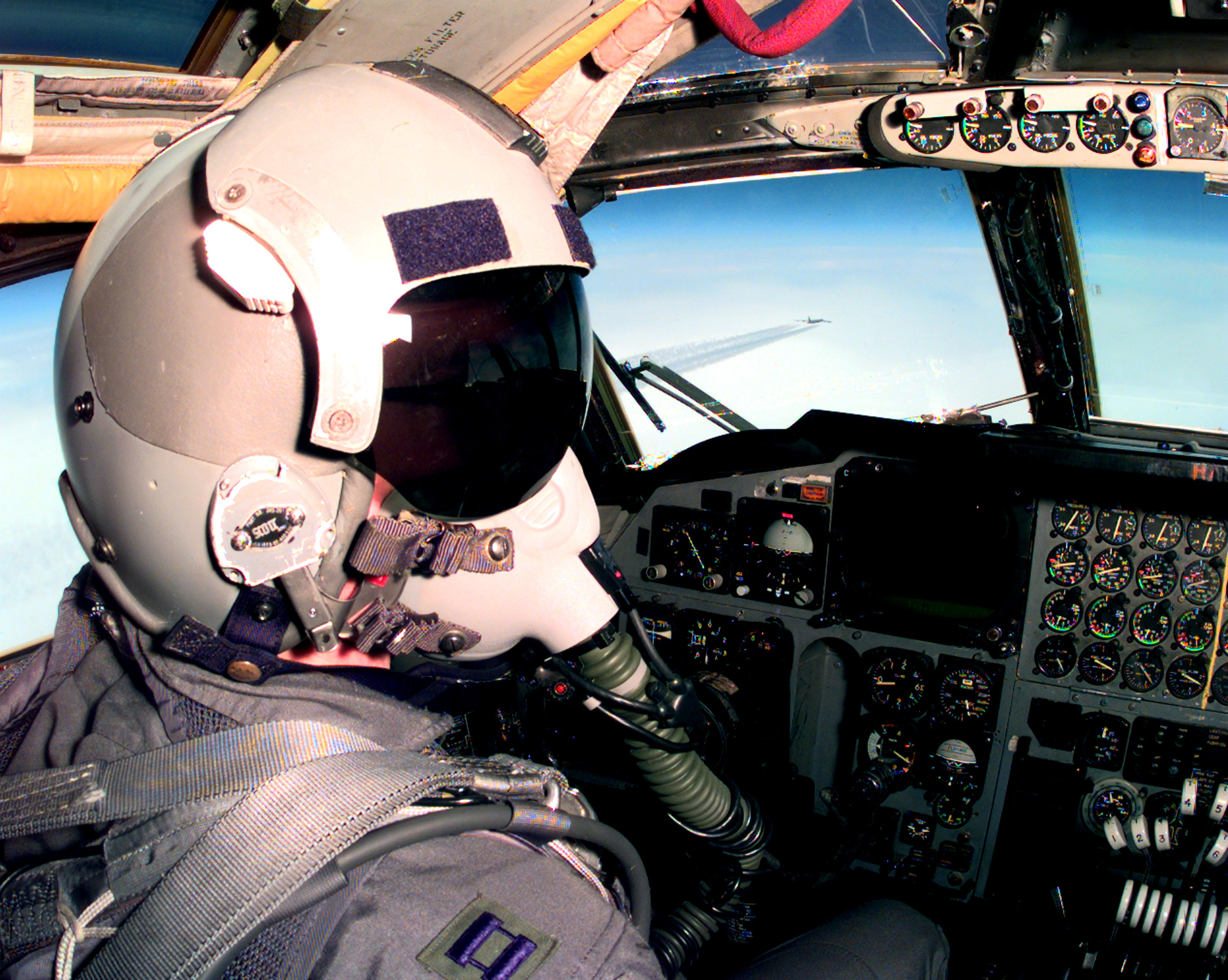
Zwei US-amerikanische B-52 am 26. Mai 1999 auf einer Kampfmission von Fairford in Großbritannien aus gegen die Bundesrepublik Jugoslawien

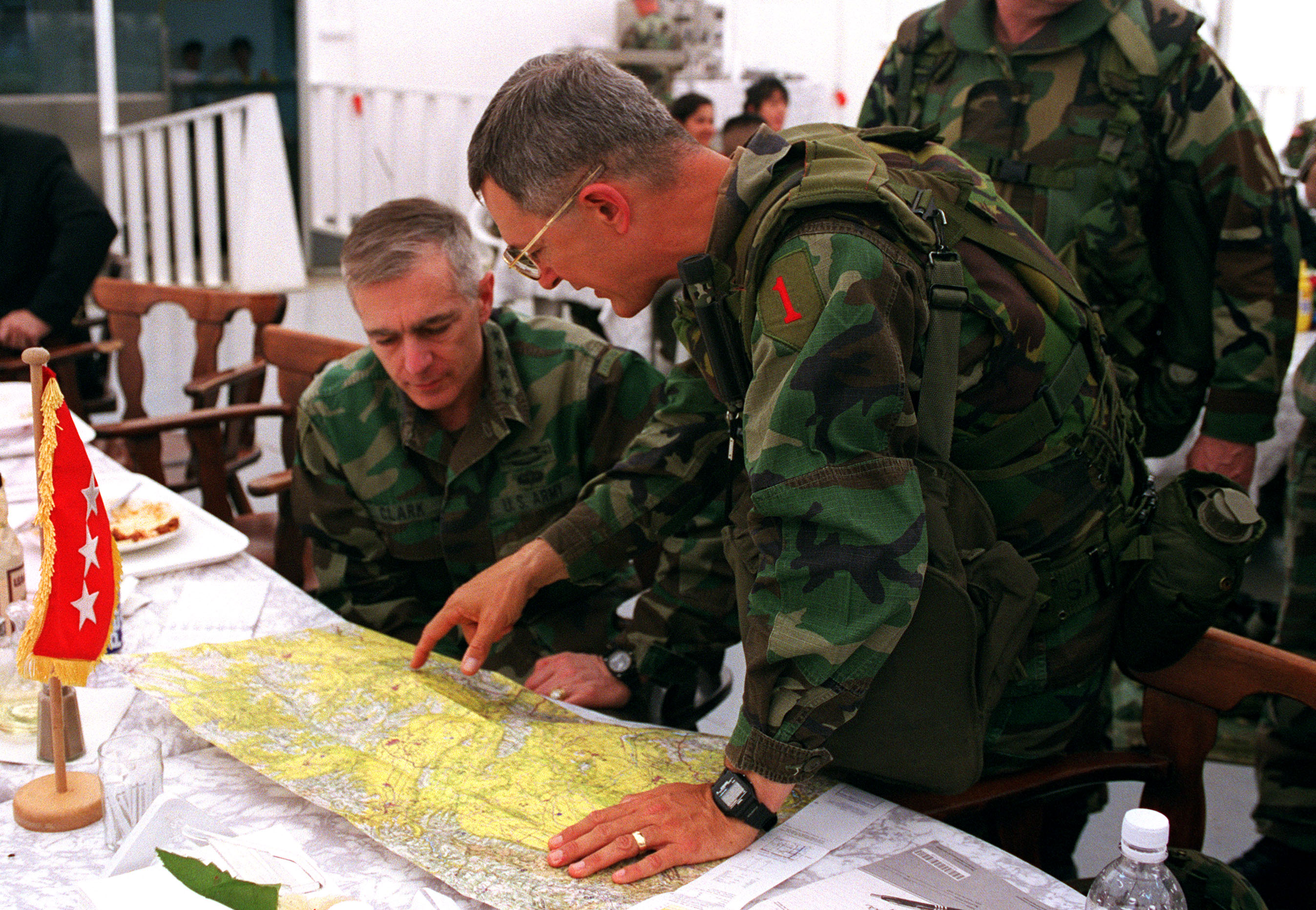
General Wesley C. Clark und General John W. Hendrix in Lagebesprechung am 19. Juni 1999. Hendrix kommandierte die Task Force Hawk, die nach Unterzeichnung des Abkommens von Kumanovo aus Albanien nach Skopje verlegt wurde.

Im Kampf gegen die VJ im Kosovo änderte die NATO ihre Taktik. Da zu dieser Zeit nur noch wenige Marschflugkörper in Europa vorhanden waren, setzte die NATO vorrangig die F-117A zur Bekämpfung von Punktzielen ein. Gemäß General Richard Hawley der United States Air Force wurden zu diesem Zeitpunkt auch die JDAM-Bomben knapp, so dass vermehrt konventionelle Freifallbomben zum Einsatz kamen. Zwischen Mai und Juni griffen B-52-Bomber Ziele im Kosovo mit konventionellen Freifallbomben und JDAM-Bomben an. Bei einem konzentrierten Angriff einer B-52-Staffel auf Positionen der serbischen Sicherheitskräfte am Berg Paštrik bei Prizren, soll es gemäß dem NATO-Sprecher Jamie Shea zu erheblichen Verlusten gekommen sein.
Die Offensive der UÇK wurde anderthalb Monate vor ihrem Beginn von Spezialkräften der US-Army und der British Army vorbereitet. Die UÇK wurde hierfür mit Waffen ausgerüstet und von den US-Amerikanern und Briten sowie von Geheimdiensten der beiden Länder wie privaten Firmen für die Offensive ausgebildet. Ebenfalls unterstützt wurde sie durch die 2. Albanische Armee, die in Camps in Heshlan und anderen nahe der Grenze Ausbildungszentren bereitgestellt hatte. Die Koordination der Offensive wurde von der 2. Albanischen Armee aus ihrem operativen Zentrum in Kukës geleitet. John W. Hendrix, kommandierender General der US-Spezialbrigade Task Force Hawk in Albanien, beurteilte die UÇK als unter den gegebenen Umständen kampfstarke Formation, die durch Veteranen aus dem Kroatien- und Bosnienkrieg verstärkt, erfahrene Befehlshaber bekommen hatte. Um den Paštrik wurden auf albanischer Seite Depots und Basen für die Offensive vorbereitet, die norwegische Armee baute hier ebenfalls ein Feldlazarett auf, das durch norwegische Kräfte geführt wurde. Basen für die Operation waren die Dörfer Pogaj, Kishaj und Cahan.
Die VJ war über die Vorbereitungen im Bilde. Leitender Offizier auf jugoslawischer Seite war Generalmajor Vladimir Lazarević, Kommandant des Prištinakorps. Ihm unterstellt war Oberst Božidar Delić, Kommandant der 549. Motorisierten Infanteriebrigade in der Region Prizren. Lazarević hatte die Brigade verstärken lassen, um die Routen der UÇK gezielt mit weitreichender Artillerie decken zu können. Darunter befanden sich auch einige M-87-Orkan-Mehrfachraketenwerfer. Diese verwenden Raketen mit Streumunition und eignen sich zur Bekämpfung von Flächenzielen. Die VJ hatte die albanischen Dörfer Gorožup, Planeja, Šeh mahala, Milaj, Djonaj und Binaj zu Frontbasen verstärkt und richtete dort die vorderen Befehlsstände zur Kontrolle der Grenzlinie ein. Über diese Dörfer hatte die VJ daher stark ausgebaute Stellungen gegenüber der albanischen Grenze bezogen, die das Hinterland gegen Prizren als nächstgelegenen Großstadt abschirmte. Die VJ konnte sich aufgrund der Topographie – die Grenze verläuft in unwegsamem Gebiet – auf die Verteidigung dieser wenigen Grenzübergänge konzentrieren. Diese Stellungen waren zum Teil bombensicher ausgebaut. Das Drim-Tal wurde von beiden Seiten durch Artillerie der VJ gedeckt. Eine Woche vor Start der Operation verlegte die Albanische Armee Feldartillerie und Raketenwerfer nach Kukës, die NATO bereitete den Angriff durch schwere AC-130-Spectre-Gunship vor. Befestigte Grenzstellungen am Paštrik wurden durch AC-130 Spectre unter Beschuss genommen. Ziel der UÇK war Prizren, die zweitgrößte Stadt des Kosovo. General Hendrix verlegte eine Batterie selbstfahrender 155-mm-M109-Panzerhaubitzen sowie eine Brigade mit Mehrfachraketenwerfer vom Typ M270 MLRS der Task Force Hawk in Stellungen am Paštrik.
Die Offensive startete in den Morgenstunden des 26. Mai. Panzer und Feldartillerie der 2. Albanischen Armee unterstützten den Vorstoß durch einen fingierten Vormarsch im Drim-Tal. Drei Panzer der albanischen Armee wurden durch die VJ direkt zu Beginn auf albanischem Territorium ausgeschaltet, die weiteren Panzer drehten danach um. Das Ablenkungsmanöver zeigte jedoch keine Wirkung: Die VJ hatte den eigentlichen Angriff auf Gorožup schon erwartet, da sie über die Bewegungen und Vorbereitungen der UÇK informiert war. Die VJ erwiderte die Artilleriesalven der Albanischen Armee ihrerseits mit schwerer Artillerie aus ihren Stellungen um Prizren, Dobruste, Zur und Vrbnica. Vier Brigaden der UÇK mit insgesamt 6.000 Mann standen auf albanischer Seite bereit, um über den Paštrik vorzudringen. Durch 14.000 Soldaten der regulären Albanischen Armee verstärkt, hatten sie eine volle logistische Unterstützung der regulären Streitkräfte Albaniens.
Zum 26. Mai 1999 hatte die VJ am Paštrik 400 Soldaten an vorderster Front. Es waren das 53. und 55. Grenzbataillon der 549. Motorisierten Brigade der VJ, dessen Kommandant Božidar Delić über insgesamt 14.000 Soldaten für den Grenzabschnitt zwischen Nord-Makedonien und Albanien verfügte. Bis zum Morgen des 27. Mai konnte die 549. Motorisierte Brigade die vorderste Linie auf 1.200 Soldaten aufstocken. Drei Keile von zwei mal 500 m und einmal 1.000 m Tiefe hatte der Vorstoß der UÇK in die Grenzlinie vorgetrieben. Die Keile im gebirgigen Terrain hatten jedoch große Zwischenräume freigelassen. Nach dem gescheiterten Versuch, über Košare in serbisches Staatsgebiet vorzudringen, war die Jugoslawische Armee für ein Vordringen über die strategisch wichtige Kerbe im Drim-Tal gut vorbereitet. Die Grenze war hier vollständig vermint; zwei Bataillone mit Mehrfachraketenwerfern des Oganj M-77 standen der 549. Brigade zur Verstärkung bereit. Auch hatte die 549. Motorisierte Brigade zwei Raketenabteilungen mit SA-6 Gainful für Einsätze gegen die A-10 bekommen. Zwischen die Keile der UÇK brachte die 549. Motorisierte Brigade 70 kg schwere Minen in Stellung. Durch ihre Reichweite von 300 m hätten sie jegliches weitere Vordringen der UÇK im Folgenden unterbunden. Die Offensive der UÇK blieb somit in den Wäldern und dem Gebirgsterrain stecken, keines der Dörfer konnte erreicht werden. Die Artillerie der VJ blieb, trotz ständiger Bemühungen der NATO deren Stellungen durch A-10-Bodenkampfflugzeuge zu attackieren, für die Vorstöße der UÇK ein unüberwindliches Hindernis. Nur der Gipfel des Paštrik blieb in Händen der UÇK. Zwar hatte General Wesley Clark seinen Offizieren die strategische Order ausgegeben („Dieser Berg wird nicht aufgegeben. Ich werde es nicht zulassen, dass die Serben auf dem Berg sind. Wir werden für diesen Hügel mit amerikanischem Blut bezahlen, wenn wir der UÇK nicht helfen diesen zu halten.“) – die VJ stand vor der Rückeroberung des Gipfels –; aufgrund seiner ausgesetzten Position wäre dessen Halten jedoch unsinnig gewesen: Dortige Stellungen hätten von der NATO jederzeit bombardiert werden können. Ein taktischer Vorteil aus seinem Besitz bestand für die VJ damit nicht.
Delić entschied, Positionen unterhalb des Gipfels zu verteidigen. Aus der Präsenz der UÇK auf dem Gipfel war zudem eine Bombardierung benachbarter Positionen der VJ durch strategische Bomber unmöglich, ohne die Verbündeten selbst zu treffen. Die Position der UÇK auf dem ausgesetzten Gipfel bildete außerdem ein leichtes Ziel für die Artillerie der VJ. Der Gipfel war dadurch bald mit Leichen übersät, Verwesungsgeruch machte den Aufenthalt in Nähe des Gipfels bald unmöglich, und die VJ bezog weiter entfernte Stellungen. Wie erbittert der Widerstand der VJ am Paštrik war, ist durch die emblematisch gewordene Parole von Božidar Delić zum Ausdruck gekommen, der beim heftigsten Infanterieangriff am 31. einem Kommandanten das Zurücknehmen der vordersten Stellungen mit der Antwort untersagte: Es gibt kein Zurückweichen, dahinter ist Serbien. Diese Parole verbreitete sich zu allen beteiligten Truppen der VJ am Paštrik und bildete bis heute den allgemeinen Ausdruck der Schlacht im öffentlichen Bewusstsein der Serben.
Zu schweren Bombardements am Paštrik entschloss sich die NATO, als sie die Arrow-Offensive der UÇK vor dem kompletten Scheitern bewahren wollte. Insgesamt wurden 24 Einsätze der strategischen Bomberflotte geflogen. Sechs B-52 und zwei B-1B wurden eingesetzt. Diese hatten 1.300 Bomben mit 350 Tonnen Sprengstoff abgeworfen. Zugleich führten A-10 zwischen dem 26. Mai und 10. Juni 56 Angriffe gegen grenznahe Stellungen der VJ. A-10 warfen 220 Bomben und feuerten etwa 20.000 mit abgereichertem Uran versehene Projektile ab. AH-64-Apache-Helikopter flogen insgesamt acht Einsätze gegen die Grenzbefestigungen am Paštrik, flogen jedoch nie in serbisches Territorium. 5.100 amerikanische Soldaten der Task Force Hawk hatte Wesley Clark aus Grafenwöhr in Deutschland nach Kirres in Albanien abkommandiert. Diese galt als Vorhut einer möglichen Bodenoperation, die von Clark vorbereitet, vom Pentagon jedoch abgelehnt wurde. Damit hatte die Task Force Hawk, die aus einer Grundstreitkraft von 24 AH-64 Apache bestand und von schwerer Artillerie, darunter 24 M270 MLRS-Mehrfachraketenwerfern, acht 155-mm-Haubitzen und Panzerverbänden mit M1-Abrams-Panzern unterstützt werden sollte, keinen einzigen Schuss abgegeben. Der Hauptgrund, dass die Task Force Hawk zwischen April und Juni 1999 nicht eingesetzt werden durfte, lag in der schlechten Vorbereitung der Einheit, die, weil sie nicht genügend auf die topographischen und logistischen Herausforderungen im Kampfgebiet eingestellt war, keine effektive Streitmacht gegen gut ausgebaute Stellungen im gebirgigen Umfeld bot. Dennoch unterstützte die Task Force Hawk mit ihrem Artillerie-Radar die Aufdeckung der Artillerie-Stellungen der VJ, in deren Ergebnis zwar die Stellungen entdeckt wurden, durch ständige Stellungswechsel jedoch kein aktuelles Bild zur Bekämpfung der Positionen hergestellt werden konnte. Auch eine Woche nach Beginn der Schlacht blieb die Artillerie der VJ aktiv und zerstörte am 31. Mai den albanischen Grenzposten Pogaj und am 3. Juni die albanischen Dörfer Pogaj und Pergolaj.
Schwere Artilleriegefechte, die über die Grenze von Albanien und Kosovo geführt wurden, begleiteten die Kämpfe am Paštrik. Nachdem sich die Situation für die VJ am 28. Mai stabilisiert hatte, begann die NATO ab dem 30. Mai mit Teppichbombardements, die insbesondere den beiden albanischen Dörfern Planeja und Šeh mahala unmittelbar unterhalb des Grenzpostens Gorožup galten. Die Bombenabwürfe der schweren strategischen Bomber B-52 und B-1 bildeten auch ein Signal an die Soldaten der UÇK, die zum 31. Mai ihren Hauptvorstoß gegen die Grenzlinie starteten. Nach schwerem Sperrfeuer der Oganj-Mehrfachraketenwerfer und Feldartillerie der VJ auf albanisches Territorium wurde der Vorstoß noch am Nachmittag des 31. Mai völlig gestoppt. Die UÇK-Offensive stand nach heftigen Verlusten vor dem Scheitern, die VJ hatte inzwischen alle Keile, die über die Grenzlinie reichten, beseitigt und die Kampfstellung auf die Ausgangssituation vom 26. Mai 1999 wiederhergestellt. Somit wandte sich die UÇK im Weiteren direkt an die NATO mit der Bitte um weitere Luftunterstützung.
Die anfänglich mitgeteilten hohen Opferzahlen vom 6. und 7. Juni 1999 bei der Bombardierung der VJ durch B-52-Bomber konnten nach dem Krieg nicht mehr bestätigt werden, Nachkriegsanalysen bestätigten, dass die geschätzten Opferzahlen der VJ von 400 bis 800 übertrieben waren und die Bombardierungen der VJ keine nennenswerten Verluste bereitet hatten. Gemäß Nachkriegsanalysen hatten die B-52-Angriffe eine geringe militärische Wirkung aber vielmehr einen diplomatischen Nutzen. Gemäß serbischen Angaben hatte die Bombardierung von Planeja am 6. Juni nur zehn Soldaten der VJ das Leben gekostet. Es war dennoch der größte Verlust während der gesamten Schlacht am Paštrik für die VJ. Insbesondere zeigten aber Analysen der NATO, dass in Planeja überhaupt keine schweren Waffen standen, der Ort diente als vorgeschobener Kommandoposten der Infanterie. Der Vorgang der Bombardierung von Planeja wurde jedoch von den Stäben der NATO und innerhalb von Briefings für die Weltmedien als durchschlagender Erfolg gegen die VJ dargestellt und bildete selbst in späteren Analysen des Kriegsausgangs häufig eine vermeintliche Kehrtwende. In Wahrheit hatte die VJ die Schlacht am Paštrik für sich gewinnen können und der UÇK die größten Verluste im Verlauf des Krieges bereitet. So hatte die UÇK mit 453 offiziell angegebenen Toten und 700 Verwundeten zwanzigmal mehr Tote als die VJ, die insgesamt nur 26 Tote zu beklagen hatte. Die UÇK hatte ein Viertel der in der Offensive bereitgestellten Truppen während der Kämpfe am Paštrik eingebüßt und die Schlacht damit auch unter sehr hohen Opfern verloren. Ein leitender amerikanischer Geheimdienstoffizier beschrieb das Versagen der auch durch die Air Force unterstützten Operation damit, dass die UÇK in den Kämpfen „fertiggemacht“ worden sei, wobei die Luftunterstützung der NATO hier nicht hätte helfen können. Die Verluste der VJ an schwerem Gerät waren ebenso vernachlässigbar, offizielle Angaben der 549. Brigade geben als Verluste zwei schwere 120-mm-Mörser, drei LKWs sowie ein Krankentransporter und zwei Transporter mit Wasserzisternen für den gesamten Zeitraum der Schlacht an. Die NATO konnte während der gesamten Operation nicht einen einzigen Panzer oder Truppentransporter der VJ ausschalten, die 549. Motorisierte Brigade war nach der Schlacht in ihrer Kampfkraft nicht beeinträchtigt. Die massiven Luftschläge der NATO während der Schlacht hatten damit im Endergebnis die völlige Niederlage der UÇK am Paštrik nur verzögert, die VJ aber nie gefährden können.
Insgesamt bildete die Schlacht am Paštrik den Schlüsselpunkt im Krieg der VJ gegen die UÇK, die hier bedeutende Verluste und sich in der direkten Gegenüberstellung mit der weit überlegenen VJ in einer Feldschlacht gegen eine reguläre Armee als unbrauchbar erwiesen hatte. Die UÇK besaß als militärischen Faktor kein Gewicht, um irgendwelche militärischen Operationen über längere Zeiträume gegen die VJ durchhalten oder eine Entscheidungsschlacht zu ihren Gunsten entscheiden zu können.
Gegenüber der NATO bedeutete der Erfolg der VJ in der Schlacht am Paštrik, dass der Krieg aus der Luft zu keinen greifbaren Ergebnissen hinsichtlich der Kampfkraft der im Kosovo mobilisierten Armeeverbände der VJ führte; eine durch Clark Anfang Juni vorgeschlagene Bodenoffensive mit 175.000 bis 200.000 Soldaten aus Albanien und Nordmazedonien, die zum 1. September im Einsatz hätte sein sollen, bildete eine äußerst ambitionierte Idee, die in der Realität aufgrund des spät angesetzten Termins mit dem bevorstehenden Wintereinbruch, den logistischen Problemen durch die unterentwickelte Infrastruktur und fehlender Priorität im Vergleich zu Konfliktgebieten im Persischen Golf und der Koreanischen Halbinsel bei Vorgesetzten Clarks im Pentagon ohne Rückhalt blieb.
Die VJ hatte in den insgesamt zwanzig Tagen, die als schwerste Gefechte des Krieges gelten, durch Bombardierung, Artillerie- und Infanteriefeuer nur 26 Tote zu beklagen. Zwanzig Soldaten der 549. Motorisierten Brigade wurde dabei durch die Bomben der NATO, sechs bei Gefechten mit der UÇK getötet. Die Schlacht hatte alle Pläne, nur mit Kräften der UÇK eine Bodenoffensive in den Kosovo zu führen, vereitelt. Einer Verhandlungslösung stand dadurch der weitere Weg offen, da innerhalb der NATO kein Konsens über die Ausrichtung einer Bodenoffensive bestand. Der 549. Motorisierten Brigade wurde noch am 16. Juni 1999 der Orden des Volkshelden verliehen.
Die notwendig gewordene Konzentration der VJ an den Grenzübergängen nach Albanien bei den Gefechten gegen die UÇK vereinfachte es für die NATO, die Truppen der Serben zu treffen. Gefechtsanalysen ergaben, dass die VJ sechzig Prozent ihrer Verluste im Kosovo in den letzten zwei Wochen hinnehmen musste.
Bis Ende Mai 1999 waren über 750.000 Kosovaren auf der Flucht, davon 570.000 innerhalb der Provinz. Systematisch nutzte die VJ die Vertreibung dazu, die Nachbarländer Mazedonien und Albanien zu destabilisieren. Bis Ende Mai waren über 230.000 Menschen nach Mazedonien geflohen, und das ethnische Gefüge des Landes geriet in Gefahr. Zahlreiche Hilfsflüge nach Tirana und Skopje und die Errichtung von Flüchtlingslagern verhinderten eine Störung des Gleichgewichts.

#### Angriffe auf zivile Ziele als Kriegsverbrechen

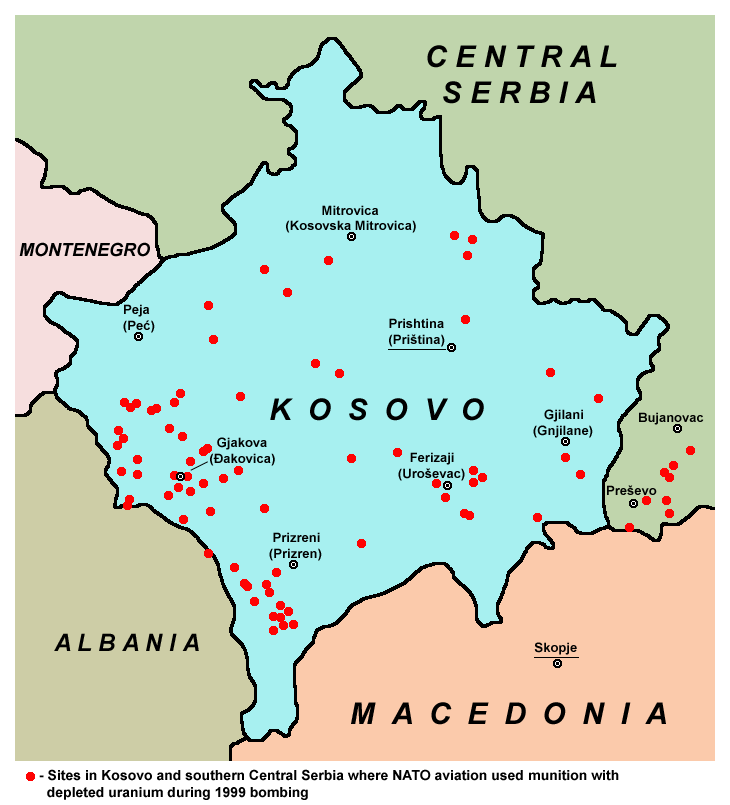
Orte innerhalb des Kosovo und Südserbiens, wo die NATO Uran-ummantelte Munition einsetzte

Nach dem humanitären Völkerrecht, der Haager Landkriegsordnung, dem Genfer Rotkreuz-Abkommen, der Kulturgutkonvention von 1954 und der UN-Waffenverbotskonvention dürfen zivile Ziele weder angegriffen noch zum Gegenstand von Repressalien gemacht werden. Amnesty International forderte in einem 65-seitigen Bericht die Untersuchung der Verstöße und die Bestrafung der Verantwortlichen. Amnesty bezog sich unter anderem auf den Angriff auf den serbischen Fernsehsender RTS und auf den Einsatz von Uran-ummantelter Munition. Nach Darstellung von AI habe die NATO auf die Vorwürfe mit der pauschalen Behauptung reagiert, diese seien „haltlos“ und „schlecht belegt“. Man habe im Verlauf des Krieges lediglich „einige Fehler“ gemacht. Amnesty kritisierte auch die Chefanklägerin del Ponte: „Wer angesichts dieser starken Indizien nicht einmal Ermittlungen gegen die NATO aufnehmen will, wirkt parteiisch.“

#### Planungen einer NATO-Bodenoffensive

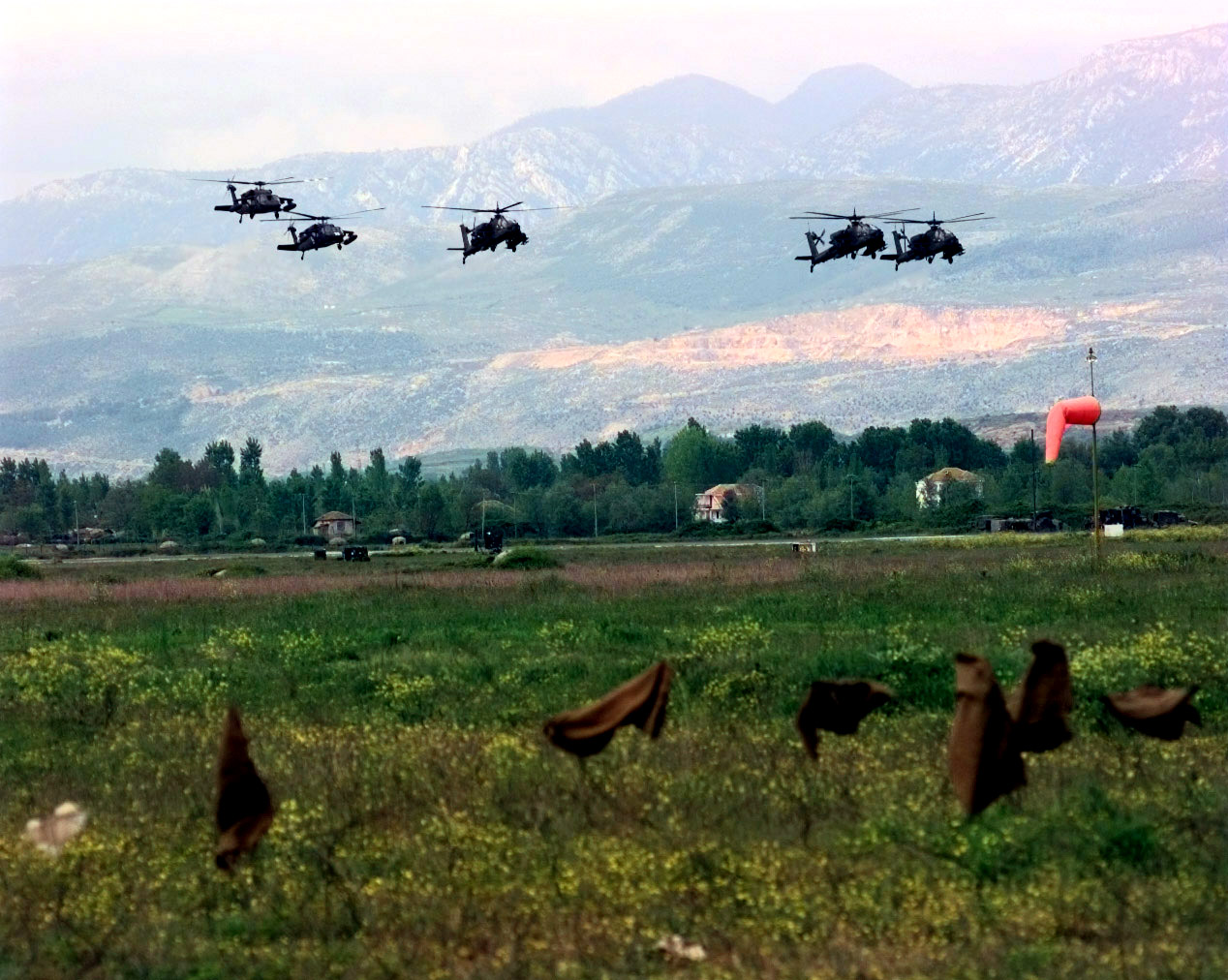
In Albanien stationierte US-amerikanische Kampfhubschrauber vom Typ AH-64 Apache und Transporthubschrauber vom Typ UH-60 Black Hawk im April 1999

Die zunehmende Kritik an der Ineffektivität, die serbischen Truppen durch beschränkte Luftschläge aus dem Kosovo zu drängen, ließen Ende Mai Überlegungen einer Bodenoffensive erneut aufkommen. Am 28. Mai flog deshalb Tony Blair zu Beratungen mit Bill Clinton nach Washington. Größtes Hindernis für eine Bodenoffensive war aber, dass es Monate gebraucht hätte, um eine zahlenmäßig überlegene Armee aufzustellen. Nach dem Krieg wurde bekannt, dass der britische Premierminister Anfang Juni mit dem US-amerikanischen Präsidenten übereingekommen war, eine zum Sieg über die VJ tatsächlich notwendige Bodenoffensive am 10. Juni 1999 auszurufen; sie hätte frühestens im September 1999 begonnen werden können.

#### Abkommen von Kumanovo und UN-Resolution 1244
Am 3. Juni billigte das serbische Parlament den von den G-8-Staaten am 6. Mai vorgelegten Friedensplan und auch Präsident Milošević stimmte diesem zu. Die nachfolgenden Verhandlungen über die militärische Umsetzung gestalteten sich durch neue Forderungen der serbischen Seite zunächst schwierig.
Am 9. Juni einigten sich die NATO und Jugoslawien bei Militärverhandlungen in Kumanovo auf einen Abzug der serbischen Truppen aus dem Kosovo und die Stationierung einer NATO-geführten Friedenstruppe (KFOR) unter UN-Mandat. Die NATO beendete daraufhin das Bombardement. Ein großer Teil der serbischen Bevölkerung verließ den Kosovo aus Angst vor Racheakten von albanischer Seite.
Am 10. Juni billigte der Sicherheitsrat der Vereinten Nationen in der UN-Resolution 1244 sowohl den Friedensplan als auch das militärische Abkommen.

#### Russischer Vorstoß nach Priština
Am 12. Juni rückte die KFOR im Rahmen der Operation Joint Guardian in den Kosovo ein. Dabei stießen sie am Flughafen Priština auf knapp 200 russische Fallschirmjäger, die diesen in einer handstreichartigen Aktion am 11. Juni von Bosnien aus in den frühen Morgenstunden eingenommen hatten und Verstärkung durch sechs in einer Geheimoperation aufgestellte Iljuschin-Il-76-Transportflugzeuge mit 2000 regulären Fallschirmjägern erwarteten, die jedoch durch die Blockade der Überflugrechte über Ungarn am 11. Juni aufgehalten wurden. Auf die Nachricht, dass die Russen vor den NATO-Truppen eintreffen würden, reagierte der Oberbefehlshaber der NATO Wesley Clark ungewöhnlich scharf und befahl dem britischen Truppenkommandanten Mike Jackson, diese um jeden erdenklichen Preis – auch mit militärischen Mitteln – zu stoppen. Jackson verweigerte den Befehl mit den Worten Ich werde Ihretwegen nicht den Dritten Weltkrieg auslösen mehrmals. Nach Angaben von Generaloberst Leonid Grigorjewitsch Iwaschow, der die russischen Fallschirmjäger bei der Aktion befehligte, wurde der Befehl Clarks aber durch den fehlenden Konsensus innerhalb der NATO unterbunden, da nach Iwaschows Angaben bei der Abstimmung im Nordatlantikrat drei ungenannte Länder der Allianz energisch gegen ein militärisches Vorgehen gestimmt hatten. Nach Iwaschow bestand zwischen der Russischen Armee und der VJ zudem eine Abmachung, dass bei einem Angriff der NATO die noch im Kosovo befindlichen Einheiten der VJ mit den russischen Fallschirmjägern militärisch zurückschlagen sollten. Die Frage eines deutschen Generals, was dieser Vorfall hätte herbeiführen können, beantwortete Iwaschow nach eigenem Bezeugen mit: Falls Sie die russische Armee angreifen, dann bereiten Sie sich vor, Brüssel zu verteidigen.
Eine Demarche der obersten Befehlshaber in Washington ging zudem an Clark, der nach dem Krieg wegen seiner Eigenwilligkeit und seiner auch auf privaten Motiven basierenden Entscheidung zum Krieg in Bosnien und Kosovo im Verteidigungsministerium der Vereinigten Staaten schnell in Ungnade fiel und trotz seines militärischen Erfolges als NATO-Oberkommandierender Südost zwei Jahre früher als geplant von seinem Posten abberufen wurde. Die NATO-Truppen interpretierten die russische Einheit als Vorhut größerer Kontingente, was zu Spannungen zwischen beiden Parteien führte, da die NATO-Verbände den Flughafen Slatina bei Priština hermetisch abriegelten und zu verstehen gaben, dass die russischen Truppen völlig isoliert seien. In Verhandlungen billigte die NATO Russland die Teilnahme an der KFOR in vier von fünf Sektoren schließlich zu, verweigerte ihnen jedoch einen eigenen Sektor.
Unverzüglich zogen die NATO-Truppen nach. Als erste Einheit des gepanzerten Einsatzverbandes der Bundeswehr unter Führung von Brigadegeneral Fritz von Korff und der von ihr geführten multinationalen Brigade Süd (MNB-S) rückte am 12. Juni eine verstärkte Panzerkompanie im Gefolge britischer Truppen von Mazedonien in den Kosovo ein.
Am 21. Juni erklärte NATO-Generalsekretär Javier Solana die NATO-Luftangriffe für beendet, und am 24. Juni beschloss das serbische Parlament die Aufhebung des Kriegszustandes.

#### Spionagevorfall in der NATO
Am 13. Dezember 2001 befand ein Militärgericht in Paris den französischen Commandant Pierre-Henri Bunel des Verrats für schuldig und verurteilte ihn zu einer von fünf auf zwei Jahre verkürzten Haftstrafe. Bunel war der Weitergabe streng geheimer Zielkoordinaten und operativer Daten der NATO an den serbischen Agenten und Obersten Jovan Milanović in Brüssel im Jahre 1998 angeklagt worden. Als Motiv für die durch ihn eingestandene Tat gab er an, er habe Serbien von der Authentizität der Drohungen der NATO überzeugen und damit eine humanitäre Katastrophe im Land abwenden wollen. Der Guardian sah Bunels Antrieb in seiner schleppend verlaufenden Militärkarriere. Der BBC zufolge beschuldigten andere NATO-Mitglieder Frankreich aufgrund seiner historisch bedingten Sympathien für Serbien, die im französischen Offizierskorps besonders stark anzutreffen gewesen seien, die Luftangriffe zu erschweren.
Das tatsächlich von Bunel verursachte Risiko für Soldaten des Nordatlantikbündnisses stellte sich als gering heraus, da die von ihm herausgegebenen Informationen vorläufiger Natur waren.
Der Independent bezichtigte Bunel des „Antiamerikanismus“ anstelle bestimmter Sympathien.

### Unmittelbare Kriegsfolgen

#### Militärische Verluste und zivile Opfer

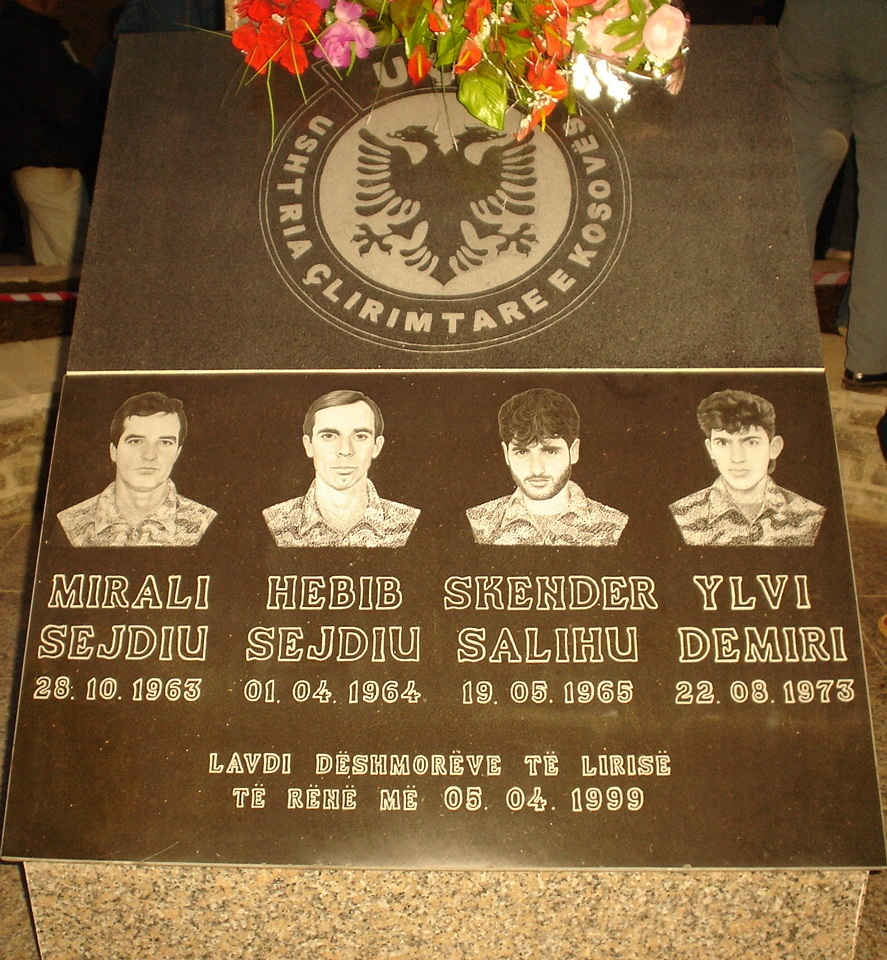
Grabstein für vier als Märtyrer bezeichnete UÇK-Kämpfer in Smirë

Sowohl zu den Opfern auf albanischer als auch auf serbischer Seite gibt es bis heute nur unterschiedliche und widersprüchliche Angaben. In einem Bericht für das UN-Kriegsverbrechertribunal von 2002 wurde die Zahl der albanischen Kriegsopfer auf über 10.000 geschätzt. Bis Ende 2001 wurden im Kosovo 4211 Leichen exhumiert. Im gleichen Jahr schätzte die serbische Regierung die Zahl der serbischen und anderen nicht-albanischen Opfer auf 2000 bis 3000. Die bestätigte Gesamtzahl der Toten und Vermissten beträgt nach umfangreichen Recherchen des NGOs HLC 13.526 (Albaner, Serben und andere).

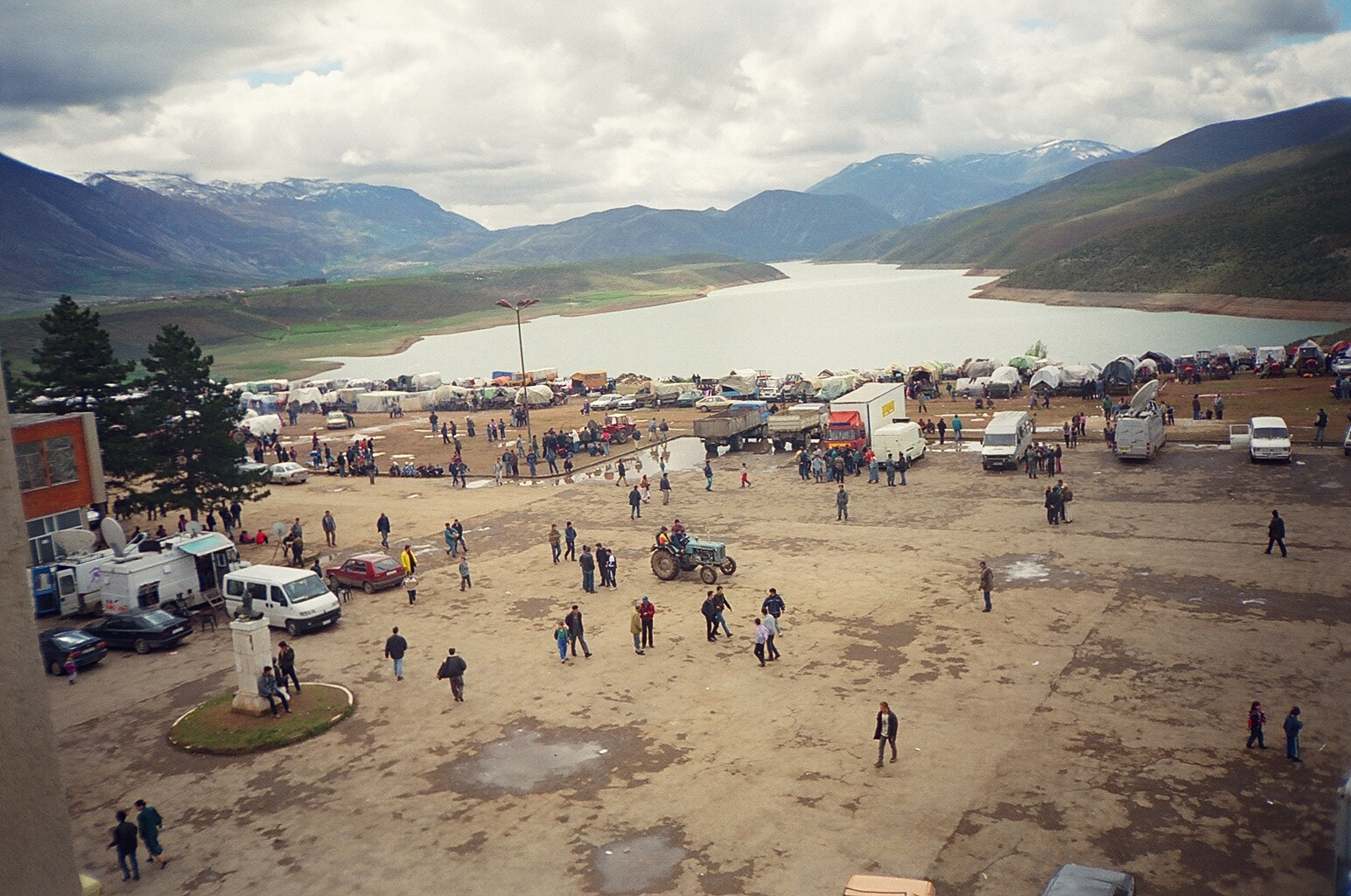
Flüchtlinge und internationale Medien in Kukës, Albanien

Nach dem Report der internationalen Kommission „The Independent International Commission on Kosovo“ war die Zahl der Opfer in der ersten Konfliktphase, also von Februar 1998 bis zum März 1999, verhältnismäßig gering: bis zum September 1998 wurden dabei etwa 1000 Zivilisten getötet, allerdings ohne gesicherten Nachweis. Die Anzahl der Opfer von September 1998 bis März 1999 wurde dagegen als unbekannt bezeichnet, müsse aber niedriger gewesen sein. Während dieser ersten Phase habe es mehr als 400.000 Menschen zum Verlassen ihrer Häuser getrieben, etwa die Hälfte davon wurde als „internally displaced“ eingestuft. Die meisten Binnenflüchtlinge seien aber nach der Holbrooke-Milošević-Vereinbarung wieder zurückgekehrt. Für die zweite Phase des Konflikts nach dem Beginn der NATO-Luftangriffe, vom 24. März bis zum 19. Juni 1999, schätzt der Report die Anzahl der Getöteten als in der Nähe von 10.000 befindlich ein, wovon bei weitem die meisten Kosovo-Albaner gewesen seien, die durch Kräfte der Bundesrepublik Jugoslawien getötet wurden. Annähernd 863.000 Zivilisten suchten laut dem Bericht in diesem Zeitraum außerhalb des Kosovos Zuflucht oder wurden aus dem Kosovo vertrieben. Weitere 590.000 waren innerhalb des Kosovo „internally displaced“, lebten also außerhalb ihrer eigenen Wohnstatt.
Die VJ hatte im Konflikt 514 Tote, bei NATO-Luftangriffen starben 164, in Gefechten mit der UÇK 291 und durch Unglücksfälle ohne Kampfeinwirkung 59 Soldaten. Dazu kommen noch Opfer unter den Einheiten des MUP (Polizei) sowie Freischärler und zivile Opfer.
Die NATO hatte nach offiziellen Darstellungen keine Opfer. Informationen legen aber nahe, dass bei verdeckten Operationen durch Delta Forces und weitere Spezialeinheiten, die während des Krieges im Kosovo operierten (so die britische SAS), und insbesondere bei den schweren und mehrere Wochen dauernden Gefechten am Grenzposten Košare auch Soldaten aus Spezialeinheiten des westlichen Bündnisses umgekommen sind.
Bei einem weiteren NATO-Luftangriff in zwei Angriffswellen auf die Morava-Brücke der zentralserbischen Kleinstadt Varvarin kamen zehn Zivilisten ums Leben, die meisten von ihnen beim zweiten Angriff, als sie versuchten, sich um die bereits bei der ersten Angriffswelle Getöteten und Verletzten zu kümmern.
Nach einem Bericht des IKRK waren Ende 2000 2900 Personen als vermisst gemeldet, davon 2400 Kosovo-Albaner, 400 Serben, 100 anderer Nationalität.
Mehrfach kam es durch NATO-Flugzeuge zur Verletzung des Luftraumes in Bulgarien, auf dessen Hoheitsgebiet auch mehrere Raketen niedergingen. So wurde bei einem Vorfall am 29. April 1999 um 21:45 das Obergeschoss eines zweistöckigen Wohnhauses im Sofioter Vorort Gorna Banja von einer Rakete der NATO zerstört, laut NATO-Sprecher durch eine Luft-Boden-Rakete, die in Verteidigungseinsatz gegen serbisches Luftverteidigungsradar abgefeuert worden sei, ihr Ziel aber verfehlt habe. Die Regierung versuchte unmittelbar nach dem Geschehnis die Rakete auf ein angebliches serbisches Flugzeug zurückzuführen. In einem darauffolgenden Interview erklärte der Vorsitzende der Eurolinken Alexandar Tomow, die NATO verwende Bulgarien als einen Mülleimer.
In Nordostalbanien starben 34 Zivilisten durch Landminen und Blindgänger, die zum Teil bis zu 20 Kilometer jenseits der Grenze eingeschlagen waren; mehr als 200 weitere wurden verletzt.
Carla Del Ponte, ehemalige Chefanklägerin am Internationalen Strafgerichtshof für das ehemalige Jugoslawien in Den Haag, warf im April 2008 der UÇK vor, nach dem Ende des Kriegs serbische Zivilisten und Gefangene getötet zu haben, um deren Organe zu verkaufen. Sie sei bei ihren Ermittlungen sowohl von kosovo-albanischer als auch von westlicher Seite auf eine „Mauer des Schweigens“ gestoßen, so dass sie ihre Ermittlungen nicht erfolgreich habe abschließen können. Da aber nur schwache Indizien vorgelegen haben sollen, fanden keine weiteren Ermittlungen in diese Richtung statt. Neue Nahrung erhielten diese Gerüchte jedoch im Dezember 2010 durch einen Bericht des Schweizer Europaratsabgeordneten Dick Marty, in dem der kosovarischen Befreiungsarmee UÇK Verwicklungen in illegale Organhandelsgeschäfte vorgeworfen werden. In einem Krankenhaus seien Gefangenen Organe entnommen und anschließend auf dem internationalen Schwarzmarkt an ausländische Kliniken verkauft worden. Der Bericht stützt sich auf nachrichtendienstliche Erkenntnisse; er wurde vom kosovarischen Kabinett zurückgewiesen. Unterlagen der UN-Kosovo-Mission UNMIK von 2003 nennen als Ausgangspunkte der illegalen Gefangenentransporte von 1999 und 2000 unter anderem die Orte Prizren, Suva Reka und Orahovac. Für die Kontrolle dieser Orte und des Grenzübergangs von ihnen nach Albanien war damals das deutsche Bundeswehr-Kontingent der NATO-Truppe KFOR verantwortlich. Bislang wurde weder im Kosovo noch von Seiten internationaler Jurisdiktion ein Ermittlungs- oder Gerichtsverfahren angestrengt. Mit der Klärung mutmaßlicher Verbrechen seitens der UÇK wird sich ein Sondergericht im Kosovo befassen.

#### Sachschäden und Zerstörung von Kulturdenkmälern durch NATO-Luftangriffe in Serbien

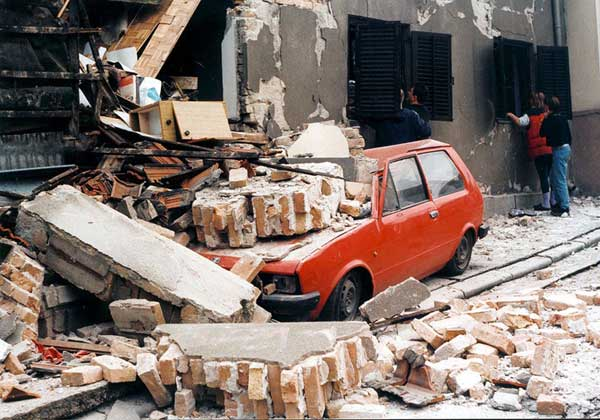
Straßenszene in Belgrad (1999)

Durch die Bombardierung der offenen Städte von Belgrad, Niš und Novi Sad wurden von NATO-Bombern und Marschflugkörpern insgesamt neben 54 Objekten der Verkehrsinfrastruktur 148 Gebäude, 300 Schulen, Krankenhäuser und Verwaltungseinrichtungen sowie 176 Kulturdenkmäler, darunter 23 mittelalterliche Klöster, beschädigt.
Zu den größten kulturellen Verlusten zählt die Vernichtung eines Teils des Depots der weltweit einzigartigen und zu den fünf größten Filmarchiven zählenden Sammlung der Jugoslawischen Kinemathek (Jugoslovenska kinoteka) im Belgrader Vorort Bubanj potok, bei der 80.000 Bänder verloren gingen.
Zu den beschädigten, kunsthistorisch bedeutenden architektonischen Denkmälern gehören repräsentative Gebäude im Stadtzentrum von Belgrad, wie das Gebäude der Regierung Serbiens (Architekt Nikola Krasnov, 1936) und die denkmalgeschützten Gebäude des neuen und alten Generalstabs in der Nemanjina Ulica, für die nach wie vor keine städtebauliche Lösung gefunden wurde. Das aus dem 15. Jahrhundert stammende Kloster von Rakovica, das auf dem Hügel des speziellen Militärobjektes 909 Straževica bei Kneževac liegt, wurde während des Krieges 36 Mal von NATO-Flugzeugen, die hier bis 3000 kg schwere bunkerbrechende Bomben einsetzten, stark beschädigt.
Auch die für die moderne Architektur Serbiens herausragenden Gebäude wie das erste Hochhaus in Novi Beograd, das ehemalige Gebäude des Zentralkomitees, der Palata Usče (Mihailo Janković, 1959) und das erste Luxus-Hotel der Hauptstadt, Jugoslavija, waren Ziele der Bombardierung und wurden beschädigt.
Sowohl ein Teil des Museumskomplexes 25. Mai in Belgrad, das aus dem Mausoleum und den Residenzen Titos auf dem Dedinje besteht, als auch die historisch äußerst bedeutende Villa in der Užička 15 (Alexander Acović, 1933), in der der ehemalige Präsident Jugoslawiens wie auch der Wehrmachtskommandierende für Südosteuropa Alexander Löhr im Zweiten Weltkrieg und später auch Slobodan Milošević wohnten, wurden am 23. April 1999 mit mehreren Projektilen ausgebombt.
Auch die nach Angaben der NATO versehentlich erfolgte Bombardierung der chinesischen Botschaft zählt zu den sogenannten „Kollateralschäden“ der Bombardierung Jugoslawiens.
Als Erinnerung an die Bombennächte entstanden in vielen Gemeinden in Serbien Erinnerungsstätten für die zivilen und militärischen Opfer.

#### Sachschäden, Zerstörung von Kulturdenkmälern und Kriegsfolgen im Kosovo
Nach Darstellung der UNHCR waren im Kosovo nach dem Rückzug der jugoslawischen Armee etwa 30 % der Wohnungen unbewohnbar, mehr als fünfzig Prozent des landwirtschaftlichen Vermögens vernichtet, Eigentum war geplündert worden, wesentliche Infrastruktur- und Telekommunikationseinrichtungen zerstört. Das Wirtschaftsleben war zum Erliegen gekommen, die Verwaltung musste neu aufgebaut werden. Minen und nicht detonierte Sprengkörper machten weite Landstriche unsicher.
Die UNESCO sah das architektonische Erbe des Kosovos in Gefahr. Sehr viele Bauwerke – vor allem serbisch-orthodoxe und muslimische Sakralbauten – wurden durch Sprengung, Brandstiftung und Plünderung zerstört. Nach Angaben des Kosovo Cultural Heritage Survey der Universität Harvard wurden 1998/1999 über 200 Moscheen oder andere islamische Bauwerke von serbischen Einheiten zerstört. Die serbisch-orthodoxe Kirche gibt die Zahl der von Albanern schwer beschädigten oder zerstörten Kirchen zwischen Mai und Oktober 1999 mit 76 an.

#### Militärische Effizienz der NATO-Luftangriffe
Erst nach Ende des Konfliktes erhellte sich das Bild über die Opferzahlen bei den Angriffen auf die serbischen Truppen und die VJ. Diese hatten wesentlich geringere Verluste erlitten, als es die täglichen NATO-Briefings nahelegten, was dem NATO-Oberbefehlshaber für Europa ernste Vorwürfe einbrachte und die Fähigkeit der NATO, in der Kampagne militärische Ziele auszuschalten, in Zweifel zog. Die jugoslawische 3. Armee unter Führung von Nebojša Pavković blieb trotz der erheblichen Luftüberlegenheit der NATO intakt und war zu keinem Zeitpunkt ernsthaft bedroht.
Gründliche militärische Analysen nach Ende der Kampfhandlungen in den Zielgebieten der Luftschläge und die Zählung des zerstörten militärischen Gerätes der VJ erhärteten die Kritik an der US Air Force und General Wesley Clark, der militärische Erfolgsmeldungen und die Zahl zerstörter serbischer Panzer überzeichnet dargestellt hatte, während die Einheiten der serbischen Armee den Kosovo praktisch unbeschadet verlassen konnten. Die Luftkampagne des Kosovokrieges wurde insbesondere auf den täglichen NATO-Briefings als erfolgreichste Militäraktion der Geschichte gepriesen, in der die NATO nicht einen einzigen Toten zu beklagen hatte. Dennoch wurde im Nachhinein fraglich, ob dies nicht nur prinzipielle Militärpropaganda war, da auch die offiziellen Analysen der Royal Air Force ein vernichtendes Bild der Erfolge des Luftkrieges zeichneten. Insbesondere wurde dabei die bekannte geringe Präzision beim Einsatz von Munition kritisiert und wurden die starken Begleitschäden bei den Bombenabwürfen beklagt.
Zum Imageschaden der NATO trug zudem der Angriff einer US-amerikanischen F-15-E auf einen Personenzug bei Grdelica bei, der durch die Zielkamera erfasst wurde. Ein bei einer NATO-Pressekonferenz wesentlich schneller als normal abgespieltes Band des Zielvideos sorgte für Manipulationsvorwürfe und ließ Zweifel an der Erklärung aufkommen, der Pilot hätte den Zug nicht rechtzeitig erkennen können.
Auf einer Pressekonferenz am 14. September 1999 zog Wesley Clark eine erste Bilanz des Luftkriegs und gab bekannt, dass die NATO im Kosovo in 78 Tagen 112 Panzer, 179 gepanzerte Fahrzeuge, 376 sonstige Militärfahrzeuge und 435 Artilleriegeschütze der VJ zerstörte.
Während des Krieges wurden von der NATO mindestens 35.000 Geschosse (etwa zehn Tonnen) mit abgereichertem Uran verschossen. Auch Clusterbomben und Landminen wurden eingesetzt. Im Kosovo blieben zahlreiche Landminen der serbischen Armee sowie nicht explodierte Munition von Streubomben der NATO zurück.
Der Europarat hat die Bombardierung wegen der ökologischen Konsequenzen als Verletzung der Genfer Konvention gerügt.

## Nachhaltige Folgen des Kosovo-Konflikts

### Serbien und Kosovo
Am 17. Februar 2008 erklärte das Parlament des Kosovo die Unabhängigkeit der Republik Kosovo. 117 der 193 UN-Mitgliedstaaten erkennen den Kosovo bisher als unabhängigen Staat an, darunter die Mehrzahl der EU-Staaten und die USA. Nicht anerkannt wird die Loslösung u. a. von Serbien, Russland, vielen Staaten Afrikas und der Mehrzahl der südamerikanischen und asiatischen Länder.
Fünf hohe serbische Beamte wurden im Februar 2009 vor dem internationalen Tribunal in Den Haag wegen ihrer Beteiligung an Kriegsverbrechen gegen die albanische Zivilbevölkerung zu langjährigen Haftstrafen verurteilt.
Es dauerte viele Jahre, bis die wichtigsten Infrastrukturbauwerke in Serbien wieder aufgebaut waren. Mitunter wurde nur das Notwendigste wiederaufgebaut, da die Schäden so substanziell waren, dass nur noch ein vollständiger Abriss und Neubau in Frage kam, wie etwa bei vielen zerstörten Brücken. Der Belgrader Fernsehturm ging erst wieder 2010 in Betrieb. Ruinen und bauliche Reste von Brücken, Bürogebäuden und Fabriken sind bis heute noch im ganzen Land präsent.

### NATO-Militärintervention: Folgen und Bewertung
Die NATO führte ihre militärische Intervention ohne UN-Mandat aus, wobei zu berücksichtigen ist, dass Jugoslawien zu der Zeit kein Mitglied der Vereinten Nationen war. Zur Legitimation des Einsatzes wurden Vorwürfe von Menschenrechtsverletzungen durch jugoslawische Sicherheitskräfte gegen die Zivilbevölkerung in der mehrheitlich von Albanern besiedelten serbischen Provinz Kosovo vorgebracht. Jugoslawien beklagte anderseits sezessionistische Tendenzen bei großen Teilen der albanischen Bevölkerung des Kosovo und berief sich auf das Recht, die seit 1997 mit Guerilla-Methoden operierende UÇK zu bekämpfen.
An dem von NATO-Luftstreitkräften ohne Einsatz von Bodentruppen geführten Luftkrieg (Operation Allied Force) waren anfänglich 430 Flugzeuge beteiligt. Wegen der unvorhergesehen langen Kriegsdauer mussten aber bis Kriegsende insgesamt 1200 Kampfflugzeuge von 14 NATO-Mitgliedstaaten mobilisiert werden.
Eine über die operationelle Strategie und humanitäre Gründe ausgebrochene politische Krise innerhalb der NATO, die in die Lager der Parteigänger einer militärischen Eskalation in der Gruppierung um die USA und Großbritannien sowie der gegen die Ausweitung des Krieges bemühten Länder um Deutschland, Frankreich, Italien und Griechenland zerfiel, verschärfte mit der fortwährenden internen strategischen Auseinandersetzung innerhalb der amerikanischen Militärführungsebene die Brüchigkeit des NATO-Konsenses während der Operation.
Der Streit der Militärführungsebene über die strategische Linie zwischen Wesley Clark, SACEUR der NATO-Streitkräfte in Europa, der den vornehmlichen Einsatz und die Eskalation der Kriegsführung gegen die VJ im Kosovo befürwortete, und Michael C. Short, Luftwaffenchef der NATO (Joint Air Force Component Commander) und damit Planer der Luftangriffe, der für eine Ausweitung oberhalb des 44. Breitengrades auf die zivile Infrastruktur Serbiens optierte, beschädigte die Führungsposition Clarks nachhaltig. Der Widerstand der operativen militärischen Leitung gegen politische Vorgaben zur Kriegsführung trug zu einer Neubewertung militärischer Operationen der US-Armee innerhalb von Koalitionsbündnissen bei, die wesentliche Teile wie die strategische B2-Bomberflotte außerhalb des NATO-Kontrollgremiums operieren ließ.
Die während der Feier anlässlich des 50-jährigen Bestehens der NATO am 23. und 24. April in Washington D.C. ausgerufene Devise We will prevail (Wir werden obsiegen), die für einen Sieg der NATO letztlich alle militärischen Optionen offen hielt, stellte einen Strategiewechsel dar. Nachdem Shorts Konzept unter dem Generalstabschef der US-Armee angenommen wurde, nahm die NATO ab Ende April 1999 überwiegend die ökonomische und infrastrukturelle Basis der Bundesrepublik Jugoslawien ins Visier. Wichtigste Konsequenz war die nachhaltige Zerstörung der Infrastruktur Serbiens, die auch die Anzahl ziviler Opfer über die unter den Sicherheitskräften steigen ließ. Dagegen führte die weitgehende Ineffektivität bei der Bekämpfung der Bodentruppen der VJ zu vernachlässigbaren Verlusten von 9 von 1025 Panzern sowie 36 von 1246 Artilleriewaffen.
Im Ergebnis des Krieges wurde, basierend auf der Resolution 1244 des UN-Sicherheitsrates, eine UN-Verwaltung in der Provinz eingerichtet, gleichzeitig aber auch die Zugehörigkeit des Gebietes zur Bundesrepublik Jugoslawien bestätigt.
Im Jahresrückblick 1999 bewertete die Tagesschau den NATO-Einsatz als verfehlt: Der Krieg sei in seiner Dauer unterschätzt worden, hätte das serbische Regime gestärkt und die Bevölkerung zusammengeschweißt. Der Kampf gegen militärische Ziele sei immer mehr zu einem Krieg gegen die Bevölkerung geworden und habe eine humanitäre Katastrophe ausgelöst. „Bilanz des Krieges: Serbien ist wirtschaftlich um 40 Jahre zurückgebombt. Der Balkan ist nicht stabiler. Das Kosovo ist ein UN-Protektorat und Slobodan Milošević ist weiter an der Macht.“
Die Zeit bilanzierte 2009, dass Serbien trotz des anhaltenden Luftkriegs letztlich nur deshalb nachgegeben habe, weil es der Koalition gelungen war, Russland davon zu überzeugen, Serbien die Unterstützung zu entziehen. Das Ziel eines multiethnischen Kosovo sei nicht erreicht worden.

#### Rechtliche Beurteilung

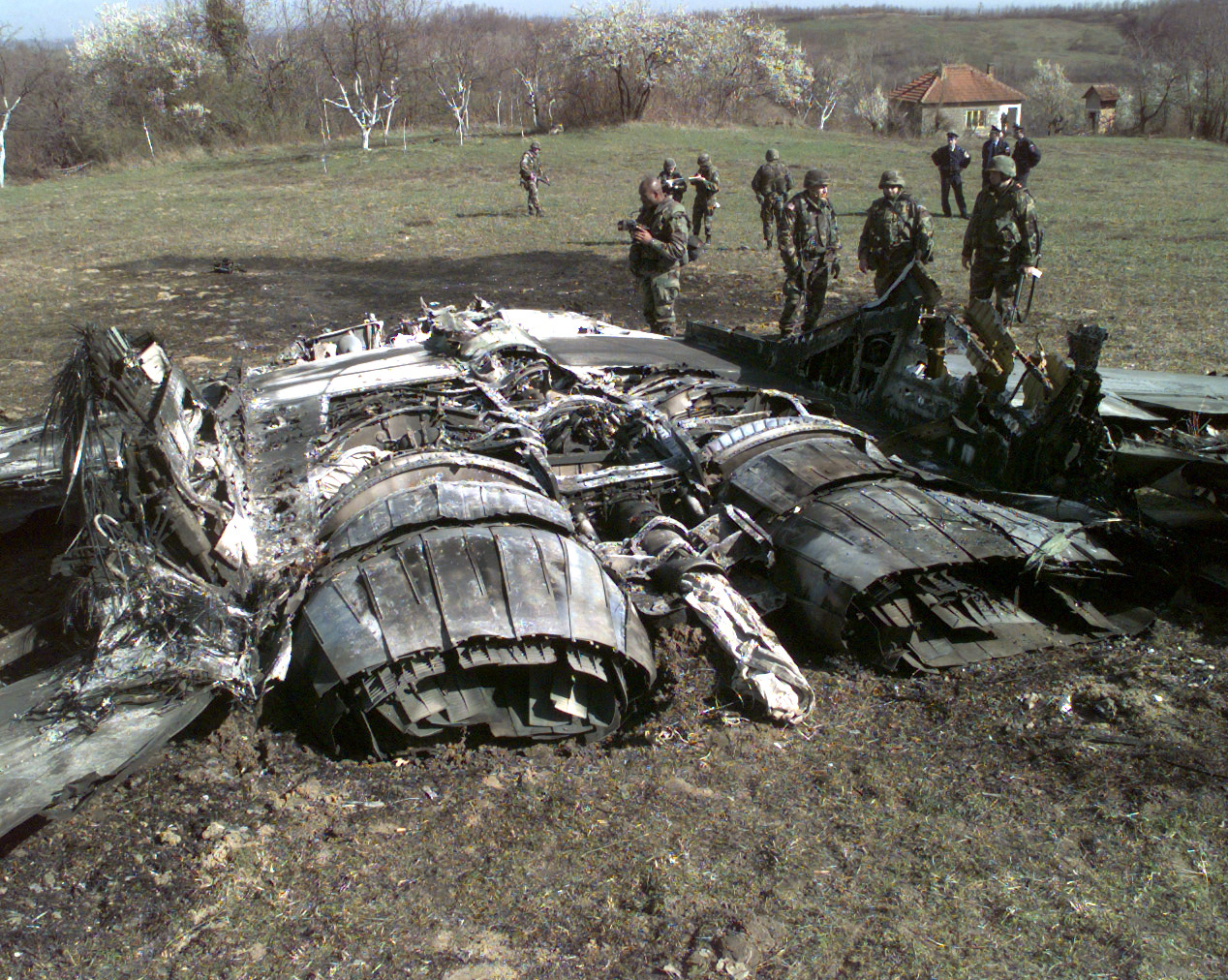
Abgeschossene MiG-29 der JNA

Nach den Regelungen der Charta der Vereinten Nationen (UN) ist ausschließlich der UN-Sicherheitsrat befugt, militärische Zwangsmaßnahmen gegen einen Staat zu verhängen. Für den NATO-Einsatz lag kein UN-Beschluss vor, da Russland einer militärischen Intervention nicht zustimmte. Viele Völkerrechtler (Simma, Cassese, Hilpold) sind der Ansicht, dass die NATO dem in Artikel 2 Abs. 4 der UN-Charta formulierten Gewaltverbot zuwidergehandelt habe und der Angriffskrieg gegen Jugoslawien somit völkerrechtswidrig gewesen sei, wobei Simma argumentierte, dass die NATO sich so eng wie möglich an die Resolutionen des Weltsicherheitsrechtes und humanitäre Setzungen des Völkerrechtes gehalten habe. Lediglich eine dünne Linie („a thin red line“) hätte das Vorgehen der NATO von der Legalität getrennt. Das Dilemma, aus humanitären Gründen ohne Zustimmung des Sicherheitsrates zu handeln, sei hier ohne weiteres aufzeigbar und gut begründet gewesen; entsprechendes Handeln dürfe aber nicht zum Regelfall werden.
Demgegenüber sehen Befürworter der Luftoperationen der NATO den Tatbestand der Vorbereitung eines Angriffskrieges nicht erfüllt und gehen ferner davon aus, dass auch der Zwei-plus-Vier-Vertrag nicht verletzt wurde, u. a. auch deswegen, weil bereits vor Beginn der Angriffe von einem „friedlichen Zusammenleben der Völker“ im Kosovo nicht die Rede habe sein können. Die NATO-Aktion sei sowohl völkerrechtlich als auch verfassungsrechtlich zulässig gewesen. Das ergebe sich aus einem notstandsähnlichen Recht auf humanitäre Intervention, das es gestatte, zur Abwendung einer humanitären Katastrophe nach Ausschöpfung aller anderen Mittel militärische Gewalt anzuwenden. Dieses Nothilferecht steht damit im direkten Gegensatz zur Ausschließlichkeit der Entscheidungen des Sicherheitsrats über Krieg und Frieden – seine Herleitung ist ungeklärt und äußerst umstritten, wobei allerdings teilweise auf Ableitungen aus dem humanitären Kriegsvölkerrecht der Genfer Konventionen und der allgemein gestiegenen Bedeutung der Menschenrechte im Völkergewohnheitsrecht seit 1945 verwiesen wurde. Der militärische Einsatz der NATO habe zur Schaffung des Friedens und zur Abwendung einer humanitären Katastrophe stattgefunden und sei notwendig und gerechtfertigt gewesen, weil der Weltsicherheitsrat – obwohl er am 23. September 1998 in der Resolution 1199 das serbische Vorgehen als „exzessiven Einsatz von Gewalt“ und ausdrücklich auch als „Bedrohung des Friedens“ verurteilt hatte – nicht wirksam handeln konnte oder wollte. Christian Tomuschat beispielsweise sah das Vorgehen der NATO mit Bedenken als gerechtfertigt an, da das Gewaltverbot gegenüber Staaten nicht „sklavisch“ zur Hinnahme schwerster Menschenrechtsverletzungen führen dürfe und das Verhalten der Bundesrepublik Jugoslawien zuvor im Weltsicherheitsrat scharf verurteilt und als dem humanitären Kriegsvölkerrecht unstreitig widersprechend gesehen wurde. Eine Güterabwägung führe zur Bejahung des Krieges, allerdings dürften auf gar keinen Fall solche Interventionen zur „Routineangelegenheit“ werden. Heinrich Wilms wies auf einen seiner Ansicht nach bestehenden Denkfehler hin: Zwar gelte ein militärischer Einsatz dann „mit Sicherheit“ als völkerrechtskonform wenn er mit Zustimmung des Weltsicherheitsrates erfolge, jedoch könne daraus nicht geschlossen werden, dass darum bereits jeder Einsatz ohne Zustimmung rechtswidrig sei. Es gebe ein bereits vorstaatliches „Vernunftvölkerrecht“ das Hilfeleistungen seit jeher erlaubt hätte, eine zu starke Betonung staatlicher Souveränität bei schwersten Rechtsverletzungen würde zu oft jede Vertretung der Menschenrechte gegenüber Staaten verunmöglichen und deren Minderheiten der Willkür aussetzen. Die Setzungen der Allgemeinen Erklärung der Menschenrechte könnten und sollten neben der UN-Charta zu einer Fortentwicklung des Völkergewohnheitsrechtes herangezogen werden. Die von den Serben begangenen Völkermordhandlungen könnten als gesichert angenommen werden, der Einsatz der NATO sei insofern darum nicht allein gerechtfertigt, sondern „rechtspolitisch geboten“. Dagegen sind Völkerrechtler wie Hilpold und Simma bis heute der Meinung, dass der unscharfe Begriff einer „humanitären Katastrophe“ das Gewaltverbot der UN-Charta nicht außer Kraft setzen konnte. Dieter Blumenwitz hielt militärische Eingriffe nur deutlich unterhalb der Schwelle eines regelrechten Krieges für vertretbar, da diese die Souveränität eines Staates nicht grundsätzlich in Frage stellten, jedes weitergehende Handeln sollte den in der UN-Charta vorgesehenen Rahmen nicht verlassen. Insofern ginge das allgemeine Sicherheitsinteresse an zwischenstaatlicher Kriegsverhinderung der Gerechtigkeit vor.
Nachdem alle politischen Bemühungen für eine Friedensregelung zwischen den Konfliktparteien erfolglos geblieben waren, beruhte die faktische Entscheidung zum Krieg auf dem Beschluss des NATO-Rats vom 8. Oktober 1998 über begrenzte und in Phasen durchzuführende Luftoperationen zur Abwendung einer humanitären Katastrophe im Kosovo.
Am 29. April 1999 reichte Jugoslawien beim Internationalen Gerichtshof (IGH) in Den Haag Klage gegen zehn NATO-Mitgliedstaaten (Belgien, Deutschland, Frankreich, Italien, Kanada, die Niederlande, Portugal, Spanien und die USA) ein. Nicht beklagt wurden Dänemark, Griechenland, Island, Luxemburg, Norwegen, Polen, Tschechien, Türkei und Ungarn. Die Anklagepunkte der zehn Einzelverfahren beziehen sich in erster Linie auf Verstöße gegen völkerrechtliche Grundsätze wie das Gewaltverbot, Völkermord, das Interventionsverbot sowie die Missachtung des Souveränitätsprinzips. Da Jugoslawien während des Krieges kein Mitglied der UN war, wurde das Verfahren jedoch ohne Entscheidung in der Sache wegen Nichtzuständigkeit des Gerichtes wieder eingestellt.

#### Rechtliche und politische Positionen in Deutschland
Der deutsche Bundestag stimmte der Beteiligung von Streitkräften der Bundeswehr am 16. Oktober 1998 zu. Bereits zuvor beschloss das noch amtierende Kabinett Kohl gemeinsam mit den Wahlsiegern der Bundestagswahl 1998, Gerhard Schröder und Joschka Fischer, den Einsatz der Bundeswehr im Rahmen der NATO ohne UN-Mandat, den ersten Einsatz deutscher Soldaten in einem militärischen Konflikt in Europa seit dem Zweiten Weltkrieg.
Der damals amtierende Bundesjustizminister als das fachlich noch zuständige Kabinettsmitglied der scheidenden Regierung Kohl, Edzard Schmidt-Jortzig, beteiligte sich nicht an der Abstimmung. Er hatte seinen Protest gegen die seiner Auffassung nach völkerrechtswidrige Kabinettsvorlage zu den Kabinettsakten gegeben.
Auch Staatsminister Ludger Volmer lehnte in der Debatte am 16. Oktober 1998 den NATO-Einsatz ab und verwies auf die zu erwartenden weltpolitischen Konsequenzen:

„Machen wir uns nichts vor: Die Argumentation, es handele sich um eine Ausnahme und nicht um einen Präzedenzfall, ist Augenwischerei. Jede beliebige Regionalmacht, die in Zukunft in ihrer Nachbarschaft Ordnung schaffen will und nur eine halbwegs zutreffende UNO-Resolution anführen kann, wird auf das Beispiel verweisen. Der Selbstmandatierung von Militärbündnissen ist Tür und Tor geöffnet; ein Sicherheitsrat, der immer dann umgangen wird, wenn ein Veto droht, ist als Garant des UNO-Gewaltmonopols außer Kraft gesetzt. Es ist ja kein Geheimnis, daß eine solche Entwicklung gerade dort Anhänger hat, wo die Verfügung über mächtige Militärapparate Anlass zu der Überlegung gibt, ob man denn die Macht mit zahlreichen anderen ärmeren, schwächeren Ländern im Rahmen internationaler Organisation teilen soll, wenn man stark genug ist, den eigenen Willen jederzeit überall durchsetzen zu können.“

Die Beteiligung der Bundesrepublik Deutschland wurde von Kritikern als Verstoß gegen Grundgesetz und auch gegen den 2+4-Vertrag gesehen. Der Vertragstext lautet:

„Nach der Verfassung des vereinten Deutschlands sind Handlungen, die geeignet sind und in der Absicht vorgenommen werden, das friedliche Zusammenleben der Völker zu stören, insbesondere die Führung eines Angriffskrieges vorzubereiten, verfassungswidrig und strafbar. Die Regierungen der Bundesrepublik Deutschland und der Deutschen Demokratischen Republik erklären, dass das vereinte Deutschland keine seiner Waffen jemals einsetzen wird, es sei denn in Übereinstimmung mit seiner Verfassung und der Charta der Vereinten Nationen.“

Trotz zahlreicher beim Generalbundesanwalt eingereichter Strafanzeigen wegen Verstoßes gegen § 80 Strafgesetzbuch (Vorbereitung eines Angriffskrieges) wurden keine Ermittlungen aufgenommen. Laut Generalbundesanwalt sei von den Anzeigenden übersehen worden, dass § 80 StGB sich von Art. 26 Grundgesetz herleitet, der ausdrücklich vorsieht, nur solche Handlungen unter Strafe zu stellen, „die geeignet sind und in der Absicht vorgenommen werden, das friedliche Zusammenleben der Völker zu stören“. Angesichts der bereits vorhandenen Störung des friedlichen Zusammenlebens im Kosovo und des friedenserzwingenden Motivs für ihr Handeln im Selbstverständnis der Bundesregierung fehle eine Absicht im Sinne des Art. 26 Abs. 1 GG und § 80 StGB laufe ins Leere.

## Rezeption

### Deutschland

#### Darstellung des Konflikts durch die Regierung
Zu Beginn der Bombardierung Serbiens am 24. März 1999 war die Opposition gegen den Krieg und gegen die Beteiligung der Bundeswehr marginal. Der Fernsehansprache von Bundeskanzler Gerhard Schröder wird zugeschrieben, sie habe das deutsche Volk auf den Einsatz der Bundeswehr eingestimmt. Danach gab es keine nennenswerten pazifistisch motivierten Proteste. Äußerungen von deutschen Politikern wie Bundesaußenminister Joschka Fischer und Bundesverteidigungsminister Rudolf Scharping, die die Handlungsweise der serbischen Truppen im Rahmen des angeblichen Hufeisenplans als Teil eines Völkermordes bezeichneten, waren im öffentlichen Bewusstsein präsent. Bundesaußenminister Fischer appellierte (insbesondere an seine Partei Die Grünen gerichtet): „Wir haben immer gesagt: ‚Nie wieder Krieg!‘ Aber wir haben auch immer gesagt: ‚Nie wieder Auschwitz!‘“ Scharping trat medienwirksam mit der Schilderung von Gräueltaten auf, die er als belegt bezeichnete. Dem Nachrichtenmagazin Der Spiegel gegenüber äußerte er als moralische Rechtfertigung für den Kriegseinsatz zum Beispiel die Behauptung: „Auf dem Balkan geht es ja nicht um Öl oder um Rohstoffe. Was wir jetzt tun, geschieht wegen einer mit äußerster Brutalität vorgenommenen Verletzung von Menschen- und Lebensrechten. […] Schwangeren Frauen wurden nach ihrer Ermordung die Bäuche aufgeschlitzt und die Föten gegrillt.“
Auch landeskundliche Werke nach dem Kosovokrieg enthielten Darstellungen einer bereits im Gang befindlichen und die NATO-Angriffe erst auslösenden systematischen Vertreibung der Kosovo-Albaner (Beispiel: „Die systematische Vertreibung der albanischen Bevölkerung aus dem Kosovo durch die serbische Armee mündete 1999 in den Kosovo-Krieg. Dabei sah sich Jugoslawien massiven Luftangriffen der NATO ausgesetzt.“).

#### Vorwurf der Völkerrechtswidrigkeit von Seiten prominenter Politiker
Zu den prominenten deutschen Politikern, die gegen die Bombardierung Serbiens opponierten, zählten der damalige SPD-Politiker Oskar Lafontaine, der damalige Vorsitzende der PDS-Bundestagsfraktion Gregor Gysi, die ehemalige Bundesjustizministerin Sabine Leutheusser-Schnarrenberger (FDP) sowie der damalige OSZE-Vizepräsident und Bundestagsabgeordnete Willy Wimmer (CDU), der von einem „ordinären Angriffskrieg“ sprach und der damaligen Bundesregierung, insbesondere Außenminister Joschka Fischer und Verteidigungsminister Rudolf Scharping, „Manipulationen“ vorwarf. Auch Alt-Bundeskanzler Helmut Schmidt gehörte zu den Kriegsgegnern. Der CSU-Politiker Peter Gauweiler zog 2004 Parallelen zum Irak-Krieg: „Sowohl die Intervention der USA im Irak als auch die Bombardierung Jugoslawiens und seiner Hauptstadt Belgrad durch die NATO geschah ohne Mandat der Vereinten Nationen. Dies ist von der deutschen Völkerrechtslehre zutreffend und mit Nachdruck als völkerrechtswidrig bewertet worden.“ Gregor Gysi reiste auf dem Höhepunkt des Konfliktes zu Gesprächen mit Milosević nach Serbien. Wenig später bat er Milosević erneut, nach persönlichen Gesprächen mit Flüchtlingen, die Zustimmung zu einer UN-Friedenstruppe zu erteilen, und kritisierte gegenüber Milosević – ohne von seiner Kritik am NATO-Einsatz abzurücken –, dass dieser Menschenrechtsverletzungen durch die serbische Armee kleinrede. Gerhard Schröder, damaliger Bundeskanzler zur Zeit des Kosovokrieges, bezeichnete 2014 diesen, mit Bezug auf die Annexion der Krim, ebenfalls als völkerrechtswidrig. Damit bezichtigte er sich selbst rückwirkend des Bruchs des Völkerrechts.

#### Verteidigung der Motive des NATO-Vorgehens
Der Auslandskorrespondent der taz urteilte im Rückblick: „Wer die Zustände im Kosovo aus eigener Anschauung kannte, musste den Krieg gutheißen.“
Der Philosoph Jürgen Habermas führte in Verteidigung des Vorgehens der NATO aus, dass eingriffslegitimierende Mängel im Völkerrecht nicht zur Tatenlosigkeit gegenüber Völkermorden führen dürften: „Aus dem Dilemma, so handeln zu müssen, als gäbe es schon den voll institutionalisierten weltbürgerlichen Zustand, den zu befördern die Absicht ist, folgt jedoch nicht etwa die Maxime, die Opfer ihren Schergen zu überlassen. Die terroristische Zweckentfremdung staatlicher Gewalt verwandelt den klassischen Bürgerkrieg in ein Massenverbrechen. Wenn es gar nicht anders geht, müssen demokratische Nachbarn zur völkerrechtlich legitimierten Nothilfe eilen dürfen.“

#### „Kollateralschaden“ Unwort des Jahres
Der während des Krieges vom zivilen NATO-Pressesprecher Jamie Shea verwendete Begriff Collateral Damage wurde von deutschsprachigen Medien als „Kollateralschaden“ halb übersetzt übernommen und wurde als euphemistischer Ausdruck für die von der NATO zu verantwortenden zivilen Opfer und Sachschäden gewertet. Aufgrund vieler direkter Zusendungen wurde er von der Gesellschaft für deutsche Sprache zum Unwort des Jahres 1999 gewählt. Als Begründung nannte die Jury die „Verharmlosung der Tötung Unschuldiger als Nebensächlichkeit“.

#### Vorwurf einseitiger Medienberichterstattung und der Bemäntelung der Interessenpolitik
Heinz Loquai, damals leitender General und militärischer Berater bei der deutschen OSZE-Vertretung in Wien, dessen Beschäftigungsvertrag trotz vorangegangener Zustimmung durch das Bundesverteidigungsministerium nicht verlängert wurde, nachdem Loquai in einer TV-Sendung im Jahr 2000 schwere Vorwürfe gegenüber Rudolf Scharping erhoben hatte, bezeichnete die Darstellungen des Kosovo-Konflikts in den deutschen Medien als zumeist einseitig und eindimensional, indem sie den Konflikt bis hin zum Krieg der NATO allein als von der Belgrader Führung verschuldet betrachteten. Das Bild des Kosovo-Konflikts in der deutschen öffentlichen Meinung, in Politik und Wissenschaft werde von der jugoslawischen Unterdrückungspolitik von 1989 an bis zu den Verbrechen an den Kosovo-Albanern nach dem Beginn der NATO-Luftangriffe aus einem Blickwinkel betrachtet, der die Ereignisse als Folgen des serbischen Nationalismus reduziert einordne, nicht aber im Zusammenhang eines Bürgerkriegs bewerte. Äußerungen wie zum Beispiel solchen von NATO-Generalsekretär Solana („Dieser Krieg wird um Werte und um die moralische Verfassung jenes Europa geführt, in dem wir im 21. Jahrhundert leben werden“), General Naumann (im Kosovo „wurde einer Idee wegen Krieg geführt, nicht wegen Interessen“) oder Außenminister Fischer (es kämpfe das „sogenannte Abendland […] für die Menschenrechte eines muslimischen Volkes“) hält Loquai entgegen, die deutsche Regierung hätte ihre eigene, reine Interessenpolitik mit der moralisierenden Anwendung des US-amerikanischen Konzepts des „Schurkenstaates“ nur bemäntelt. Statt auf die somit verschleierte eigene Interessenhaltung sei der Blick der Öffentlichkeit auf die enorme Personalisierung der jugoslawischen Politik als einen „Schurken“, den jugoslawischen Präsidenten, gelenkt worden, dessen Handlungsmotive als niedrig und irrational dargestellt worden seien, so dass der Weg für eine diplomatische Lösung unnötig verbaut worden sei. Das derart verdeckte Hauptinteresse der neuen deutschen Regierung habe darin bestanden, außenpolitische Zuverlässigkeit und Kontinuität zu demonstrieren. Auch für die USA sei das nationale Interesse Kern ihrer Kosovo-Politik gewesen. Neben wirtschaftlichen Interessen hätte dabei das Prestige der USA als Weltmacht und die Position der von den USA dominierten NATO in der Hierarchie internationaler Organisationen im Vordergrund gestanden.

#### Kontroverse um die DokumentationEs begann mit einer Lüge
In den Medien wurde der Kosovokrieg nach Ende der Kampfhandlungen erneut heftig diskutiert. In Deutschland spielte dabei die am 8. Februar 2001 gezeigte WDR-Dokumentation Es begann mit einer Lüge eine prominente Rolle, deren Inhalt darauf abzielte, nachzuweisen, die Begründung, mit den NATO-Luftschlägen „eine humanitäre Katastrophe im Kosovo verhindern“ zu wollen (Gerhard Schröder, 24. März 1999), beruhe auf Lügen und Manipulationen mit der Absicht zur bewussten Täuschung. Dieser Bericht wurde wiederum von der FAZ und dem Magazin Der Spiegel massiv wegen selektiver Wiedergabe von Zeugenaussagen und „unsauberer“ Recherchemethoden kritisiert. Dieser Kritik schlossen sich Rupert Neudeck und Norbert Blüm an, die beide den WDR-Film durch eigene Recherche überprüften. Der WDR-Redakteur Mathias Werth, Mitautor der Dokumentation, erwiderte in einem Interview der „Stattzeitung für Südbaden“ auf die Kritik: „Sie sahen die Arbeit ihrer Korrespondenten vor Ort durch diesen Film diskreditiert. Dafür habe ich Verständnis, denn in dem Film mag mancher eine Kritik daran erkennen, wie über diesen Krieg berichtet worden ist. […] Die Frage ist, was bleibt am Ende an sachlichen Vorwürfen gegen den Film stehen. Und da ist bis heute kein einziger Vorwurf stehen geblieben.“ Der WDR blieb bei seiner Darstellung.
Der Vorwurf der „Kriegslügen“ wurde auch von radikalen Linken wie Jürgen Elsässer erhoben, die sich mit dem serbischen Nationalismus und seinen Anhängern auf Demonstrationen solidarisierten. Die Solidarität mit Serbien vereinte auch ansonsten feindselige Strömungen in der Linken wie Antideutsche und Antiimperialisten. Jürgen Elsässer blieb seiner proserbischen Position auch nach seinem Frontenwechsel zur politischen Rechten treu. Auch Peter Handke solidarisierte sich mit der serbischen Kriegspolitik, was auf nur wenig Widerspruch bei etablierten Linksliberalen stieß.

#### Kritik des Auschwitz-Vergleichs Joschka Fischers
Der Kosovokrieg wurde erneut im Frühjahr 2010 in der Debatte um den Afghanistan-Einsatz der Bundeswehr in die Diskussion eingebracht, da dieser die aktive militärische Präsenz deutscher Soldaten bei NATO-Einsätzen einleitete. Dass im Kosovokrieg Propaganda zu einem Mittel der Politik wurde, kritisierte die Journalistin Barbara Supp im Spiegel am Beispiel des Fischer’schen Auschwitz-Vergleichs: „Und dann sprach Joschka Fischer von einem neuen Auschwitz, das der Serbe Milošević plane und das nur durch Krieg zu verhindern sei. Auschwitz – das äußerste Mittel. Der Kosovo-Krieg, obwohl das Völkerrecht dagegen sprach, sei also gerecht und ohne Alternative. Er hieß ‚humanitäre Intervention’. Wer dagegen war, würde Alliierter der serbischen Mörder sein.“ Sie empfiehlt dagegen eine „Kultur der Zurückhaltung“.

#### Vergleich der medialen Darstellung intellektueller Standpunkte 2010
In seiner Dissertation Inszenierung eines gerechten Krieges? Intellektuelle, Medien und der „Kosovo-Krieg“ von 2010 stellt Kurt Gritsch nach einem Vergleich der feuilletonistischen Darstellungen in führenden Zeitungen zusammenfassend fest: „Der ‚Kosovo-Krieg‘ war […] aus mehreren Gründen keine ‚humanitäre Intervention“, weil nämlich „die offiziellen Absichten durch Interessenpolitik unterminiert waren, […] die gewählte Methode des Luftkriegs mehr Leid erzeugte als verhinderte, […] in der Vorbereitung humanitäre Güter ‚vergessen‘ worden waren, […] die finanzielle Ausstattung der UNO-Einrichtungen deutlich zu niedrig war“. Gritsch sieht einen Hauptfaktor der Medienwirkung darin, dass keine Fakten analysiert, sondern alternativlose Meinungen und Wertungen narrativ verbreitet worden seien, die einem Klischee von Gut und Böse und antiserbischen Ressentiments folgten.

### Frankreich

#### Analyse von Propagandatechniken in den Medien

##### Prinzipien der Kriegspropaganda und Manipulationstechniken
Der französische Schriftsteller Vladimir Volkoff arbeitete in seiner Schrift über Desinformation Manipulationstechniken heraus, die er im Kosovokrieg in allen Kriterien realisiert findet.

##### Verbreitung von Gerüchten und einseitigen Darstellungen durch die Medien
Die Monatszeitschrift Le Monde diplomatique publizierte im März 2000 ein kritisches Dossier, in dem besonders die Rolle der Medien bei der Verbreitung von unbegründeten Gerüchten dargestellt wurde. Die westlichen Staaten hätten sich einer diplomatischen Lösung verweigert.
In ihrem Werk „L’opinion, ça se travaille“ (2000), kritisieren Serge Halimi, Dominique Vidal und Henri Maler das, was aus ihrer Sicht Propaganda der westlichen Medien zur Förderung einer militärischen Intervention ist. Besonders die Gerüchte über Völkermord und „ethnischer Säuberung“ werden analysiert, wie auch die fast allgemeine Abwesenheit öffentlicher Rechtfertigungen nach Aufdeckung ihrer nach dieser Sichtweise mangelnden Begründung, die wohlwollende Behandlung der Kriegsverbrechen der NATO und die systematische Denunzierung der Kriegsgegner als Unterstützer der serbischen Regierung.

#### Vorwurf der Vertuschung von Menschenrechtsverstößen der Geheimdienste
Der ehemalige Fallschirmjäger der Fremdenlegion und Träger des Ordens der französischen Ehrenlegion Jacques Hogard, der als befehlshabender Offizier französischer Spezialeinheiten mit der VJ den Einzug seiner Armee in den Kosovo verhandelt hatte, behauptete die Vertuschung von schweren Menschenrechtsverstößen der UÇK nach Abzug der VJ im Essay „L’Europe est Morte à Pristina“ (Europa wurde in Priština beerdigt). In einem Interview mit der serbischen Zeitung Večernje novosti beschuldigte er den amerikanischen, den britischen und den deutschen Geheimdienst, der UÇK direkte Unterstützung gegeben und selbst Angriffe auf Trecks von flüchtenden serbischen Zivilisten zugelassen zu haben.
Als Hauptgrund der Intervention des westlichen Militärbündnisses in Jugoslawien nannte er die Zurückdrängung des russischen Einflusses im Balkan, der insbesondere über Serbien erfolgte.

### USA

#### Meinungsverschiedenheiten in der Regierung
Der Kosovokrieg war in den USA überwiegend unpopulär. Bill Clinton beschwichtigte in seiner Ansprache die amerikanische Bevölkerung mit den Worten: „Habe nicht vor, unsere Truppen im Kosovo einen Krieg führen zu lassen.“ Es gab erhebliche Meinungsverschiedenheiten über die Dringlichkeit der Militäroperation: Die politischen Falken um Außenministerin Madeleine Albright und ihren Militärberater Wesley Clark waren für schnelles militärisches Eingreifen, während der Generalstab im Verteidigungsministerium unter Henry H. Shelton und Sicherheitsberater Sandy Berger zur Vorsicht mahnten. Noch am 23. März beruhigte Albright die Amerikaner über die mögliche Dauer der Kampfhandlungen: „Ich sehe dies nicht als lang andauernde Operation. Ich denke, das ist etwas […] das innerhalb einer kurzen Zeit erreichbar ist. Aber […] ich bin nicht gewillt mich festlegen zu lassen.“

#### „Madeleines Krieg“
Wegen der maßgeblichen Rolle der Außenministerin Madeleine Albright galt der Kosovokrieg vielen in den USA als „Madeleines Krieg“'. Das Time Magazine schrieb zu dieser Sichtweise: „Mehr als jeder andere verkörpert sie die außenpolitische Vision, die die Männer in den Krieg geführt hat. Und sie ist die am meisten Verantwortliche, um die Alliierten und die Administration geschlossen zum Sieg zusammenzuhalten.“ Der Titel des Time-Magazines vom 10. Mai 1999 zeigte die Außenministerin mit der Schlagzeile „Albright at war“. Albright äußerte sich zu diesem Vorwurf später: „Madeleines Krieg war damals, denke ich, abschätzig gemeint. Und ich bin froh, dass wir beharrlich geblieben sind.“

#### Vorwurf des kurzsichtigen Aktionismus
In der kritischen Nachbearbeitung der Balkanpolitik der Bush- und der Clinton-Administration nimmt der Kosovokrieg neben dem Bosnienkrieg eine wesentliche Rolle ein. Die Auseinandersetzung ist dabei nach wie vor nicht beendet. Kritiker verweisen auf den dramatischen ökonomischen und gesellschaftlichen Verfall des Westbalkans in der Interventionsperiode oder werfen den Politikern und Medienvertretern vor, vor allem kurzsichtige, egoistische Interessen verfolgt zu haben. Timothy Garton Ash sprach von einer „Man-muss-was-unternehmen-Brigade“ („something-must-be-done brigade“), die die Unruhen auf dem Balkan so lange für ihre Zwecke missbraucht habe, bis ein neuer regionaler Unruheherd in den Fokus rückte.

### Großbritannien
Der Journalist Phillip Knightley analysierte die Mediendarstellung des Jugoslawienkonflikts und arbeitete Propagandatechniken heraus, die auch in anderen Konflikten sichtbar waren. Obwohl 2700 Medienleute die NATO-Truppen begleitet hätten, als sie das Kosovo am Ende des Bombenkrieges betraten, sei die Öffentlichkeit in Unmengen von Bildern ertrunken, die zusammengenommen nichts sagten. Der Journalist John Simpson, der einen Großteil der Berichterstattung für BBC übernahm, wurde von der Regierung verdächtigt, Strohmann der Serben zu sein, als er von der offiziellen NATO-Version der Darstellung abwich. Nach Philip Hammonds Darstellung war neben der Gräuelgeschichten („atrocity stories“) die „Nazifizierung“ des serbischen Gegners Hauptmittel der Propaganda, indem Genozid- und Holocaust-Vergleiche und die Gleichsetzung serbischer Politiker mit Nazigrößen vorgenommen wurden.
Der Journalist und Blogger Neil Clark interpretierte die Bombardierungen Jugoslawiens aus der Perspektive der wirtschaftlichen Interessen Großbritanniens und der westlichen Welt. In Jugoslawien hatten sich noch 75 % der Industrie im Staatsbesitz befunden, Privatisierungen konnten seit 1997 nur unter Entschädigung der Arbeiter für den Verlust ihres Anteils am Firmenkapital durchgeführt werden. Bei den Bombardierungen hätten staatliche Firmen im Vordergrund gestanden, weit vor militärischen Anlagen. Lediglich 14 Panzer – aber 372 Industrieanlagen – seien getroffen worden, einschließlich der Automobilfabrik Zastava, jedoch keine ausländische oder private Firma. Nach der Beseitigung von Slobodan Milošević sei das Privatisierungsgesetz aufgehoben und die finanzpolitische Unabhängigkeit beendet worden.